# Pregny-Chambésy
Ne doit pas être confondu avec Champéry ou Chambéry.
Pregny-Chambésy (/prəˈɲi ʃɑ̃bɛːˈzi/) est l'une des 45 communes de la République et canton de Genève, en Suisse.
Se déployant sur la rive droite du Léman, cette commune, à la fois lacustre et essentiellement résidentielle, accueille plusieurs missions diplomatiques permanentes. Sa situation stratégique, à proximité de l'aéroport international de Genève et du quartier des Nations abritant de nombreuses organisations internationales, renforce son attractivité.

## Géographie

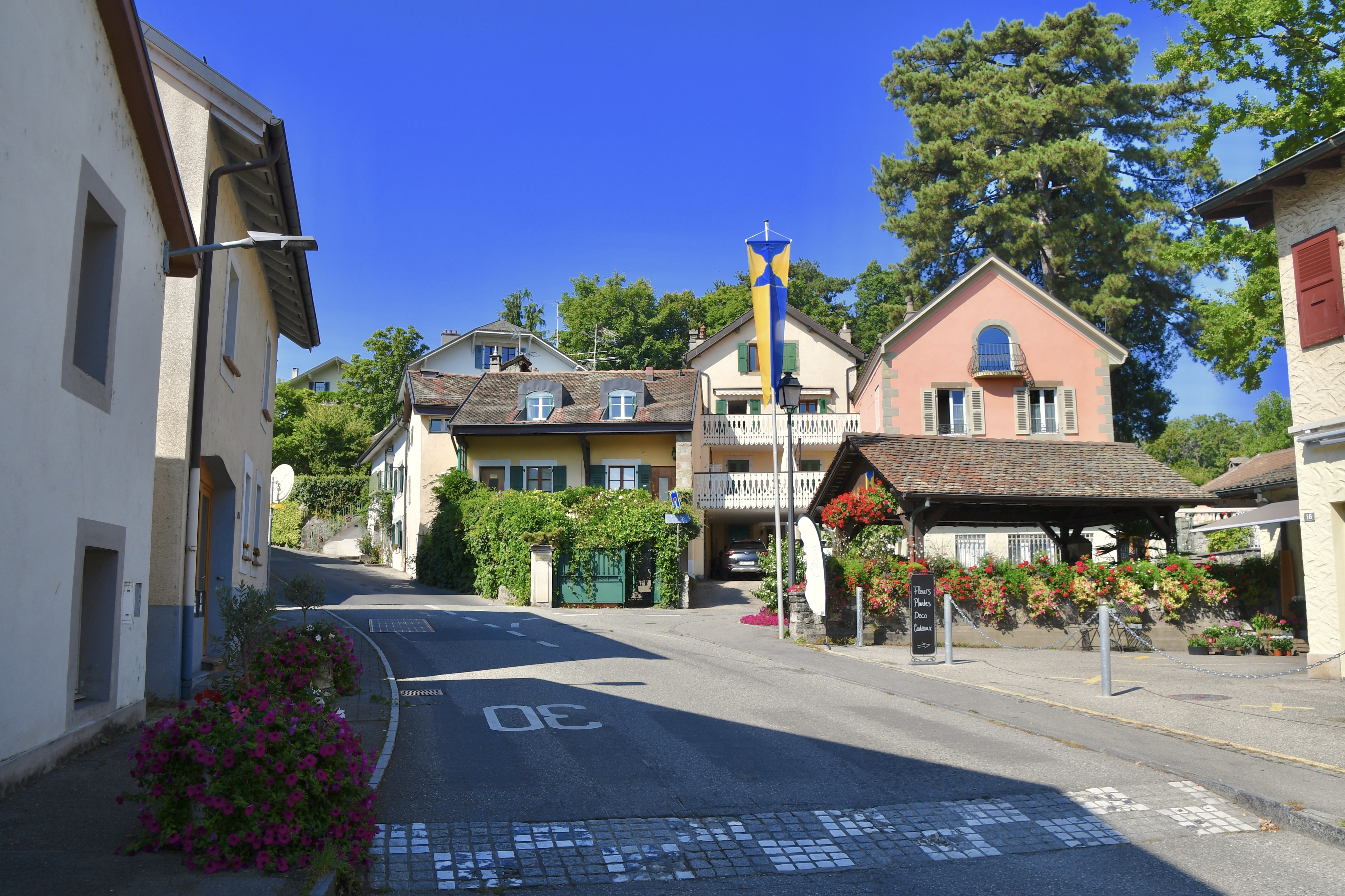
Hameau de Chambésy-Dessous.

La commune de Pregny-Chambésy s’inscrit aux portes de la campagne genevoise, s’étendant sur une colline isolée qui culmine à une centaine de mètres au-dessus du niveau du Léman. Cette position offre des panoramas sur le lac, plusieurs communes voisines, des monuments emblématiques ainsi que des montagnes françaises, italiennes et suisses.
Située à seulement quatre kilomètres de Genève, la commune se trouve au nord du quartier genevois des Nations et au sud-est de l’aéroport international de Genève.
Pregny-Chambésy comprend cinq hameaux historiques : Pregny, Chambésy-Dessus, Chambésy-Dessous, Roilbot et Le Tonkin. Les centres villageois traditionnels se localisent à Chambésy-Dessus et Chambésy-Dessous, tandis que Pregny accueille les principales fonctions administratives, éducatives et religieuses. Roilbot et Le Tonkin, quant à eux, conservent un caractère agricole. Ces hameaux, au fil du temps, ont été entourés de zones résidentielles et de vastes domaines,.
Le territoire communal s’étend sur 3,24 km2. Selon le relevé de 2013-2018, 75,9 % de cette superficie est consacrée aux habitations et infrastructures, 13,6 % aux surfaces agricoles, 9,9 % aux espaces boisés et 0,9 % aux zones improductives.

### Géographie naturelle

Vue sur le Léman et les montagnes depuis le coteau de Chambésy-Dessus.

La commune est implantée sur un coteau orienté à l’est, en direction du lac. Depuis le point culminant de Mérimont, le terrain descend en pente douce, formant les plateaux inclinés de Tournay et de Pregny, qui surplombent le coteau et l’ancien vignoble de Pregny, ainsi que les rives du lac, marquées par une forte pente.
Les grandes propriétés qui jalonnent le territoire communal abritent d’importantes surfaces proches de l’état naturel, telles que des prairies, des vergers et des bosquets. Ces espaces verts, en complément de la zone agricole, font partie de la vaste ceinture de verdure qui s’étend de Ferney-Voltaire jusqu’au lac.
Le paysage de la commune, qu’il soit urbain ou rural, se caractérise par des éléments visuels significatifs qui lui confèrent un caractère unique et renforcent la lisibilité de son ensemble. Parmi ces éléments naturels, on distingue notamment les cours d’eau, les peuplements d’arbres, les surfaces agricoles, les reliefs topographiques et les alignements d’arbres.

### Géographie administrative

#### Localités et sous-secteurs
La commune est constituée de deux localités : Pregny et Chambésy.
Depuis 2005, elle est divisée en six sous-secteurs : Tonkin, Le Vengeron, Chambésy - village, Pregny - village, Pregny Parc et Pregny - Organisations,.

#### Territoire
« Le territoire de la commune a la forme d'un quadrilatère : Sur la face orientale, la rive du lac lui forme une limite naturelle. La lisière des forêts des Châtaigniers et de la Foretaille constituent la frontière septentrionale qui va du Vengeron à la Foretaille. Le côté occidental est bordé par une route venant du hameau de Colovrex qui part de la Foretaille et se dirige vers la Campagne de Tournay, où il subsiste une zone agricole diversifiée (champs, prés, bocages) qui trouve son prolongement sur la commune du Grand-Saconnex, en formant un coude pour se terminer aux Crêts. Le tracé méridional part des Crêts, à l'angle droit dans la direction du lac, passant par le chemin de la Riole et la vy-des-champs, longeant deux bâtiments d'organisations internationales ainsi que de grands domaines avec leurs maisons de maître et leurs parcs richement arborés, et se prolongeant par le chemin de l'Impératrice jusqu'au lac ».

#### Communes limitrophes
La commune est limitrophe de la commune de Bellevue, ainsi que des villes de Genève et du Grand-Saconnex.

### Protections
En 2024, l'Office fédéral de la protection de la population recense cinq biens culturels d'importance nationale et quatre biens d'importance régionale sur le territoire communal.
En vertu de la loi cantonale du 4 juin 1976 sur la protection des monuments, de la nature et des sites, l'Office cantonal du patrimoine et des sites répertorie cinq objets classés, et trente-quatre objets inscrits à l'inventaire,.
Depuis le 11 mars 2022, l'Office fédéral de la culture a inscrit le hameau de Pregny et ses environs comme « site national à protéger » à l'Inventaire fédéral des sites construits à protéger en Suisse, dans la catégorie « cas particulier »,,,.
Cinq bâtiments de la commune figurent également dans l’ouvrage L'architecture à Genève 1919-2000.
La section nationale suisse du Conseil international des monuments et des sites recense trente jardins historiques en Suisse se trouvant sur le territoire communal,.
Par l'ordonnance du 21 janvier 1991 sur les réserves d’oiseaux d’eau et de migrateurs d’importance nationale et internationale, l'Office fédéral de l’environnement a inscrit l'ensemble des rives du territoire communal à l'Inventaire fédéral des réserves d'oiseaux d'eau et de migrateurs dans la catégorie « 3 »,,
Enfin, en vertu de la loi du 4 décembre 1992 sur la protection générale des rives du lac, l'Office cantonal du patrimoine et des sites a inscrit, depuis le 27 février 1993, les rives du territoire communal dans le périmètre de cette protection.

### Mobilité

#### Bus
La commune est desservie par les lignes 20 et 59 des Transports publics genevois.
Elle compte douze arrêts de bus : Caron, Centre sportif du Blanché, Chambésy-Place, Fontaine, Foretaille, Gare, La Fenêtre, Machéry, Palud, Penthes, Pierrière, Plage du Vengeron, Plage du Vengeron, Pregny-Mairie, Pregny-Village, Ravin.
- Ligne 20 : relie la Place de Neuve à Valavran en passant par la gare Cornavin et le quartier des Nations[N 13].
- Ligne 59 : connecte l'aéroport à l'esplanade du Vengeron, en traversant la commune du Grand-Saconnex et la gare de Chambésy[51].

#### Train

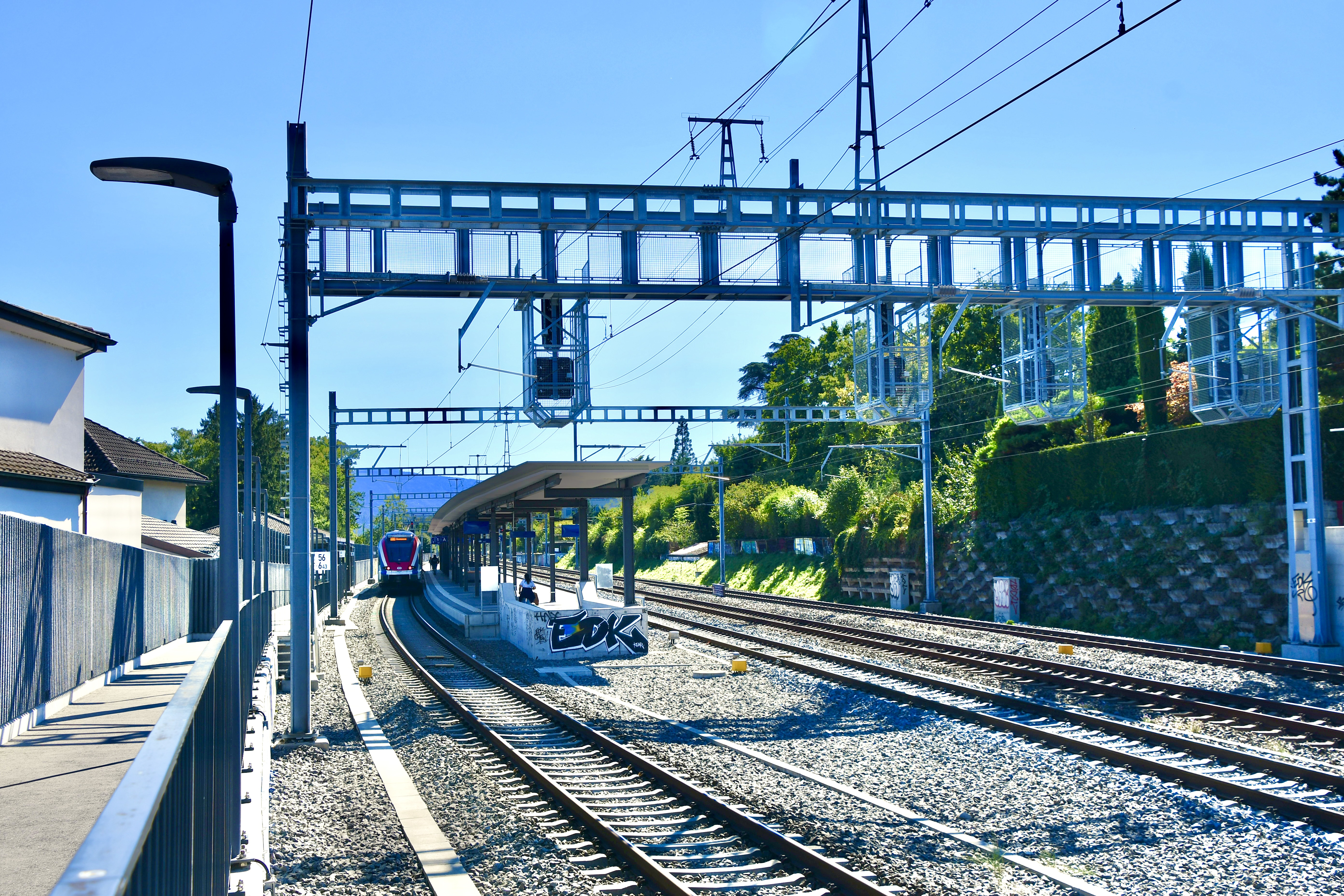
La gare de Chambésy.

La gare de Chambésy est desservie par le Léman Express, qui assure les lignes L1 à L4 avec une cadence d'un train toutes les 15 minutes jusqu'à Annemasse. Ces lignes connectent Coppet à diverses destinations françaises, notamment Évian-les-Bains, Annecy, Saint-Gervais-les-Bains-Le Fayet et Annemasse.

#### Route
Bien que l'autoroute A1 longe le territoire communal, Pregny-Chambésy ne dispose pas de sortie directe. Les accès les plus proches sont :
- Sortie No 7 (Grand-Saconnex)
- Sortie No 9 (Le Vengeron) via l'autoroute A1 (Genève Lac).

La route de Lausanne (prolongement de la Route principale 1, ou route de Suisse) traverse la commune le long du lac, reliant Genève à Bellevue. Par ailleurs, une route cantonale traverse le centre du village.

#### Cheminements
Pregny-Chambésy est traversée par plusieurs itinéraires piétons et cyclables, répertoriés par Suisse Rando :
- Itinéraires piétons :
  - Chemin panorama alpin (itinéraire national n°3)[52];
  - Via Jacobi (itinéraire national n°4)[53].
- Itinéraires cyclables :
  - Route du Rhône (itinéraire national n°1)[54];
  - Tour du Léman (itinéraire régional n°46)[55];
  - Route du Pied du Jura (itinéraire régional n°50)[56].

## Toponymie
Le nom Pregny-Chambésy se prononce /prəˈɲi ʃɑ̃bɛːˈzi/, et en arpitan genevois, il est rendu par Pregni-Sambèsi. Toutefois, dans l’usage courant, la dénomination simplifiée Chambésy tend à prévaloir sur le nom officiel Pregny-Chambésy
Les noms Pregny et Chambésy trouvent leur origine dans des noms de personnes latins associés au suffixe celte -akos ou -acum, indiquant une propriété ou un domaine.Pregny dériverait de Prunius et Chambésy viendrait de Sambatius.
Ces dénominations remontent à l’époque romaine, où elles étaient mentionnées comme Fundus Priniacus et Sambatius. Leur orthographe a évolué au fil des siècles :
- Pregny : Priniacum (1113), Prignie (1271), Prignier (1344), Prigniez (1790).
- Chambésy : Sambesie (XIIIe siècle), Sambeysier (XIVe siècle), Sambeisy (1663), Chambeisy (1730), Sambesie (1790).

La graphie actuelle Pregny-Chambésy apparaît pour la première fois en 1816.

### Nom actuel
Le nom actuel de la commune n’est pas lié à la fusion de deux villages, mais résulte de l’évolution de leur importance respective. Initialement, Pregny regroupait les villages de Pregny et Chambésy. Cependant, au fil des années, la localité de Chambésy s’est développée davantage, surpassant Pregny en taille et en influence. En 1951, sous l’impulsion du maire Raymond Perrot, le Conseil municipal adresse au Conseil d’État genevois une demande de modification officielle du nom de la commune. Cette demande est acceptée, et la nouvelle appellation Pregny-Chambésy entre en vigueur le 1er janvier 1952.
Dans les années 1940, la commune était surnommée Le coteau des altesses, en raison de sa position dominante au sommet d’un coteau, offrant des vues panoramiques sur le lac et les montagnes.

### Lieux-dits

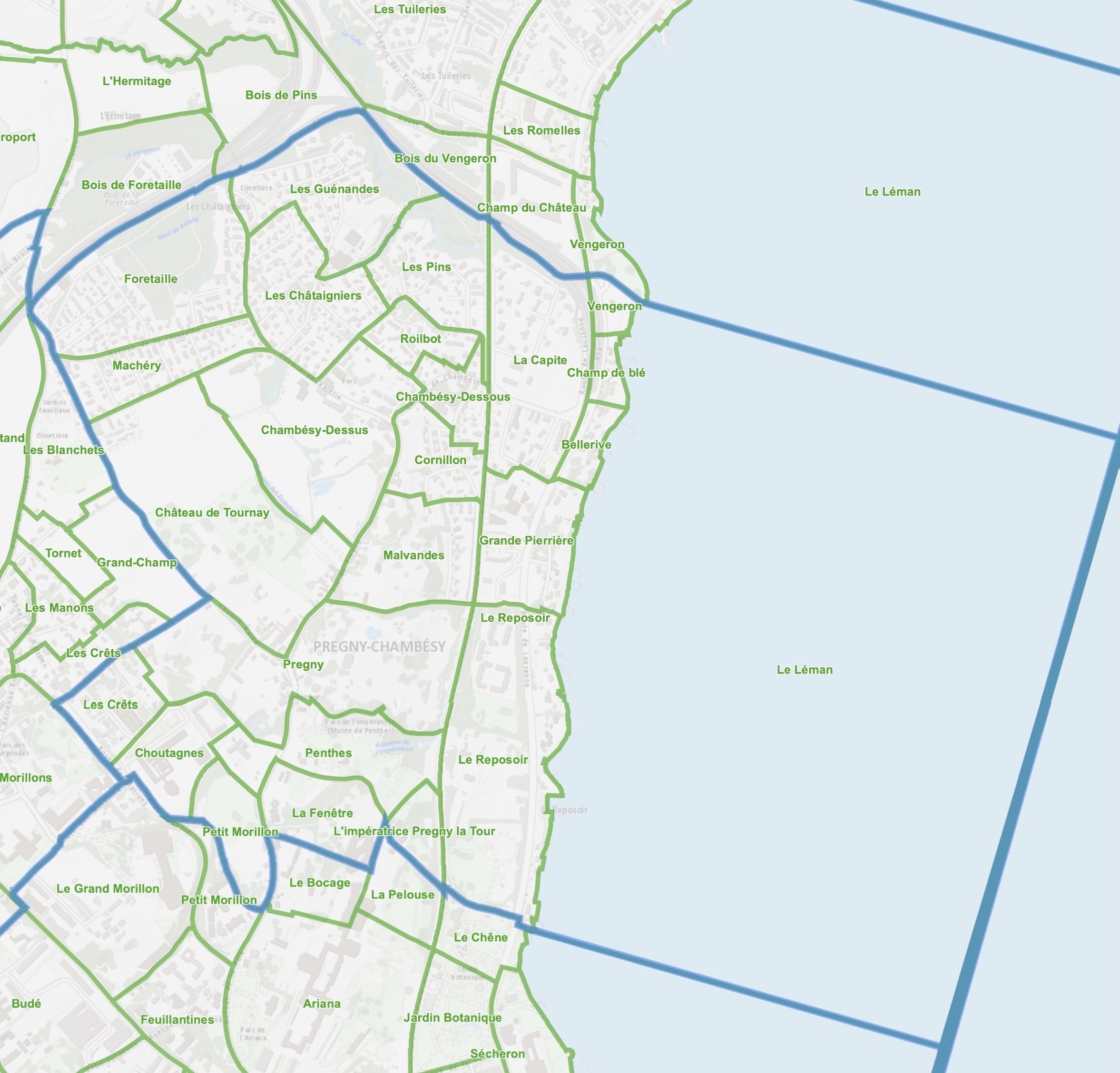
Carte des lieux-dits, d'après le service de la mensuration officielle.

Depuis le 14 février 2024, la commune compte 25 lieux-dits :
| - Bellerive - Chambésy-Dessous - Chambésy-Dessus - Champ de blé - Choutagnes - Château de Tournay - Cornillon | - Foretaille - Grande Pierrière - L'impératrice Pregny la Tour - La Capite - La Fenêtre - Le Léman - Le Reposoir | - Les Châtaigniers - Les Crêts - Les Guénandes - Les Pins - Machéry - Malvandes - Penthes | - Petit Morillon - Pregny - Roilbot - Vengeron |

Avant la révision des noms de lieux-dits effectuée par le Conseil d'État, la commune comptait 35 lieux-dits.

## Histoire

### Histoire générale
Le territoire de la commune de Pregny-Chambésy, situé non loin du tracé de l’ancienne route romaine reliant Genève à Lausanne, est peut-être occupé dès l’époque néolithique. Par la suite, le lieu est habité par les Romains puis par les Burgondes.
La première mention de Pregny date du XIIe siècle, bien que le Moyen Âge laisse plusieurs traces, telles que des voies historiques, les douves de l'île Calvin, ainsi que les vestiges des châteaux de Tournay et de Penthes.

Au Moyen Âge, Pregny dépend de la seigneurie de Tournay, elle-même sous l'autorité de la seigneurie de Gex et des comtes de Genève. Le territoire suit l’histoire du pays de Gex, qui connaît de multiples appartenances. En 1353, le comte Amédée VI de Savoie réunit Pregny à son comté de Savoie, qui deviendra, en 1416, le duché de Savoie. À l’échelle locale, Pregny est, à la fin du XIIIe siècle, le fief de la famille d’Anières (ou d'Aguières), puis, au siècle suivant, par alliance, de la famille des Genthod, qui possède le château de Tournay et l’ancienne maison forte appelée la « Tour aux moines ». En 1536, Pregny est occupé par les troupes bernoises et genevoises, qui y introduisent la Réforme. En 1567, par le raité de Lausanne du 30 octobre 1564, les Bernois rendent le Pays de Gex, ainsi que Pregny, au duché de Savoie. Cependant, le duc Charles III de Savoie, fervent catholique et anti-protestant, accepte finalement de laisser le culte protestant dans ces villages, en réponse à la demande des pasteurs locaux.

Les carrières sous-lacustres de la Petite Pierrière photographiées en 1953 par Werner Friedli.

Pregny occupe alors une position stratégique, aux portes du territoire de la République de Genève, dont la frontière est marquée par l’actuel chemin de l’Impératrice. Deux autres bâtiments fortifiés rappellent cette démarcation : le château de « Pregny-La-Tour » et la maison forte de Penthaz. Les rives de Pregny sont également connues pour leurs carrières de molasse sous-lacustre de la Petite Pierrière, exploitées depuis la fin du Moyen Âge jusqu’au XVIIIe siècle,,,,,.
Entre 1589 et 1590, la république de Genève envahit et administre le Pays de Gex, incluant ainsi Pregny. Lors de ces incursions, les troupes genevoises détruisent de nombreuses maisons fortes savoyardes, comme le château de Tournay. Huit ans plus tard, un changement politique majeur intervient en France : le 13 avril 1598, l’édit de Nantes, signé par Henri IV, étend et confirme les droits et sûretés accordés aux huguenots par des édits et traités antérieurs.
Après la guerre franco-savoyarde, plusieurs négociations politiques cruciales pour le Pays de Gex se préparent entre les cours de France et de Savoie. Genève, redoutant de perdre ce territoire qu’elle avait conquis et administré, entame des négociations avec Henri IV pour en conserver la possession. Cependant, Henri IV parvient à un accord avec le duc Charles-Emmanuel de Savoie et signe à Lyon, le 17 janvier 1601, un traité par lequel il cède toute la région située sur la rive droite du Rhône, s’étendant de Genève à Lyon, incluant la  Bresse, le Bugey, le Valromey et le Pays de Gex. Dès lors, Pregny fait partie du royaume de France.
La question religieuse dans cette région pose néanmoins de graves difficultés. Les habitants demandent à Henri IV de maintenir le protestantisme dans le Pays de Gex, ce à quoi le roi répond positivement, mais en exigeant que la « liberté de conscience » y soit respectée. Ce régime de « liberté de conscience » permet à de nombreux prêtres catholiques d’entrer sur le territoire gessien. François de Sales, évêque de Genève, tente de déposséder les protestants de leurs biens, en particulier ceux qui, avant la Réforme, appartenaient à l’Église romaine, et de les faire attribuer au clergé catholique. Il demande ainsi la restitution des temples du bailliage. À la mort d’Henri IV en 1610, la réaction catholique devient plus forte à la cour de France et la seigneurie de Genève ne peut plus faire parvenir ses réclamations à l’autorité royale.
En 1611, l’édit de Nantes est mis en vigueur dans le Pays de Gex. Les commissaires tranchent les conflits religieux de manière équitable et rédigent une ordonnance, le 12 décembre 1611, stipulant que la dépossession des temples, cimetières et pensions ne serait exécutée que lorsque le roi aurait fourni des fonds équivalents aux biens retirés aux protestants. Toutefois, François de Sales parvient à influencer la reine régente et le Conseil, et un arrêt royal prescrit l’exécution de l’édit. Tous les bénéfices ecclésiastiques doivent être restitués au clergé romain, ainsi que les églises. Deux nouveaux commissaires, Benigne Milletot, conseiller au parlement de Dijon, et Pierre de Brosses, seigneur de Tournay, sont chargés de superviser l’exécution de l’arrêt. En juillet 1612, ils entreprennent la visite des paroisses du bailliage. Les protestants construisent de nouveaux temples pour remplacer ceux qu'ils ont dû restituer au clergé romain, réussissant à en rebâtir dans une vingtaine de villages.

Le 15 avril 1661, Louis XIV décide d’interdire le culte réformé dans tout le Pays de Gex. Par un arrêt du 23 août 1662, les temples protestants doivent être démolis, et les destructions sont supervisées par Jean d'Arenthon d'Alex, successeur de François de Sales. La chapelle de Pregny, parmi d’autres, est détruite. Entre 1684 et 1685, Jean d'Arenthon d'Alex décide de reconstruire une église catholique à Pregny. Avec la révocation de l'édit de Nantes et à la création de l'édit de Fontainebleau, le 18 octobre 1685, de nombreux protestants de Pregny fuient vers Genève et le Pays de Vaud. Dès lors, Pregny redevient une commune catholique.

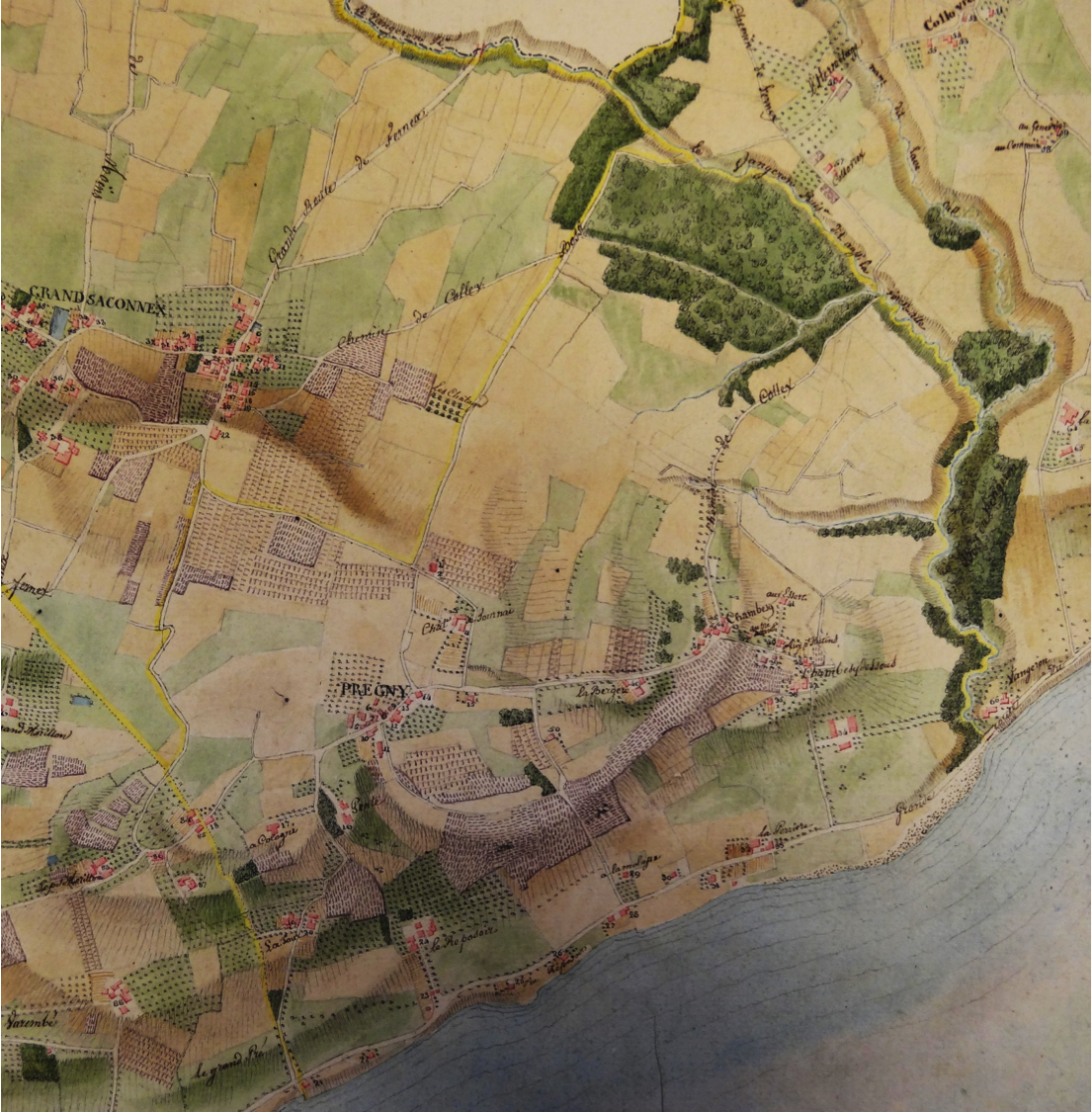
Carte de la région Pregnote vers 1700.

Dès le XVIIIe siècle, le territoire de Pregny connaît une période de transformations architecturales marquées par l’érection et la transformation de plusieurs bâtisses élégantes dans un style classique. Parmi les exemples notables, on trouve le château de « Pregny-La-Tour », qui devient plus tard le château de l'Impératrice, le château de Penthes, anciennement la maison forte de Penthaz, ainsi que les maisons de maître comme celle de La Coudira et le château du Reposoir.

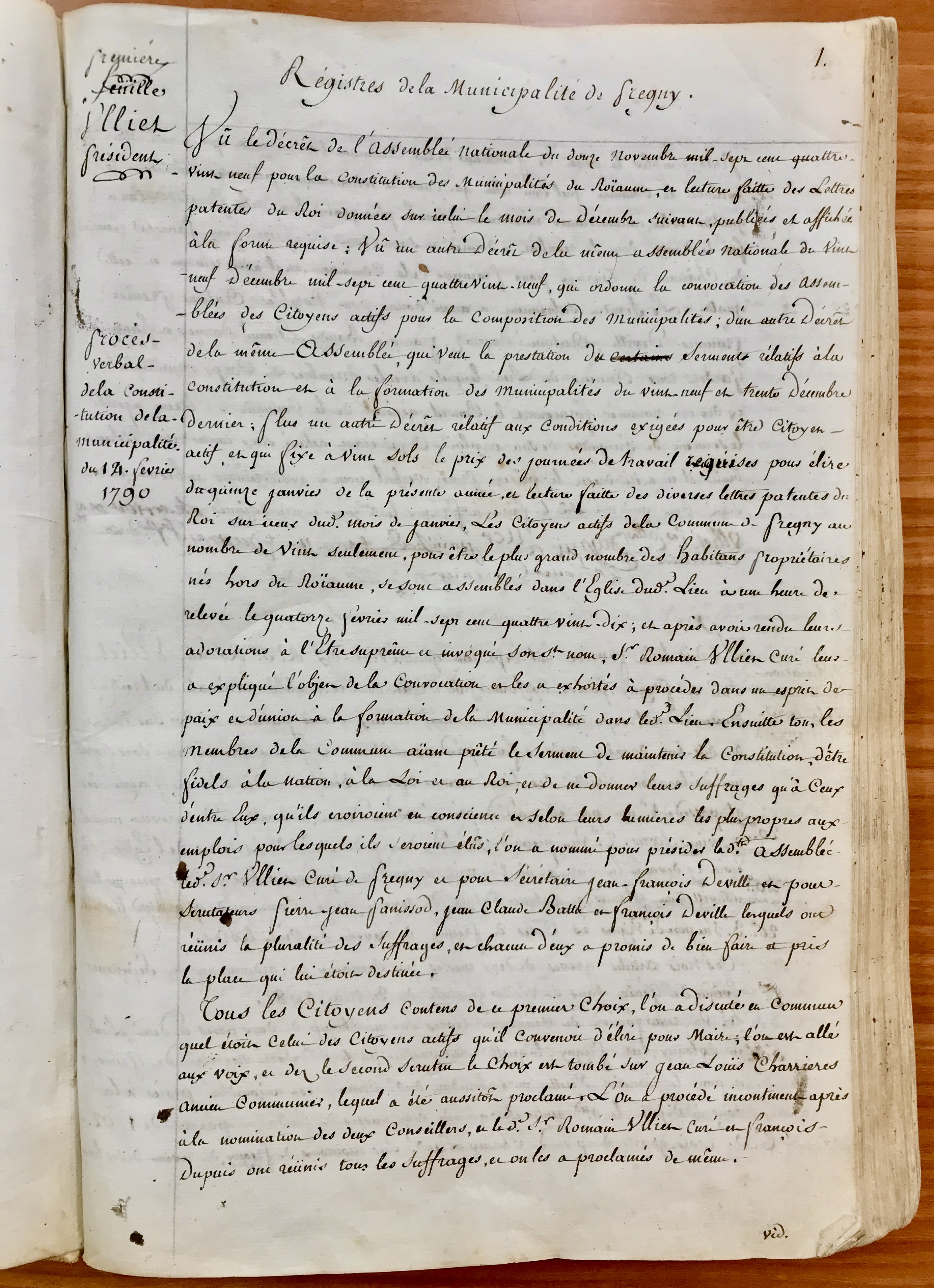
Extrait du procès-verbal, du 14 février 1790, proclamant la constitution de la municipalité de Pregny.

Lors de la Révolution française de 1789, les habitants du pays de Gex, dont Pregny, se rallient au nouveau régime de monarchie constitutionnelle le 3 septembre 1791. Dans le cadre de cette révolution, l'Assemblée nationale constituante adopte plusieurs décrets importants : le 12 novembre 1789, la constitution des municipalités est proclamée, et le 29 décembre 1789, elle convie les assemblées des citoyens actifs pour la composition des municipalités. Le 14 février 1790, sur la demande du curé Romain Vulliet, 20 citoyens actifs se réunissent dans l'église de Pregny pour proclamer la constitution de la municipalité de Pregny. Parallèlement, l'Assemblée nationale décidait le 15 janvier 1790 de supprimer les anciennes provinces pour les remplacer par des départements, et le pays de Gex est intégré à celui de l'Ain le 4 mars 1790.
Pregny subit ensuite un autre changement de régime le 21 septembre 1792, avec la proclamation de la Première République française. Par la loi du 25 août 1798, Pregny devient une commune du département du Léman. Après le coup d'État du 18 Brumaire, le 9 novembre 1799, qui instaure le régime du Consulat dirigé par Napoléon Ier, et la proclamation du Premier Empire le 18 mai 1804, Pregny, comme le reste de l'Empire, connaît un réaménagement politique. En 1813, Genève, chef-lieu du département du Léman, retrouve son indépendance et le territoire de ce département est divisé. Pregny est réaffecté au département de l'Ain.
Menant ses campagnes d'occupation en Europe depuis 1813, Napoléon Ier perd la Campagne de France et abdique le 4 avril 1814. À partir de cette date, la France connaît la restauration de la monarchie. À Pregny, le territoire est occupé par les troupes autrichiennes depuis le 19 février 1814 et ne les quitteront que le 17 mai. Le 20 mars 1815, Napoléon Ier reprend le pouvoir et proclame l'Empire français des Cent-Jours. Il se lance alors dans la Campagne de Belgique, mais subit une défaite lors de la bataille de Waterloo. La France connaît alors une seconde Restauration de la monarchi le 8 juillet 1815.
Parallèlement au congrès de Vienne, qui réunit les pays vainqueurs de Napoléon Ier pour établir les conditions de la paix et redéfinir les frontières européennes, un autre événement décisif se déroule. Le congrès décide que Genève retrouvera son indépendance et verra son territoire agrandi. Ces changements s'accompagnent de négociations entre Genève et la Confédération Suisse pour un rattachement de Genève à celle-ci. Le second traité de Paris, signé le 20 novembre 1815, acta la cession de Pregny et de cinq autres communes gessiennes à la Confédération Suisse. Cette décision fut mise en œuvre le 4 juillet 1816, lorsque les autorités françaises remirent officiellement ces territoires à la Suisse.
La remise officielle des communes de Pregny et des cinq autres communes gessiennes à la République et Canton de Genève a eu lieu le 10 octobre 1816 à Meyrin, en présence de Horace-Louis Micheli, commissaire fédéral, et de Charles Richard Tronchin, conseiller d’État genevois, ainsi que des maires et curés des six communes concernées,,. Dès lors, plusieurs grandes familles genevoises s'installèrent à Pregny et y firent construire des châteaux et des maisons de maître. Parmi ces constructions figurent le château de Pregny, la maison de maître « Les Ormeaux », ou encore la maison de maître « La Petite Pierrière ».
Au sein du canton de Genève, la commune de Pregny se développe progressivement au cours du XIXe siècle. En 1835, un premier bâtiment abritant à la fois l'école et la mairie est construit. Le 18 juin 1858, la première voie ferrée traversant la commune est mise en service.
En 1863, à la demande d'Adolph Carl von Rothschild, le pépiniériste et créateur de roses français Jean-Baptiste Guillot (père) crée un hybride de Rosier Bourbon, baptisé « Pavillon de Pregny ». Ce rosier porte ce nom en hommage à l’ancienne maison de maître située à l'emplacement du futur château de Pregny.
En 1869, Pregny devient le lieu d'origine de la propagation du phylloxéra en Suisse. Cette année-là, Adolph Carl von Rothschild introduit des vignes anglaises dans ses serres à raisin au château de Pregny, mais celles-ci étaient déjà infectées. Entre 1871 et 1874, l'insecte se propage dans les communes de Pregny, Grand-Saconnex, Petit-Saconnex et Genthod. Les autorités ordonnent alors l'expropriation temporaire des vignes dans ces communes et leur destruction, mais la propagation de l'insecte ne peut être stoppée et atteint rapidement toute la rive droite du canton de Genève. Face à la disparition des vignobles, les viticulteurs genevois adressent plusieurs pétitions au département fédéral de l'agriculture entre 1891 et 1893, demandant l'arrêt de la lutte contre le phylloxéra et l'autorisation de planter des vignes américaines, plus résistantes à la maladie. Le Conseil fédéral répond favorablement à cette demande et divise le canton en deux zones : dans l'une, la lutte continue, tandis que dans l'autre, la plantation de vignes américaines devient autorisée. Le 21 janvier 1898, le Conseil fédéral décide de mettre fin à la lutte et autorise la plantation de vignes américaines dans tout le canton. L'examen des souches de vignes persiste encore quelques années dans les communes de Meyrin, Vernier, Grand-Saconnex, Petit-Saconnex et Pregny. Au total, 100 hectares de vignes sont infectés à Pregny, et 2 hectares sont perdus. La méthode de remplacement des vignes européennes par des vignes américaines se révèle être un succès, et elle est adoptée dans toute l'Europe pour lutter contre la propagation du phylloxéra,.
Entre 1873 et 1897, Pregny est marquée par le Kulturkampf, un conflit culturel et religieux lié à l'affrontement entre l'État et l'Église catholique. Le gouvernement genevois décide de superviser le culte catholique, non pas par le pape, mais par l'État. Parallèlement, il fonde l'« Église vieille catholique », une Église catholique d'État, également appelée « Église catholique nationale ». Cette loi oblige les curés catholiques romains, salariés par l'État, à prêter serment d'allégeance aux lois de la République. De plus, les églises sont déclarées propriétés communales, avec la création de conseils de paroisse. Les églises des curés qui refusent de prêter serment sont confiées à l'Église catholique nationale. À Pregny, le Conseil municipal, en tant que propriétaire de l'église, décide que celle-ci continuera à être affectée au culte catholique romain. Cependant, le 17 août 1875, Jean Bertrand, membre du Conseil de paroisse, réclame les clefs de l'église à la mairie, mais se voit refuser l'accès. Le lendemain, le secrétaire du Département de l'Intérieur, le commissaire de police et M. Bertrand se présentent à la mairie, cette fois au nom du Conseil d'État genevois, pour obtenir les clefs de l'église. Après un nouveau refus, la police change les serrures de l'édifice. Le 24 août 1875, le maire Jean-Marie Panissod est révoqué par le Conseil d'État genevois, et l'église est attribuée à l'Église catholique nationale. Le Conseil municipal de Pregny dépose alors un recours au Tribunal fédéral contre ce qui est perçu comme une violation de la propriété privée. En 1876, le Tribunal fédéral rejette le recours et valide la décision du Conseil d'État genevois. En signe de protestation et de fidélité à leur commune, les habitants de Pregny refusent d'utiliser l'église et continuent à célébrer l'office catholique romain dans la grange de Michel Deville, devenu maire. L'église restera fermée pendant cette période et rouvrira finalement en 1897.

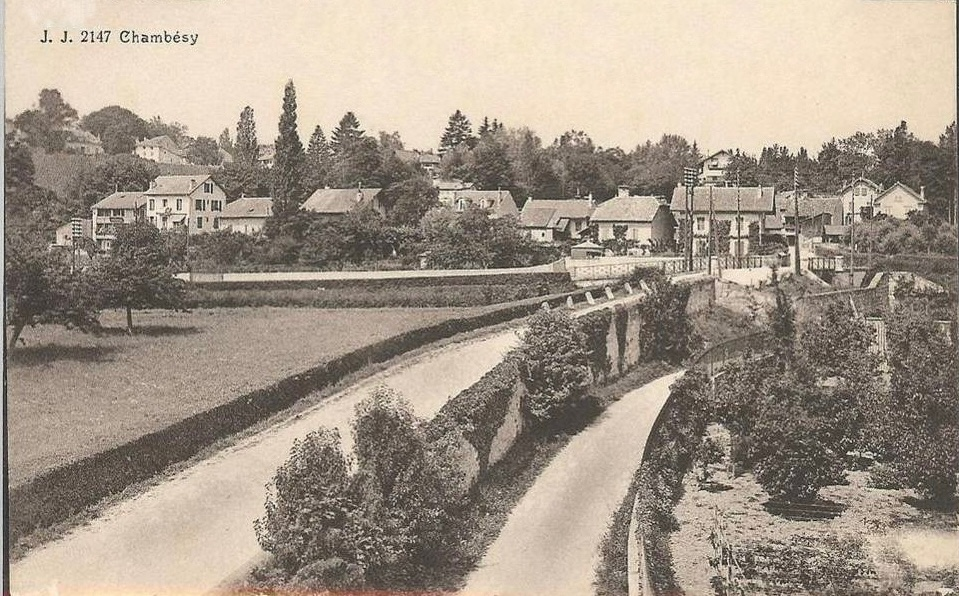
Vue générale de Chambésy au XIXe siècle.

Le 6 septembre 1896, le départ de la quatrième édition des championnats d'Europe d'aviron a été donné au large des rives de Pregny. Un autre événement similaire a eu lieu le 18 août 1912, lorsque le départ de la vingtième édition des championnats d'Europe d'aviron a été donné au large de Pregny.
Le 28 novembre 1924, la commune adopte officiellement un blason et un drapeau communal. Deux ans plus tard, en 1926, Pregny reçoit sa première installation électrique.
Le 14 juin 1935, les frontières communales sud-ouest entre Pregny et Genève sont modifiées à la suite d'un échange de deux propriétés entre les deux communes,.
Dans les années 1920 et 1930, de nombreux citadins achètent des terrains à Chambésy pour y aménager des jardins familiaux et de plaisance. Progressivement, l'exode urbain s'intensifie, et ces citadins choisissent de s'y installer de manière permanente. Ce phénomène entraîne, entre 1940 et 1960, une première vague de grandes constructions dans la commune. Les terrains agricoles et jardins familiaux sont progressivement transformés en terrains de villas. Cette augmentation démographique fait que la localité de Chambésy dépasse celle de Pregny en termes de population. Par conséquent, le maire de l'époque, Raymond Perrot, décide de changer le nom officiel de la commune. Ainsi, à partir du 1er janvier 1952, la commune est officiellement appelée Pregny-Chambésy. En raison de la croissance de la population, l'école de Pregny devient trop petite. En 1957, une nouvelle salle communale, annexée de deux salles de classe, est construite pour accueillir les élèves. Ce nouvel établissement est connu sous le nom d'école de la Fontaine.

Entre le 3 octobre 1945 et le 22 juillet 1950, pendant la Question royale, le roi Léopold III de Belgique et sa famille (Lilian Baels, Joséphine-Charlotte, Baudouin, Albert II et Alexandre) se réfugièrent au château du Reposoir. Durant cette période, la famille royale s'intégra profondément à la vie locale. Les membres de la famille assistaient régulièrement aux offices à l'église de Pregny, se mêlant avec simplicité aux autres fidèles. Le jeune Baudouin, âgé d'une quinzaine d'années, accompagnait fréquemment le facteur lors de sa tournée de distribution.

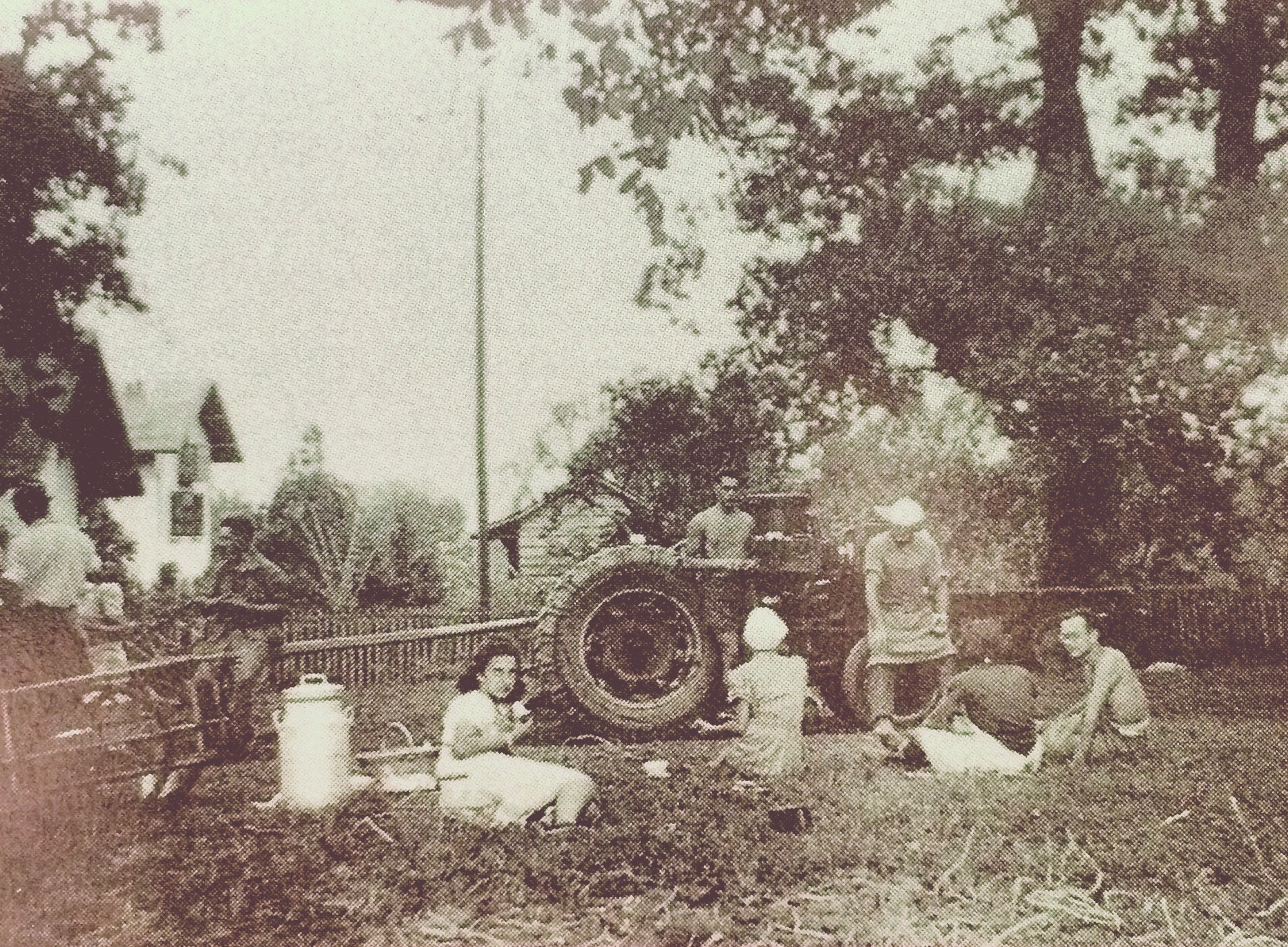
Plan Wahlen à Chambésy-Dessus (photo de 1945).

En 1947, un vent puissant soufflant à 120 km/h décapita l'arbre le plus haut du canton, un séquoia, plus connu sous le nom de Wellingtonia. Ce géant végétal mesurait près de 50 mètres de hauteur, et son sommet était visible depuis de nombreuses régions alentour, notamment au-delà de Versoix, du Pays de Gex, et de la rive gauche genevoise du lac.
Le 1er novembre 1952, une première ligne d'autobus fut introduite dans la commune,
Entre 1963 et 1964, le premier tronçon d'autoroute de Suisse, reliant Lausanne à Genève, fut construit en urgence en vue de l'Exposition nationale suisse de 1964 à Lausanne. La terre excavée lors de ce chantier fut déversée dans le lac, créant progressivement une nouvelle plage, l'esplanade du Vengeron,. En 1969, les frontières communales Nord et Nord-Est avec Bellevue furent modifiées en raison de la construction de l'Autoroute A1.
Le 27 mai 1978, un centre sportif et de loisirs est inauguré.
En 1980, les frontières communales sud-ouest entre Pregny et Genève sont modifiées à la suite de la construction d'une nouvelle route d'accès de l'Ancienne-Route à l'avenue Appia.
Grâce à sa proximité avec l'aéroport, le quartier des organisations internationales et la ville de Genève, la commune devient un lieu très prisé de la rive droite. Entre 1979 et 1982, une deuxième vague de constructions importantes transforme la commune, avec la construction d'une centaine de nouvelles villas. En 1984, une deuxième école (l'école de Valérie) est ouverte, entraînant la fermeture définitive de l'ancienne école de Pregny. En 2003, l'école de la Fontaine est démolie et remplacée par une nouvelle école plus grande.
En 1980, la frontière communale au niveau de l'esplanade du Vengeron est fixée, et la même année, une modification de la frontière avec Genève a lieu en raison du réaménagement de l'accès à l'avenue d'Appia.

Enfin, entre 1991 et 2000, la commune entre dans sa troisième vague de grandes constructions, marquée par une densification importante et des modifications des régimes de zones.

Évolution de l'urbanisation sur le territoire communal.
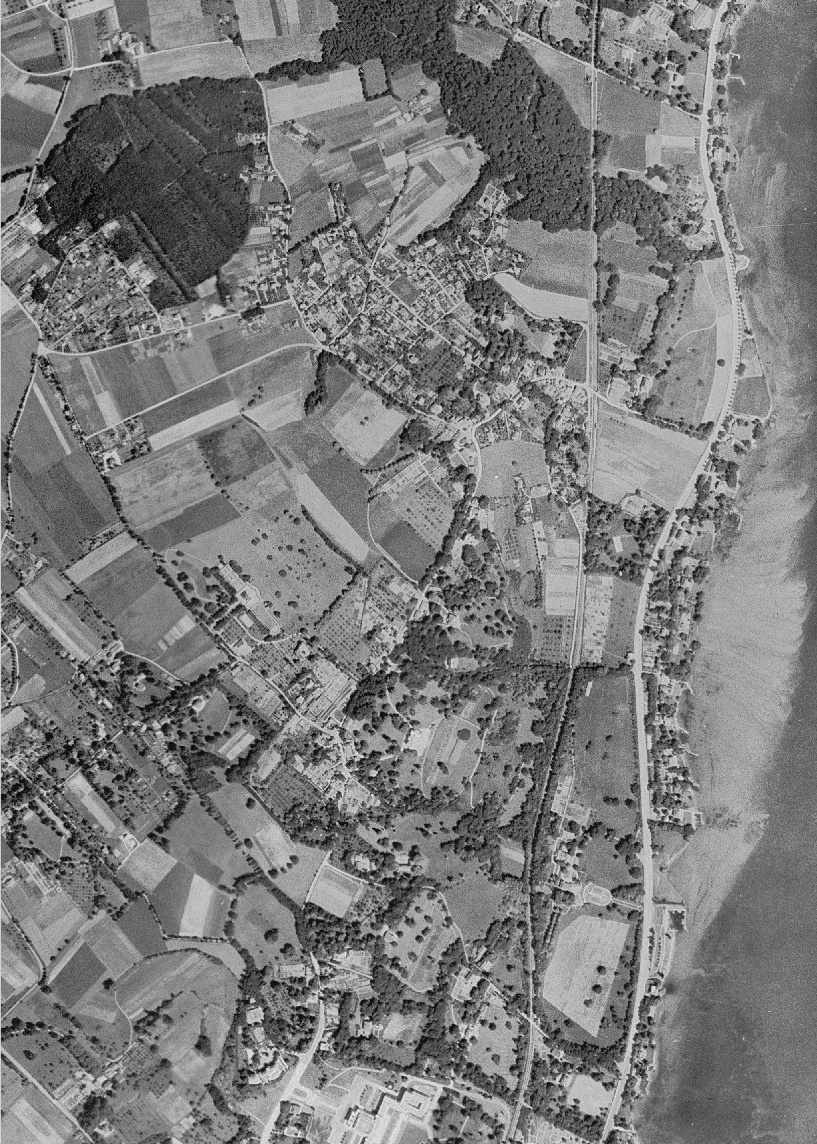
1946
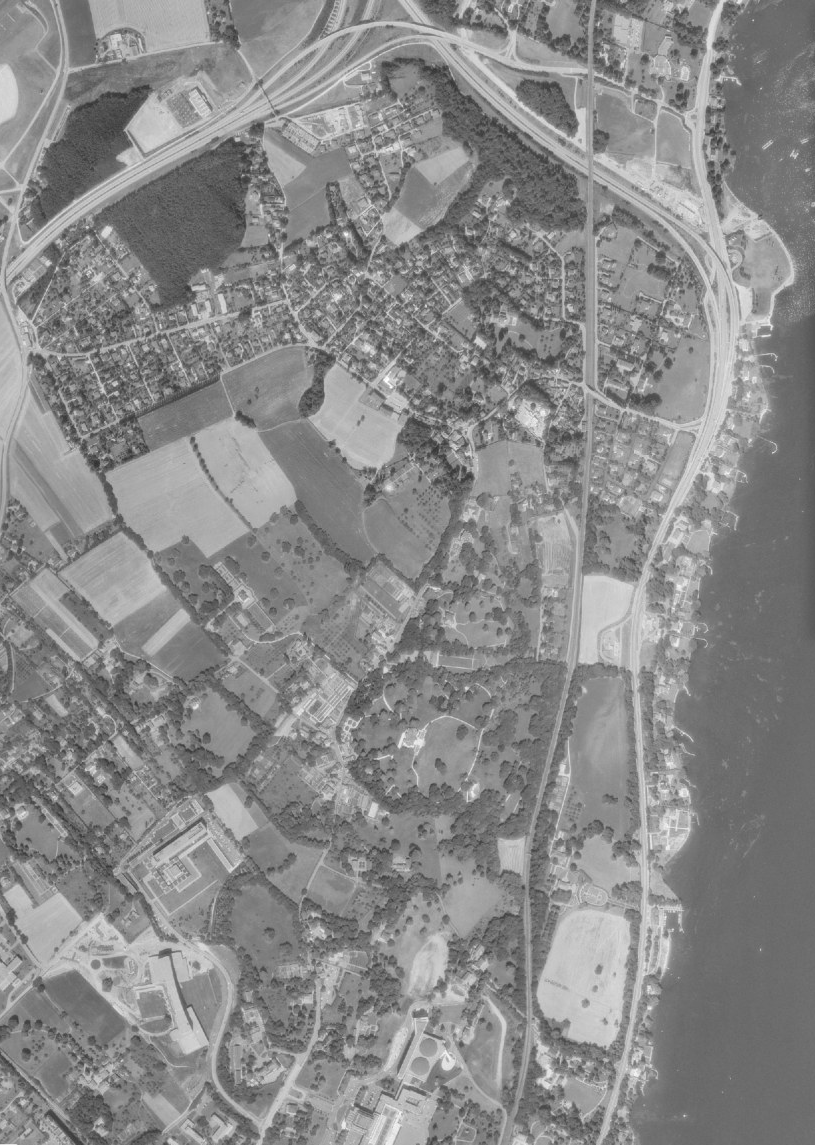
1974
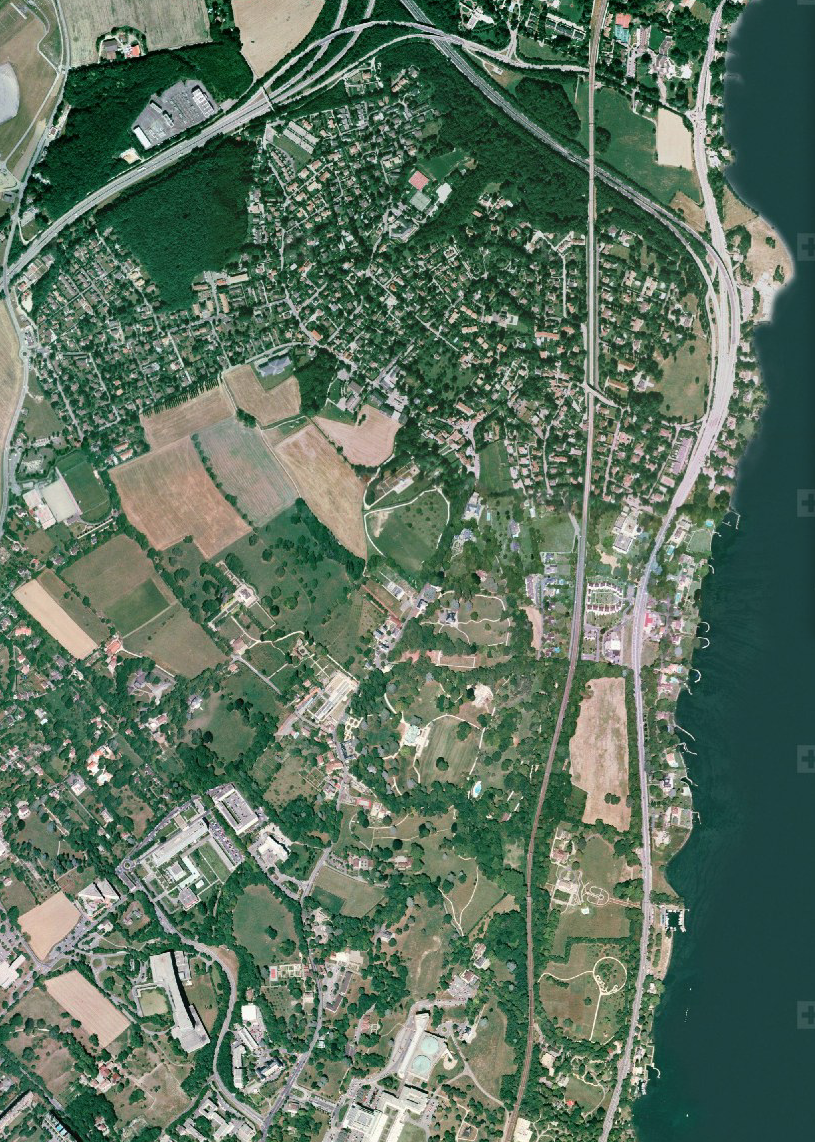
1998
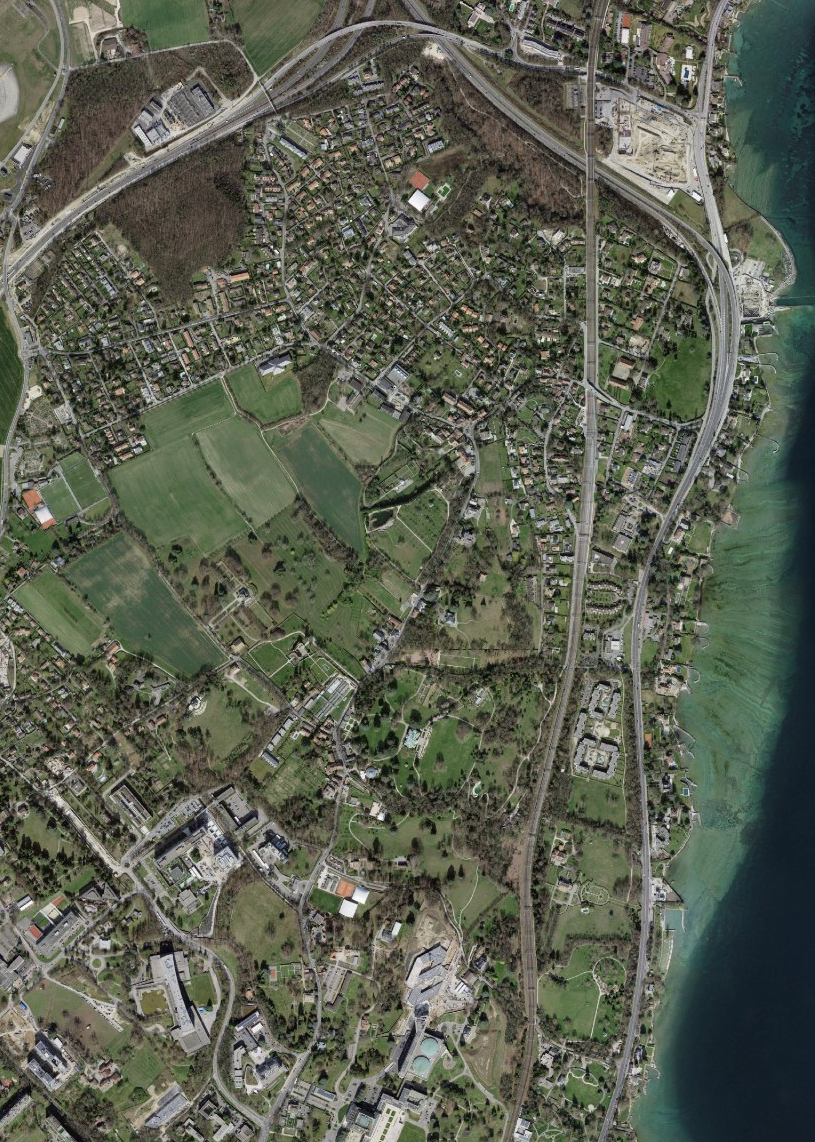
2020

### Appartenances historiques
| Liste, : Empire romain (Gaule celtique) : ? - 411 Premier royaume de Bourgogne : 411 - 533 Empire carolingien (premier royaume de Bourgogne) : 533 - 534 Royaume de Bourgogne : 534 - août 843 Francie médiane : août 843 - 19 septembre 855 Lotharingie : 19 septembre 855 - 888 Royaume de Haute-Bourgogne : 888 - 933 Royaume d'Arles : 933 - 1032 Saint-Empire romain germanique ( comté de Genève) : 1032 - 1250 Pays de Gex : 1250 - 1353 Comté de Savoie ( bailliage du Bugey) : 1353 - 19 février 1416 Duché de Savoie ( bailliage du pays de Gex) : 19 février 1416 - janvier 1536 Occupation Bernoise : janvier 1536 - 1567 Duché de Savoie : 1567 - 1589 République de Genève : 1589 - 6 mars 1601 France (6 mars 1601 - 4 juillet 1816) Royaume de France : 6 mars 1601 - 4 mars 1790 Royaume de France ( département de l'Ain) : 4 mars 1790 - 13 septembre 1791 Royaume de France ( département de l'Ain) : 13 septembre 1791 - 21 septembre 1792 Première République française ( département de l'Ain) : 21 septembre 1792 - 25 août 1798 Première République française (département du Léman) : 25 août 1798 - 9 novembre 1799 Consulat (département du Léman) : 9 novembre 1799 - 18 mai 1804 Premier Empire français (département du Léman) : 18 mai 1804 - 31 décembre 1813 Premier Empire français ( département de l'Ain) : 31 décembre 1813 - 19 février 1814 Occupation Autrichienne ( département de l'Ain) : 19 février 1814 - 17 mai 1814 Restauration du royaume de France ( département de l'Ain) : 17 mai 1814 - 20 mars 1815 Empire français (Cent-Jours) : 20 mars 1815 - 7 juillet 1815 Royaume de France (Seconde Restauration) ( département de l'Ain) : 8 juillet 1815 - 4 juillet 1816 Suisse (depuis le 4 juillet 1816) Confédération des XXII cantons : 4 juillet 1816 - 10 octobre 1816 Confédération des XXII cantons ( canton de Genève) : 10 octobre 1816 - 12 septembre 1848 Confédération suisse ( canton de Genève) : depuis le 12 septembre 1848 |

### Familles
Voici la liste de quelques familles historiques originaires de la commune Pregny-Chambésy :
- Baudy : mentionnée dès le XIXe siècle[97] ;
- Sambesie (ou Chambésy) : mentionnée au XIIIe siècle[98] ;
- Chevrand : mentionnée dès le XIXe siècle[97] ;
- Dellenbach : originaire de la commune depuis le XIXe siècle[99] ;
- Deville : mentionnée dès 1664[N 28],[99] ;
- Dupuis (ou Du Puys) : mentionnée dès 1534 [N 29],[99] ;
- Gabin : originaire de la commune depuis le XIXe siècle[99] ;
- Gardet : mentionnée dès 1685 (voire avant)[99] ;
- Moine : bourgeoisie dès 1562. Famille éteinte vers le XIXe siècle[101] ;
- Panissod : mentionnée dès le XIXe siècle[99] ;
- Thévenot : originaire de la commune depuis le XIXe siècle[99].

Le nom de famille le plus répandu à Pregny-Chambésy, en 2021, est Monney.

## Politique

### Conseil administratif
Toutes les communes genevoises de plus de 3 000 habitants sont dirigées par un Conseil administratif (exécutif). La commune de Pregny-Chambésy est dirigée par un Conseil administratif composé de trois membres. Le Conseil administratif s'occupe de l'administration communale et de la gestion et de la conservation des biens communaux. Il doit exécuter les délibérations du Conseil municipal et peut soumettre des projets de délibérations à celui-ci.
Les trois membres occupent, à tour de rôle, la fonction de maire pendant une année.
Les conseillers administratifs sont élus tous les cinq ans par la population pregnote-chambésienne, au scrutin majoritaire avec un second tour si la majorité absolue n'a pas été atteinte au premier tour,.

#### Liste des maires puis des conseillers administratifs de Pregny-Chambésy
Entre 1790 et 1999, la commune de Pregny-Chambésy n'avait pas de Conseil administratif mais seulement des maires et des adjoints élus par la population.
| Période          | Période          | Identité                                          | Étiquette   | Qualité |
| ---------------- | ---------------- | ------------------------------------------------- | ----------- | --- |
| 14 février 1790  | 16 novembre 1791 | Jean-Louis Charrières                             | Indépendant | Ancien communier. |
| 17 novembre 1791 | 16 février 1800  | Antoine Grenier                                   | Indépendant | Conseiller municipal de 1790 à 1800 et de 1815 à 1835. |
| 17 février 1800  | 13 janvier 1808  | Marc-François Vuaillet (père) (1785-1811)         | Indépendant | Notaire. |
| 14 janvier 1808  | 14 mai 1815      | Isaac-Antoine Panchaud                            | Indépendant | Adjoint de 1800 à 1808. Étant citoyen genevois, donc étranger, il est destitué de ses fonctions de maire par le Sous-préfet de l'arrondissement de Gex. |
| 15 mai 1815      | 29 mai 1817      | Marc-François Vuaillet (fils)                     | Indépendant | Fils du précédent M. Vuaillet. Notaire. En poste à la fois avant et après le rattachement à la Suisse. |
| 30 mai 1817      | 3 septembre 1834 | Isaac-Antoine Panchaud (ou Panissod)              | Indépendant | Adjoint de 1813 à 1817. |
| 4 septembre 1834 | 11 janvier 1846  | Jean-Adolphe-Amédée Le Page d'Arbigny (1806-1876) | Indépendant | |
| 12 janvier 1846  | 7 juin 1862      | Isaac-Jules Louis Panissod (1804-1882)            | ?           | Agriculteur. Adjoint de 1840 à 1846. Député au Grand Conseil de 1842 à 1846, de 1854 à 1856 et de 1858 à 1860. |
| 8 juin 1862      | 4 décembre 1869  | Samuel Panchaud (?-1895)                          | ?           | Négociant. Conseiller municipal de 1856 à 1862. |
| 5 décembre 1869  | 24 août 1875     | Jean-Marie Panissod (1837-1911)                   | Indépendant | Agriculteur. Fils d'Isaac-Jules Louis Panissod. Conseiller municipal de 1862 à 1869. Révoqué de ses fonctions de maire par le Conseil d'État pour ne pas avoir suivi les lois issues du Kulturkampf.                                                                                              |
| 25 août 1875     | 2 octobre 1875   | Edouard Bonnet (ad interim)                       | ?           | Premier adjoint qui remplit la fonction de maire ad interim en attendant une prochaine élection. |
| 3 octobre 1875   | 2 juin 1878      | Michel Deville (1828-1898)                        | ?           | Agriculteur. Député au Grand Conseil de 1862 à 1866. |
| 3 juin 1878      | 7 juin 1906      | Jean-Marie Panissod (1837-1911)                   | Indépendant | Agriculteur. 2e fois maire. Député au Grand Conseil de 1892 à 1910. |
| 8 juin 1906      | 28 mai 1914      | Alfred Perceval Boissier (1867-1945)              | ?           | Assyriologue. Petit-fils de Pierre Edmond Boissier et neveu de Henri Édouard Naville. Conseiller municipal de 1902 à 1914. |
| 29 mai 1914      | 1er août 1944    | Robert Jean Martin (1881-1944)                    | ?           | Notaire. En poste pendant 30 ans. Conseiller municipal de 1911 à 1914. Décédé à la suite d'une congestion cérébrale dans la boulangerie de la Place de Chambésy, juste après avoir prononcé le discours de la fête nationale. Une plaque commémorative à son effigie a été apposée à cet endroit. |
| 20 novembre 1944 | 14 juin 1951     | Raymond Barbey (1901-1989)                        | PLS         | Banquier. Petit-fils de Gustave Ador. Conseiller municipal de 1942 à 1944. |
| 15 juin 1951     | 15 juillet 1977  | Raymond Georges Perrot (1905-1997)                | PLS         | Avocat. Il compléta le livre de Guillaume Fatio Pregny-Chambésy, commune genevoise en 1978. |
| 16 juillet 1977  | 31 mai 1991      | Pierre Heiniger (1931-2019)                       | PRD         | Conseiller municipal de 1955 à 1959 et de 1971 à 1979. Adjoint de 1975 à 1977. Il écrivit le livre Pregny-Chambésy, commune genevoise (Addenda 1978-1997) en 2000. |
| 1er juin 1991    | 31 mai 1999      | Jean-Marc Mermoud                                 | PRD         | Directeur de l'entreprise de bâtiment et travaux publics F. Simond SA. Conseiller municipal de 1983 à 1987. Adjoint de 1987 à 1991. |

Dès 1999, la commune se dote d'un Conseil administratif constitué de trois membres.
| Période       | Période     | Identité                          | Étiquette                                 | Qualité |
| ------------- | ----------- | --------------------------------- | ----------------------------------------- | --- |
| 1er juin 1999 | 31 mai 2011 | Jean-Marc Mermoud                 | PRD puis PLR                              | Directeur de l'entreprise de bâtiment et travaux publics F. Simond SA. Maire en 2007-2008 et 2010-2011. Conseiller municipal de 1983 à 1991. Président de l'Association des communes genevoises de 2009 à 2011. |
| 1er juin 1999 | 31 mai 2003 | Florian Vetsch (1941-)            | PRD                                       | Garagiste. Maire en 2001-2002. Conseiller municipal de 1983 à 1995. Adjoint de 1995 à 1999. Député au Grand Conseil de 1989 à 1993.                                                                             |
| 1er juin 1999 | 31 mai 2015 | Valérie Sylviane Archetto (1960-) | Entente communale                         | Maire en 2009-2010, 2011-2012 et 2014-2015. Conseillère municipale de 1993 à 1999. |
| 1er juin 2003 | 31 mai 2007 | Daniel Duret (1949-)              | Entente communale                         | Conseiller municipal de ? à 2003. |
| 1er juin 2007 | 31 mai 2015 | Hubert Schneebeli (1974-)         | PLS puis PLR                              | Professeur. Maire en 2008-2009 et 2013-2014. Conseiller municipal de 2003 à 2007. |
| 1er juin 2011 | 31 mai 2025 | Philippe François Schwarm (1974-) | PRD puis PLR                              | Conseiller en assurances. Maire en 2012-2013, 2015-2016, 2019-2020, 2020-2021 et 2023-2024. Conseiller municipal de 2008 à 2011.                                                                                |
| 1er juin 2015 | En cours    | Isabelle Rasmussen (1979-)        | PLR                                       | Sans-emploi. Maire en 2016-2017, 2018-2019, 2021-2022 et depuis 2024. Conseillère municipale de 2011 à 2015. |
| 1er juin 2015 | En cours    | Philippe Pasche (1962-)           | Entente communale puis PDC puis Le Centre | Sans-emploi. Maire en 2017-2018 et en 2022-2023. Conseiller municipal de 1999 à 2015. |
| 1er juin 2025 | En cours    | Manuelle Pernoud Nussbaum (1958-) | PVL                                       | Ancienne journaliste à la RTS. |

### Conseil municipal
Le Conseil municipal (délibératif) est composé de 19 membres et se réunit environ 10 fois par an. Le Conseil municipal exerce des fonctions délibératives et consultatives.
Les 19 membres occupent, à tour de rôle, la fonction de président du Conseil municipal pendant une année.
Les conseillers municipaux sont élus, tous les cinq ans par la population pregnote-chambésienne, selon le mode de scrutin proportionnel,. Actuellement, huit sièges sont occupés par le Parti libéral-radical, cinq par l'Alternative, trois par le Parti Vert'libéral et trois par Le Centre.

Les commissions sont distribuées selon le résultat proportionnel lors de l'élection de chaque partis. 

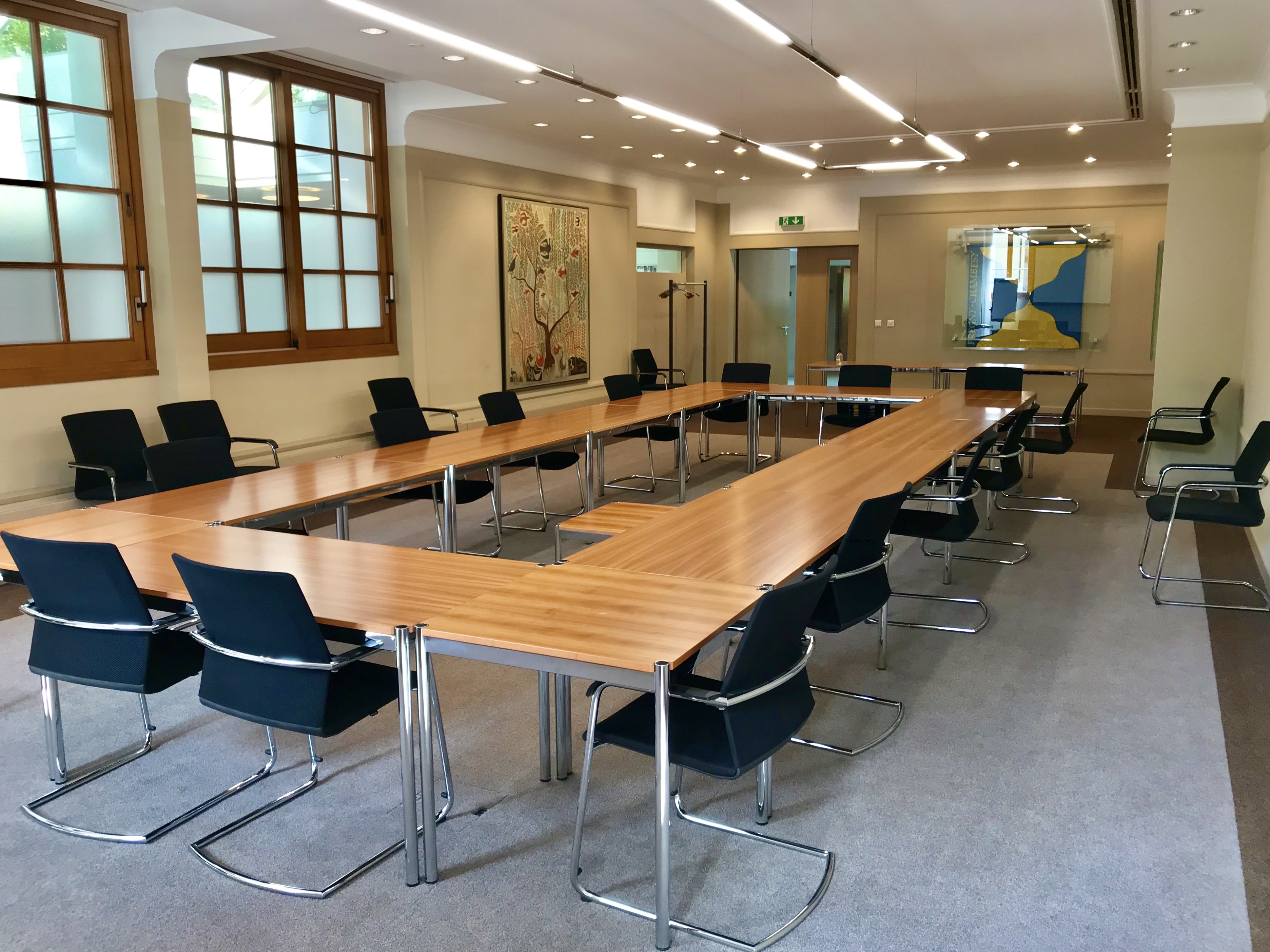
La salle du Conseil Municipal dans le bâtiment de la mairie.
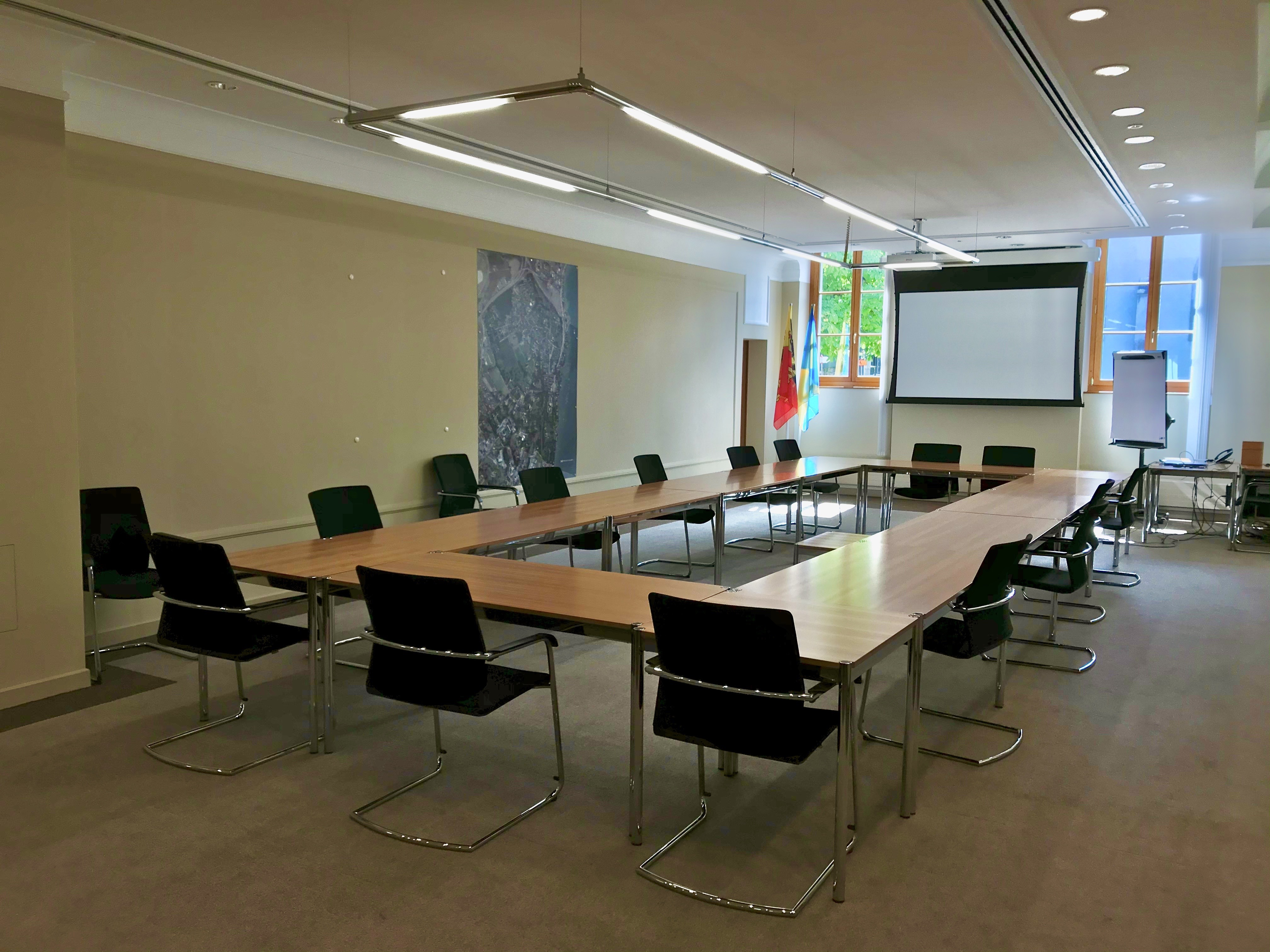
La salle du Conseil Municipal dans le bâtiment de la mairie.

### Dernières élections communale

#### Élection du Conseil municipal
Les dernières élections ont eu lieu le 23 mars 2025:
| Parti                       | Voix | Suffrages en % | +/-   | Sièges | +/- |
| --------------------------- | ---- | -------------- | ----- | ------ | --- |
| Parti libéral-radical (PLR) | 412  | 39,14 %        | 8,64  | 8 / 19 | 1   |
| L'Alternative               | 283  | 26,14 %        | 4,76  | 5 / 19 | 1   |
| Vert'libéraux               | 183  | 18,00 %        | 18,00 | 3 / 19 | 3   |
| Le Centre (LC)              | 167  | 16,72 %        | 4,60  | 3 / 19 | 1   |

Le taux de participation est de 52,78%.

#### Élection du Conseil administratif
Au premier tour de l’élection du Conseil administratif, sept candidats sont en lice. La PLR Isabel Rasmussen et le centriste Filip Pasche sont élus dès ce premier scrutin, le 23 mars 2025. Lors du second tour, organisé le 13 avril 2025 et opposant un candidat de PLR à une candidate vert'libérale, c’est finalement Manuelle Pernoud Nussbaum, représentante du PVL, qui s’impose.

## Population et société

### Gentilé
Les habitants de la commune s'appellent les Pregnotes-Chambésiens (ou, selon leur localité, Pregnotes ou Chambésiens).

### Démographie

#### Évolution de la population
Pregny-Chambésy compte 4 122 habitants au 3 février 2025.
La commune compte 4 035 habitants au 31 décembre 2023 pour une densité de population de 1 245 hab/km2. Sur la période 2010-2023, sa population a augmenté de 10,5 % (canton : 14,6 % ; Suisse : 9,4 %).  

#### Pyramide des âges
En 2023, le taux de personnes de moins de 30 ans s'élève à 34,4 %, similaire à la valeur cantonale (33,7 %). Le taux de personnes de plus de 60 ans est quant à lui de 22,7 %, alors qu'il est de 22,2 % au niveau cantonal.
La même année, la commune compte 1 983 hommes pour 2 052 femmes, soit un taux de 49,1 % d'hommes, supérieur à celui du canton (48,3 %).
| Hommes | Classe d’âge | Femmes |
| ------ | ------------ | ------ |
| 1,4    | 90 ans ou +  | 1,2    |
| 7,2    | 75 à 89 ans  | 8,9    |
| 12,5   | 60 à 74 ans  | 14,1   |
| 25,1   | 45 à 59 ans  | 24,0   |
| 18,1   | 30 à 44 ans  | 18,6   |
| 16,5   | 15 à 29 ans  | 14,9   |
| 19,2   | - de 14 ans  | 18,2   |

| Hommes | Classe d’âge | Femmes |
| ------ | ------------ | ------ |
| 0,7    | 90 ans ou +  | 1,5    |
| 6,5    | 75 à 89 ans  | 8,8    |
| 13,0   | 60 à 74 ans  | 13,8   |
| 21,7   | 45 à 59 ans  | 21,5   |
| 22,9   | 30 à 44 ans  | 22,4   |
| 18,6   | 15 à 29 ans  | 17,2   |
| 16,7   | - de 14 ans  | 14,8   |

#### Population résidente d'origine étrangère
Pregny-Chambésy est souvent considéré comme étant la commune la plus cosmopolite du canton. En 2013, pas moins de 53,7 % des résidents étaient des étrangers, le record à Genève,.
| Population résidente | Effectif | en %  |
| -------------------- | -------- | ----- |
| Population totale    | 3 853    | 100,0 |
| Suisses              | 1 913    | 49,6  |
| Étrangers            | 1 940    | 50,4  |
| Hommes               | 1 897    | 49,2  |
| Femmes               | 1 956    | 50,8  |

#### Répartition géographique de la population
La majorité des habitants de la commune résident dans la localité de Chambésy, principalement dans le sous-secteur du Tonkin.
| Sous-secteurs          | Effectif | en % |
| ---------------------- | -------- | ---- |
| Tonkin                 | 1 927    | 50   |
| Pregny Parc            | 591      | 15,3 |
| Le Vengeron            | 204      | 5,3  |
| Pregny - village       | 185      | 4,8  |
| Chambésy - village     | 909      | 23,6 |
| Pregny - Organisations | 37       | 1    |

### État civil
Le bâtiment de la mairie accueille également le bureau de l'arrondissement administratif de l'état civil, nommé « Rive droite du lac »,.

### Éducation
Le village comprend six centres d'éducation, dont trois publics :
- Jardin d'enfants « Les Pitchounets »[132] ;
- Centre scolaire de Pregny-Fontaine (« école de la Fontaine ») : de la 1re primaire à la 4e primaire[133] ;
- Centre scolaire de Pregny-Valérie (« école de Valérie ») : de la 5e primaire à la 8e primaire[134].

Une spécialisée :
- Clair Bois : école primaire[135].

Deux privées :
- École internationale de Genève « campus des Nations » : école primaire privée[136] ;
- École genevoise de diplomatie : université privée.

La commune possède également une bibliothèque municipale, deux salles de gymnastique, une salle de rythmique et un centre de cuisine et parascolaire.
L'école de la Fontaine et l'école de Valérie font partie, avec l'école de la place du Grand-Saconnex et l'école du village du Grand-Saconnex, du même établissement scolaire. C'est-à-dire que ces quatre écoles ont une direction et un secrétariat commun.
Les enfants de la commune passent leur scolarité primaire dans les deux écoles publiques de la commune. Ils iront ensuite passer leur scolarité secondaire I (cycle d'orientation) au Collège des Colombières, à Versoix.
Statistiquement, entre 2019 et 2020, la commune compte 687 élèves (395 dans l'enseignement public et 292 dans l'enseignement privé).

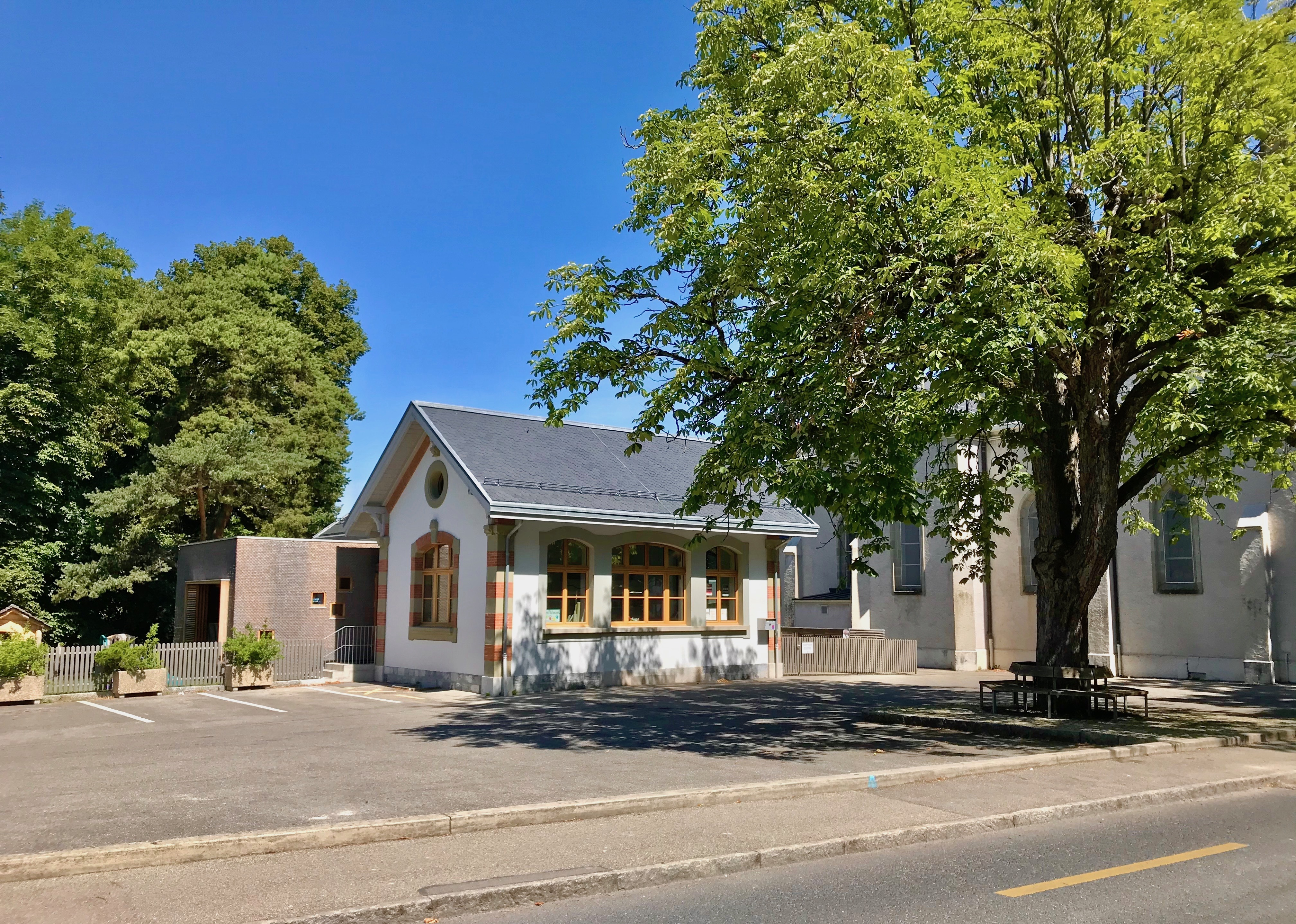
Le jardin d'enfant « Les Pitchounets ».
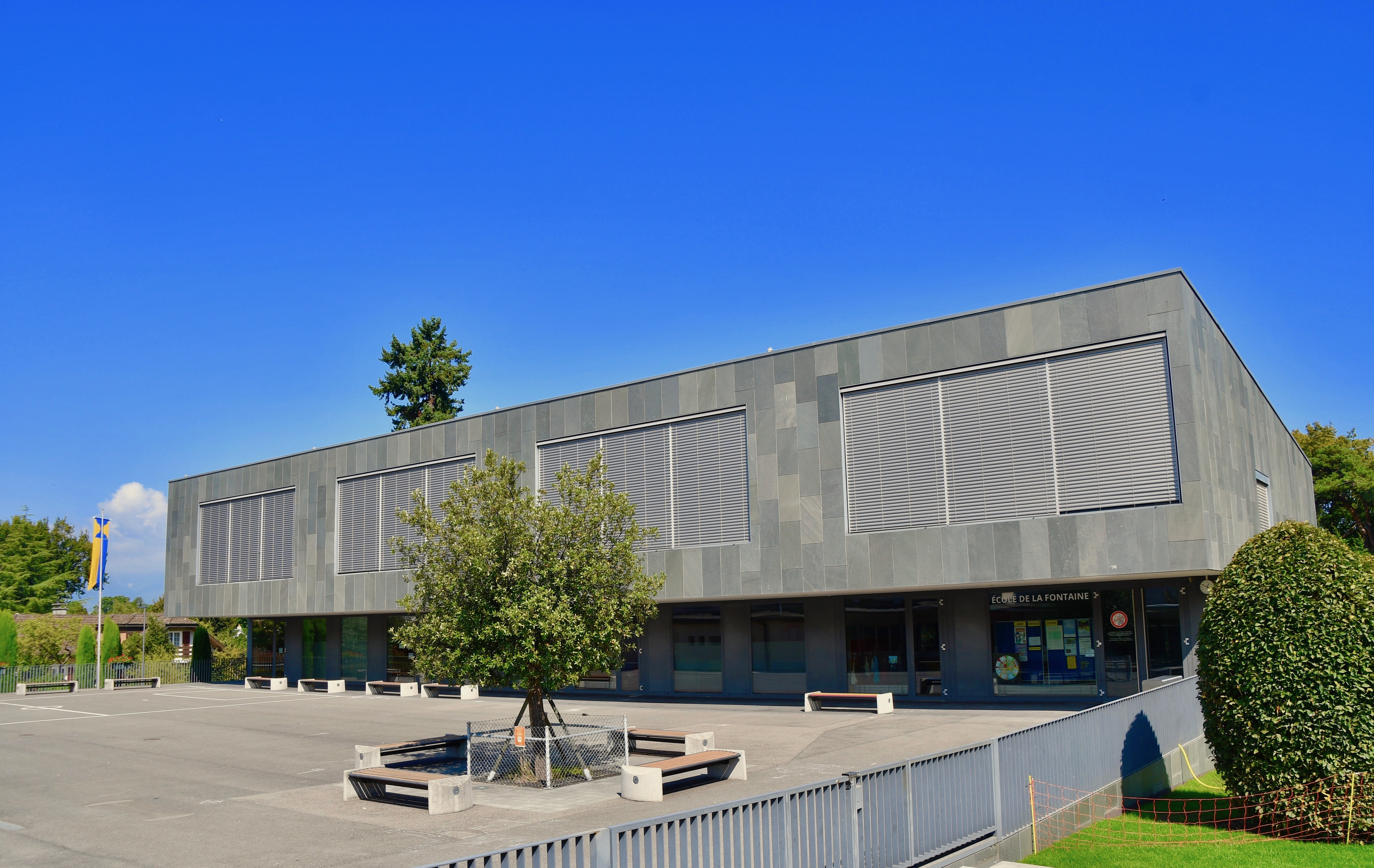
Centre scolaire de Pregny-Fontaine.
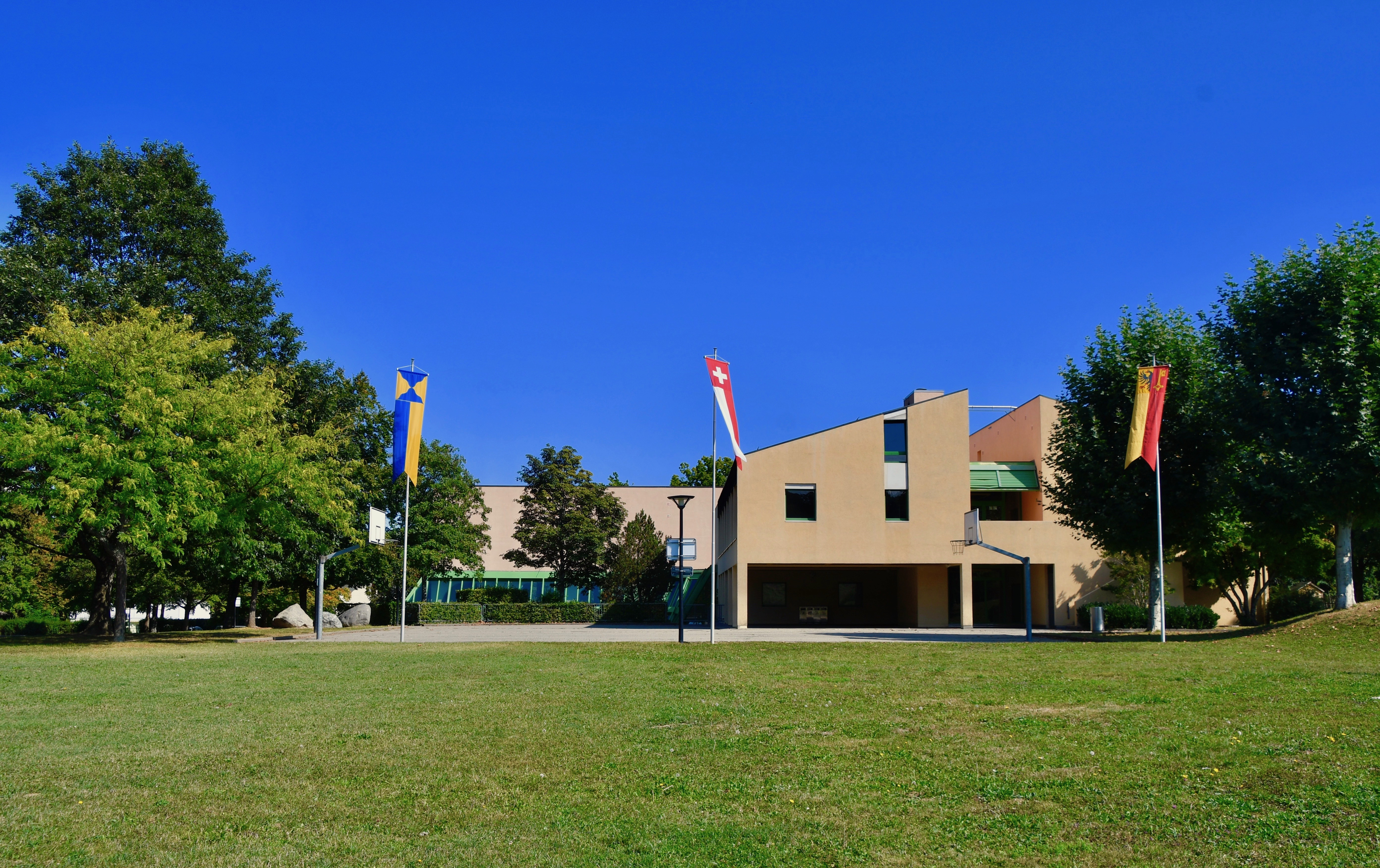
Centre scolaire de Pregny-Valérie.
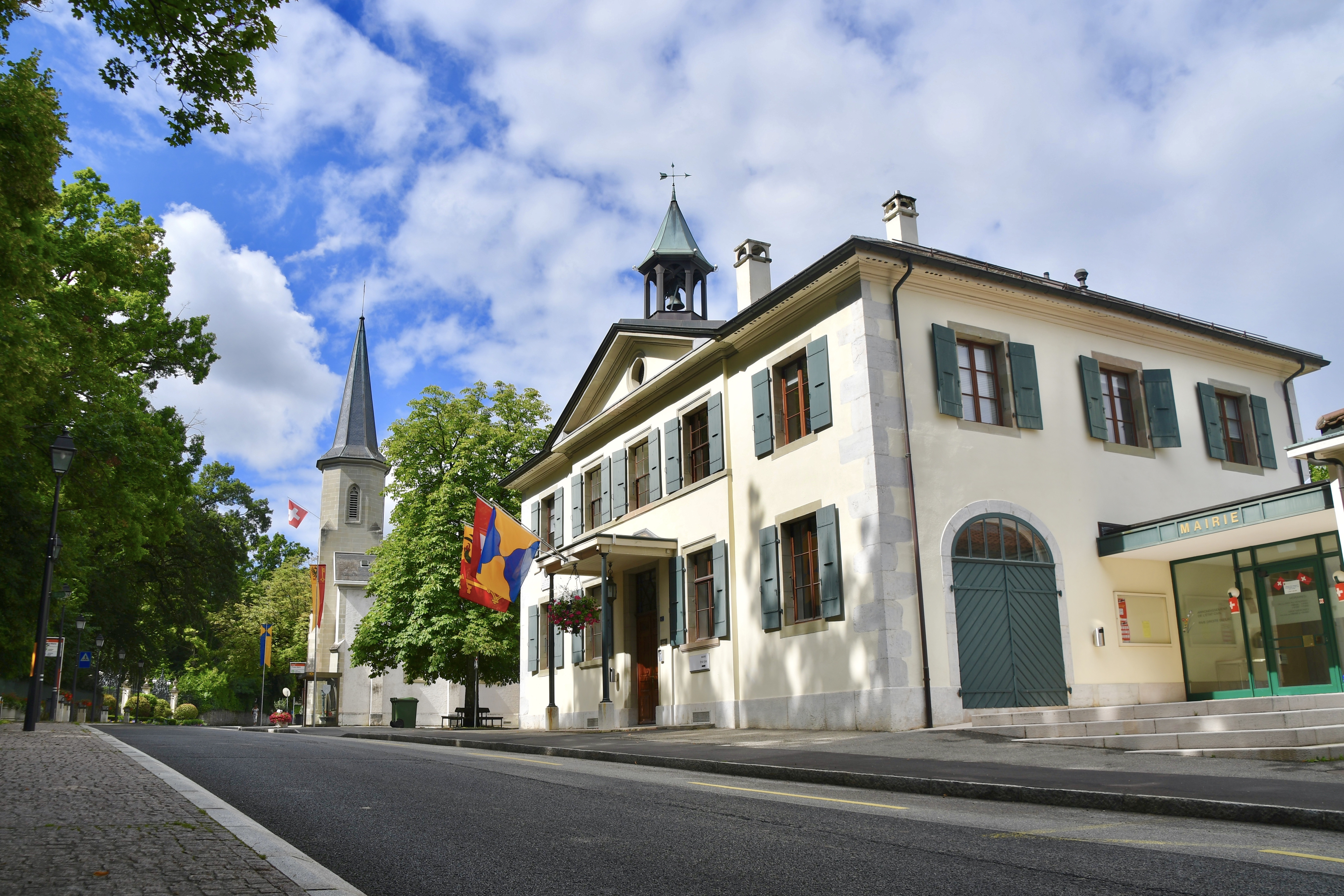
Ancienne école (actuellement la mairie).

### Évènements annuels

#### Le marché aux fleurs et plantons
Le marché aux fleurs et plantons est un marché organisé, au printemps, par l'Amicale des sapeurs-pompiers de Pregny-Chambésy. Le marché se tient généralement au mois de mai.

#### Fête des promotions scolaires
La fête des promotions a lieu chaque année vers la fin du mois de juin. La fête commence dans le village, par un cortège se dirigeant vers l'école, suivi d'un discours des représentants de la commune avec des chants et un spectacle présentés par les élèves. La fête dure ensuite toute la nuit avec des carrousels, des jeux, danse, etc.

#### Fête nationale suisse
La fête nationale se déroule principalement sur le terrain de sport de Pregny. Discours, lecture du pacte fédéral, hymne national et autres chants folkloriques suivi d'un cortège aux flambeaux sont au programme et se termine par un feu d'artifice et le feu de joie.

#### Pregny Alp Festival

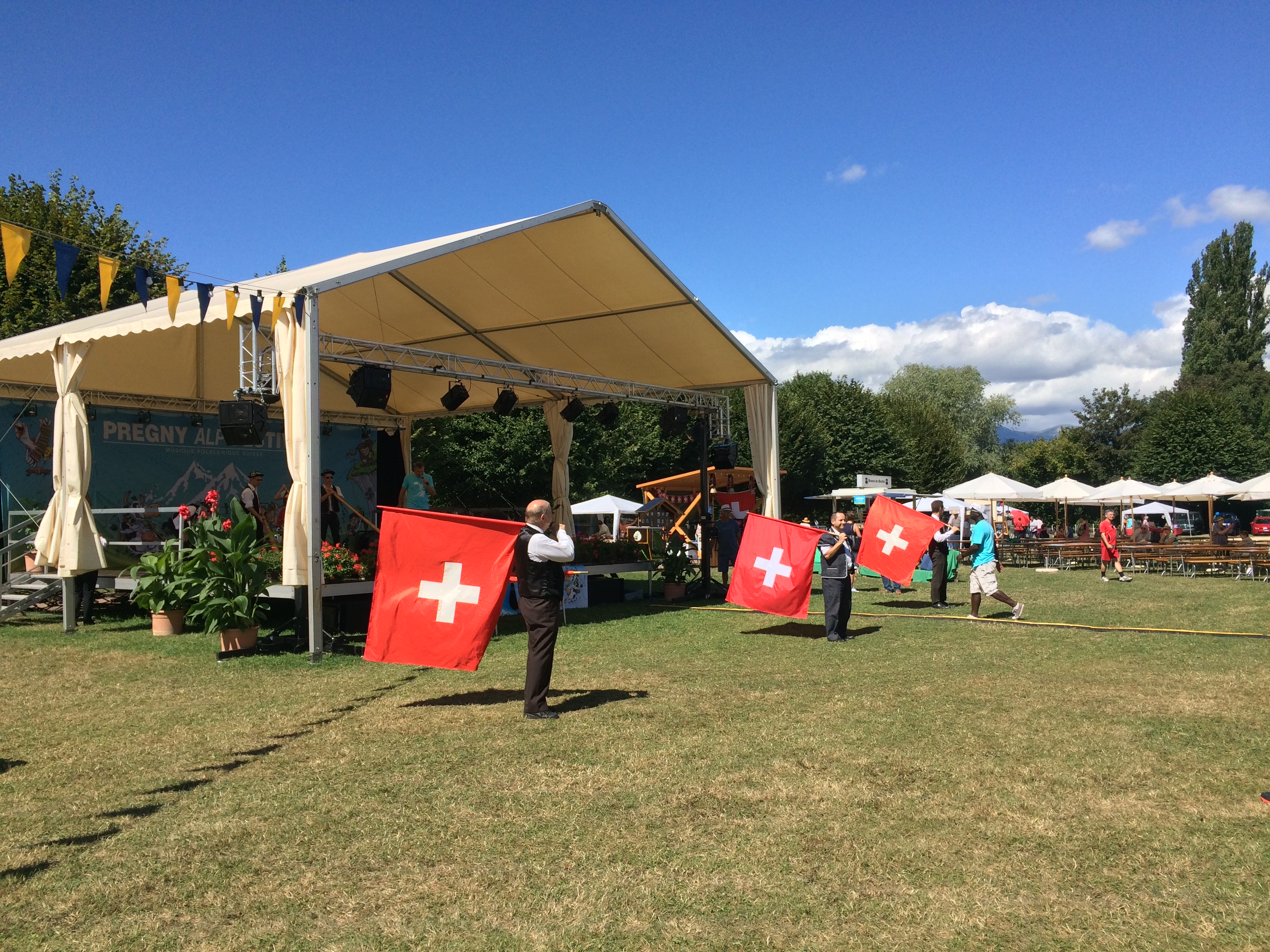
La 11e édition du Pregny Alp Festival (2017).

Le Pregny Alp Festival (PAF) est le premier festival de folklore suisse du canton de Genève. Il se déroule généralement le premier samedi du mois d'août sur le terrain de sport de Pregny. Le festival regroupe traditions, musiques et aussi produits typiquement suisse. Chaque année, des personnalités connues du milieu musical suisse sont invitées.

#### La fête de l'automne
La fête se tient généralement au mois de mai. L’artisanat local y est à l’honneur ainsi que les produits du terroir.

#### Noël pour tous
La fête se déroule, en premier lieu, dans la halle de gymnastique de l'école de Valérie avec des discours des autorités communale et religieuses (avec une alternance chaque années entre les Catholiques, les Protestants et les Orthodoxes) et des chants des élèves des écoles. La fête se déplace ensuite dans la salle communale où un repas y est organisé.

### Sécurité
La commune dispose d'une compagnie des Sapeurs-Pompiers volontaires composé d'une vingtaine de personnes.
La commune est également sécurisée par la police municipale basée au Grand-Saconnex qui assure la sécurité des communes limitrophes.

## Économie
Pendant de nombreuses années, la commune était essentiellement agricole; aujourd'hui, en raison de sa proximité avec la ville et des institutions internationales, la majorité des habitants de la commune travaillent dans le secteur tertiaire.
En 2016, la commune comptait 1 seul établissement dans le secteur primaire, 15 établissements dans le secteur secondaire et 155 établissements dans le secteur tertiaire. En termes d'habitants, en 2017, 0,3 % possédaient un emploi dans le secteur primaire, 0,7 % possédaient un emploi dans le secteur secondaire et 98,9 % possédaient un emploi dans le secteur tertiaire.
En 2017, Pregny-Chambésy est la neuvième commune la plus riche du canton, selon l'indice de capacité financière.

## Patrimoine et culture

### Patrimoine bâti
La commune comprend plusieurs grands domaines et demeures. Si certains ont disparu, d'autres appartiennent à des collectivités publiques, des familles ou des entreprises. Plusieurs de ces domaines et demeures sont mis à disposition de missions étrangères.

#### Domaines et demeures
- Le château de Pregny (1858-1860) : Château de style néo-Louis XVI construit par George Henry Stokes & Joseph Paxton pour Adolph Carl von Rothschild. Appartient à l'État de Genève et occupé par la famille Rotschild. Inscrit à l'inventaire genevois et comme bien culturel d'importance nationale[145],[146],[14] ;
- Le château de Penthes (1761/1870) : Manoir construit par Alexandre de Sales sur les ruines d'une ancienne maison forte. Appartient à l'État de Genève et occupé par le bureau du Club suisse de la presse. Inscrit à l'inventaire genevois, classé et considéré comme bien culturel d'importance régionale[147],[148] ;
- Le château de Tournay (1601-1603) : Manoir reconstruit à partir d'une maison forte par la famille de Brosses. Appartient à la famille Propper. Classé et considéré comme bien culturel d'importance régionale[149],[148] ;
- Le château du Reposoir (1755-1756) : Manoir construit par Jacques III Pictet-Thellusson. Appartient à la famille Pictet. Classé et considéré comme bien culturel d'importance nationale[150],[146],[13] ;
- Le château de l'Impératrice (début du XVIIIe siècle) : Château transformé à partir d'une ancienne forteresse par Joséphine de Beauharnais. Appartient à la Ville de Genève et occupé par la Mission permanente de la République Italienne auprès de l'ONU. Classé[151],[152] ;
- Le château Malvand (ou de « La Malvande » ou « La Tour ») (1713-1718) : Demeure patricienne transformée à partir d'une résidence de campagne par Abraham Sauter. Appartient aux familles Lebreton et Ohayon et laissé à l'abandon. Inscrit à l'inventaire genevois[153] ;
- La « Villa Perrot » (dite également « Le château rouge » ou la « Grande Maison ») (1881-1883) : Manoir de style Louis XIII construit par Jacques-Élysée Goss (de) pour Adolphe Perrot. Appartient à la famille Mach. Inscrit à l'inventaire genevois, classée (avec le domaine) et considéré comme bien culturel d'importance régionale[154],[155],[148] ;
- La villa « Rive-Belle » (1838) : Villa de style néoclassicisme construite par Charles-René Pictet de Rochemont. Appartient à l'État de Genève et occupée par l’Institut Confucius (UNIGE). Inscrite à l'inventaire genevois[156] ;
- La maison de maître « La Grande Pierrière » (ou « La Pierrière ») (milieu du XVIIIe siècle) : Maison de maître construite par Jean-Claude Battu puis ayant appartenu successivement à Caroline-Renée Turrettini, Jean-Adolphe-Amédée d'Arbigny, Edmond Boissier-Butini, Caroline Boissier-Butini et William Barbey. Appartient à la société Villa U SA. Inscrite à l'inventaire genevois[157],[158] ;
- La maison de maître « La Petite Pierrière » (1803) : Maison de maître ayant appartenu à plusieurs propriétaires dont Augustin-Pyramus de Candolle, Alphonse Pyrame de Candolle, Constant Fornerod, la famille Pétament, Léopord Favre, etc. Appartient à la famille Demole. Inscrite à l'inventaire genevois[159] ;
- La maison de maître « Les Ormeaux » (1835-1836) : Maison de maître de style gothique anglais construite par Georges Haldimand. Appartient à l'État de Genève et occupé par la mission permanente de la République française et du désarmement auprès de l'ONU. Inscrite à l'inventaire genevois[160] ;

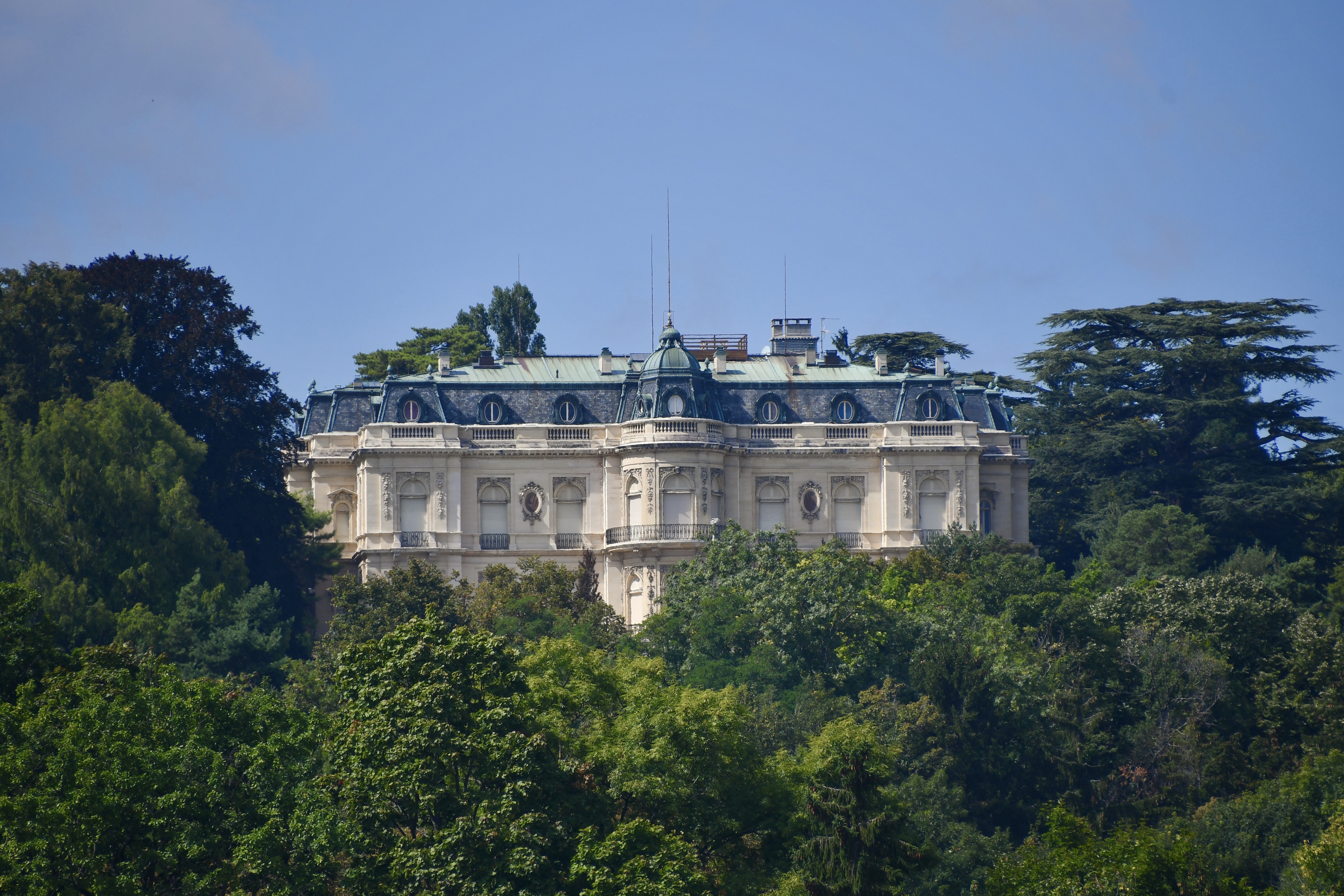
Château de Pregny, route de Pregny 32, 46° 14′ 07″ N, 6° 08′ 30″ E
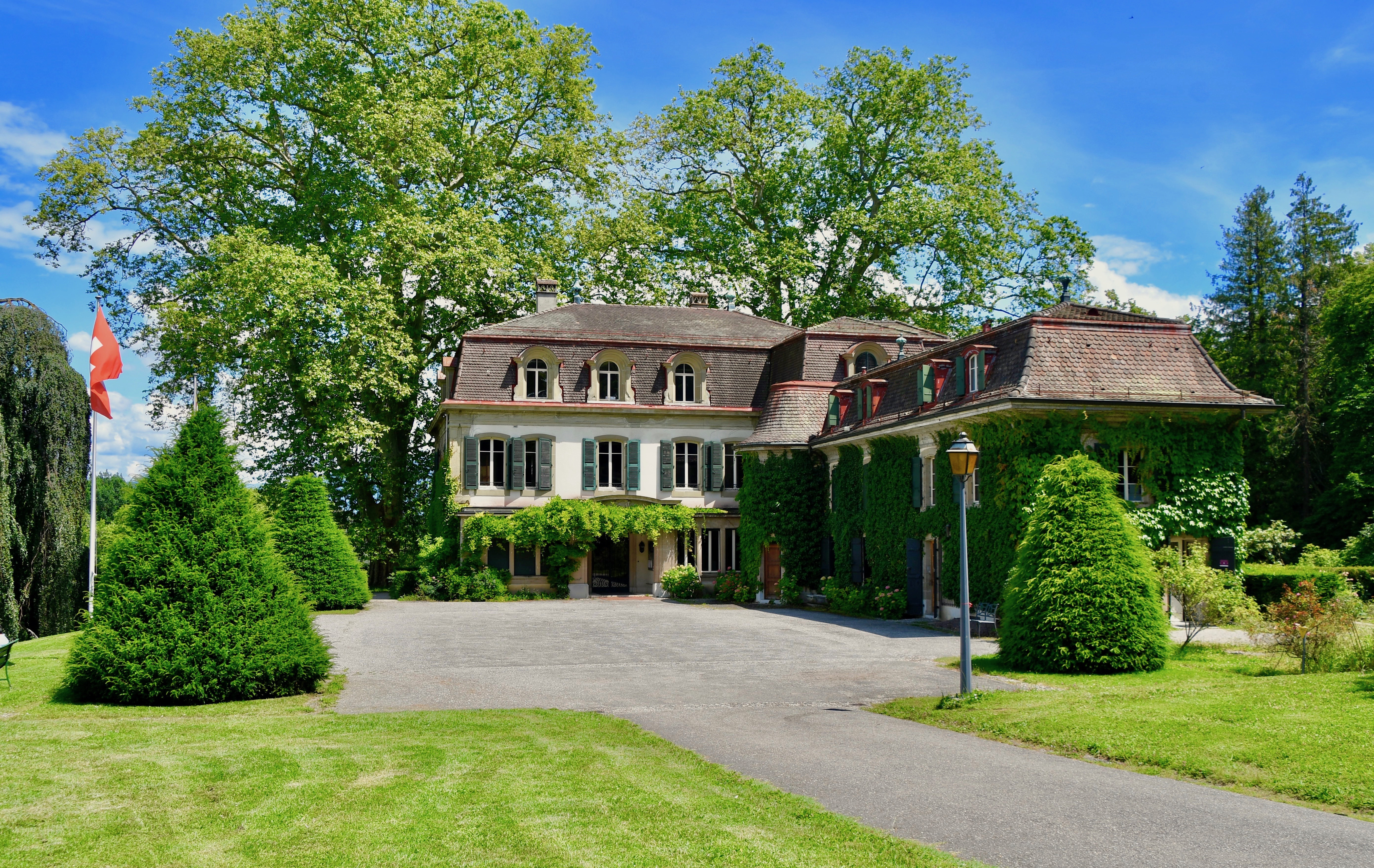
Château de Penthes, chemin de l'Impératrice 18, 46° 13′ 57″ N, 6° 08′ 30″ E
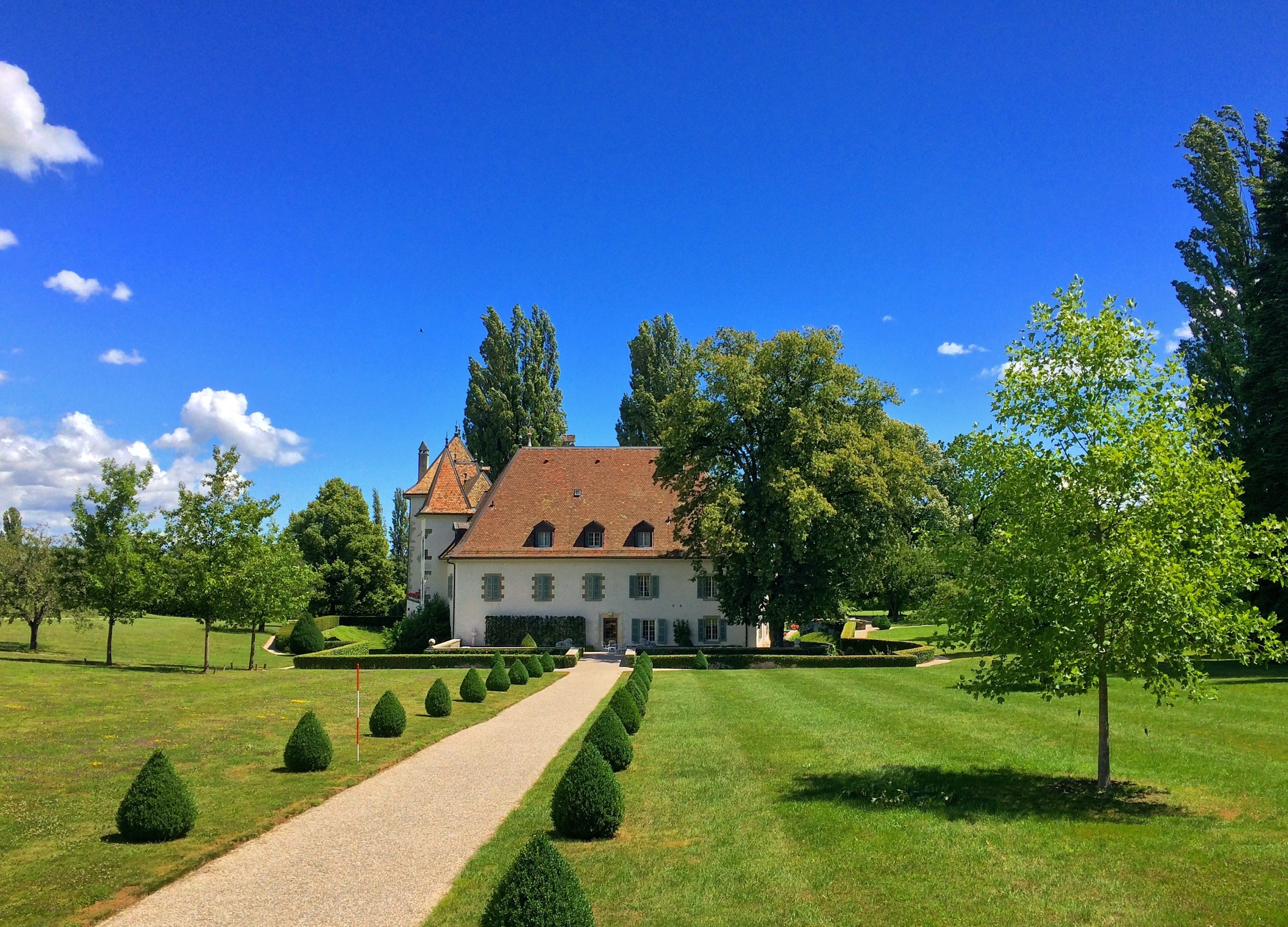
Château de Tournay, route de Pregny 37 / chemin Palud 16, 46° 14′ 14″ N, 6° 08′ 17″ E
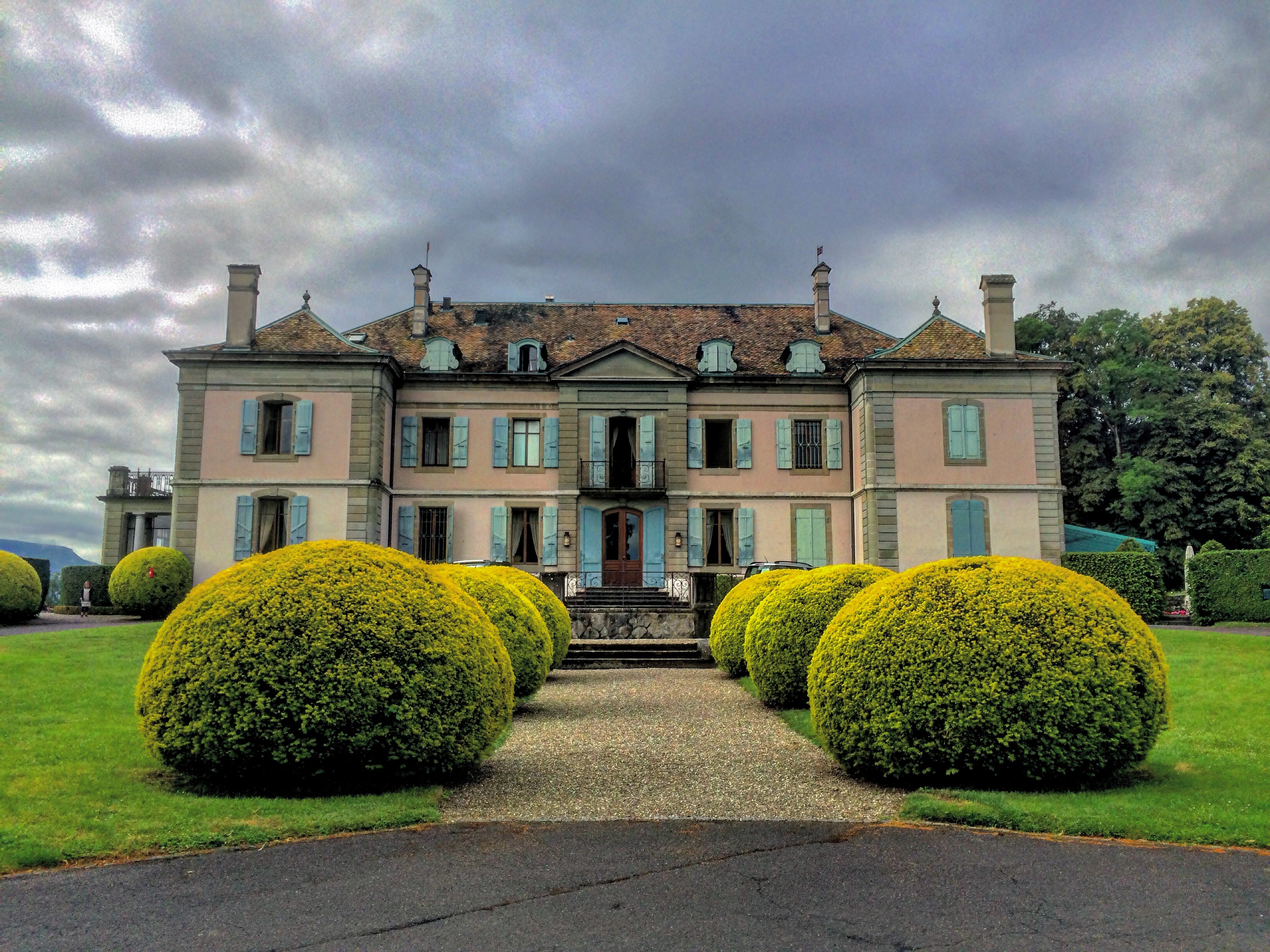
Château du Reposoir, route de Lausanne 225, 46° 13′ 55″ N, 6° 08′ 49″ E
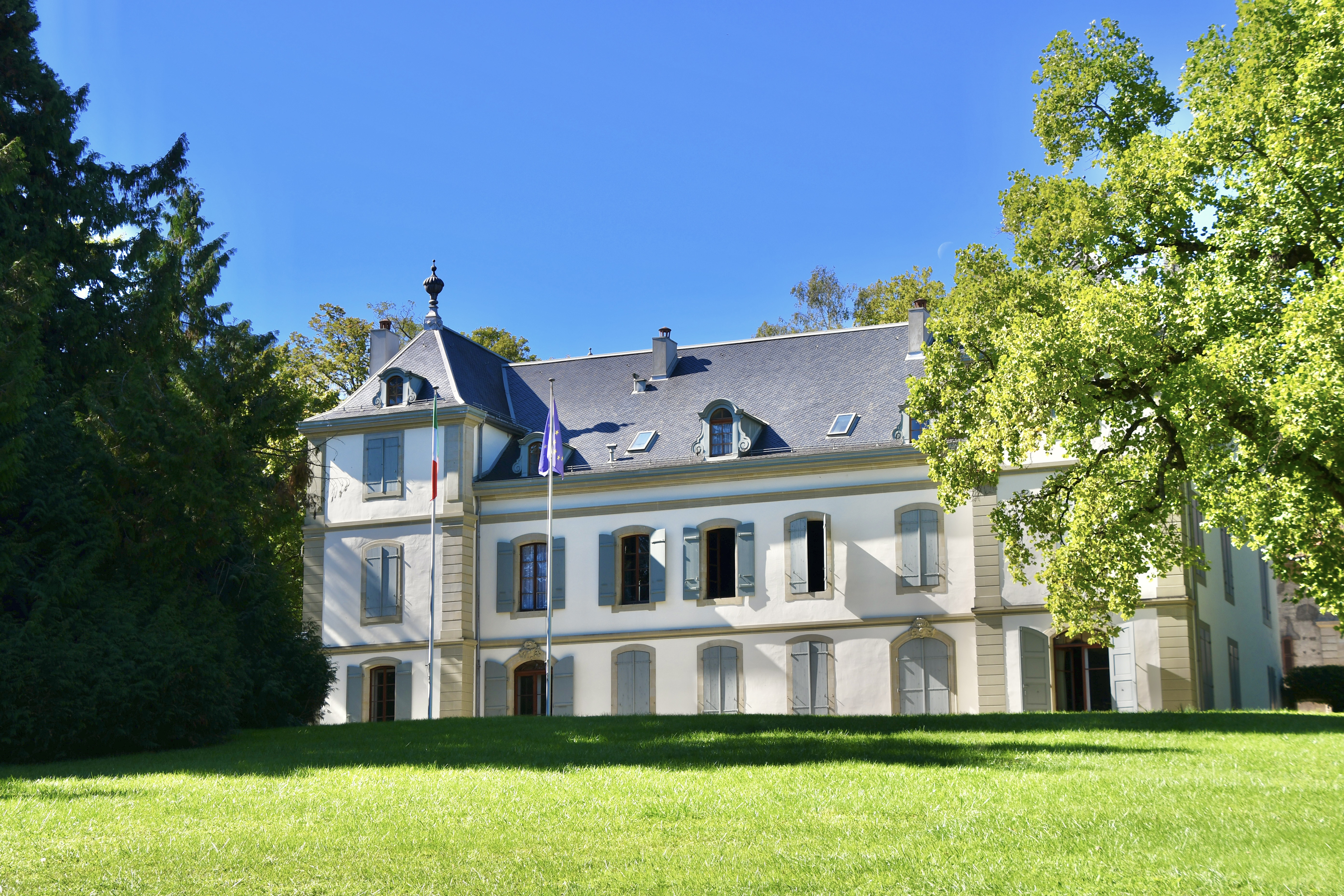
Château de L'Impératrice, chemin de l'Impératrice 10, 46° 13′ 49″ N, 6° 08′ 39″ E
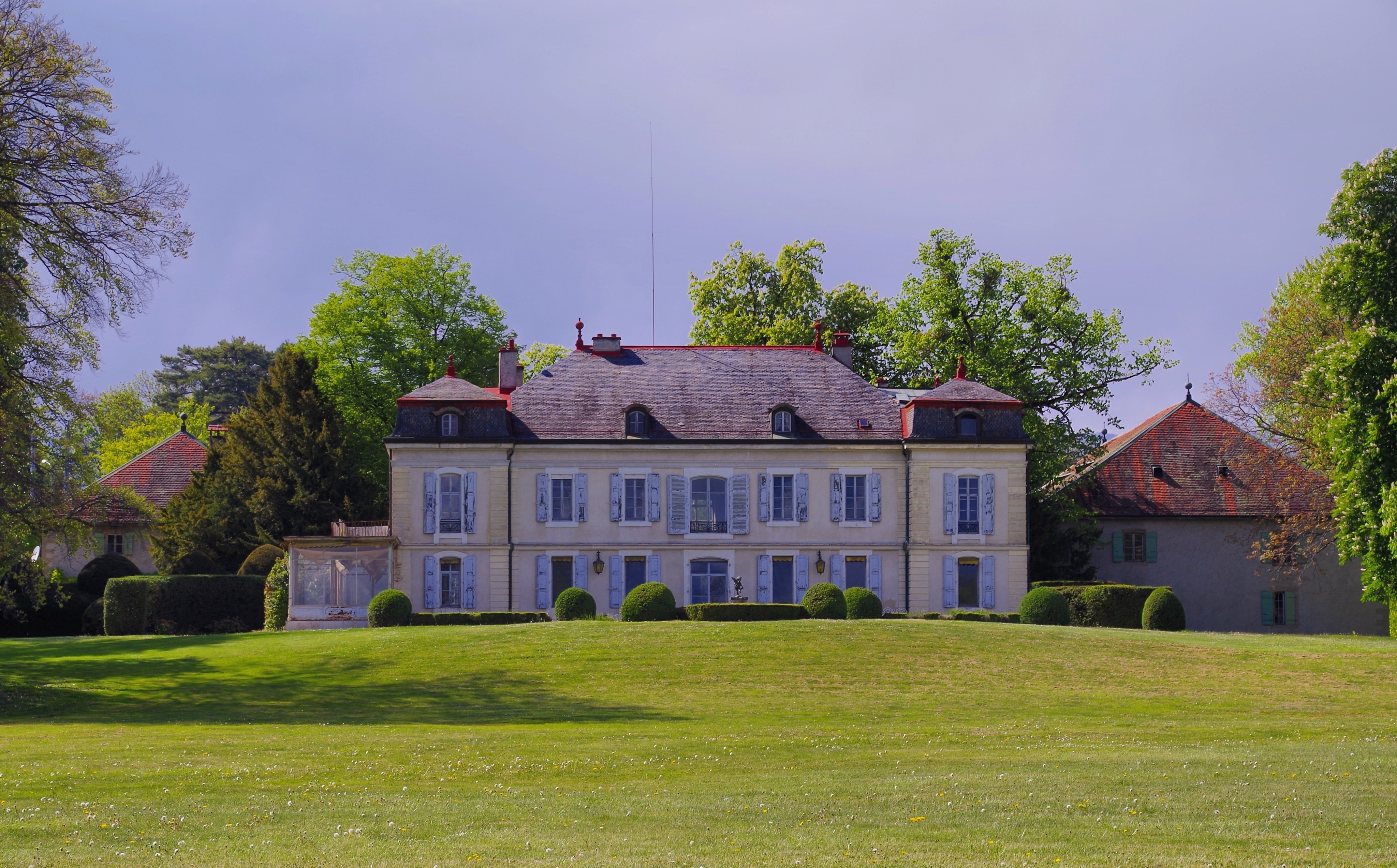
Château Malvand, Chemin de Chambésy 8, 46° 14′ 36″ N, 6° 08′ 57″ E
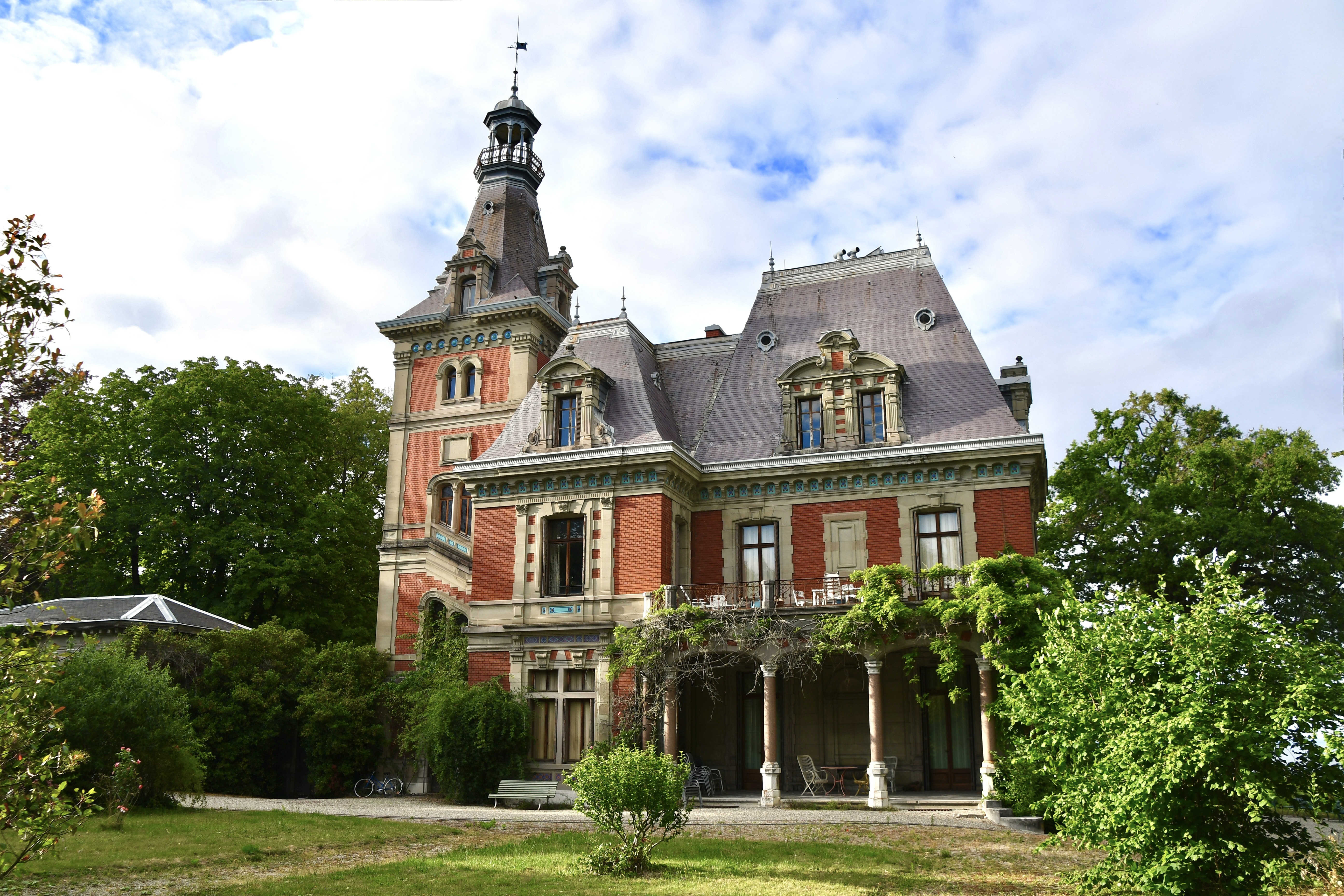
« Villa Perrot », route de Pregny 38, 46° 14′ 23″ N, 6° 08′ 36″ E
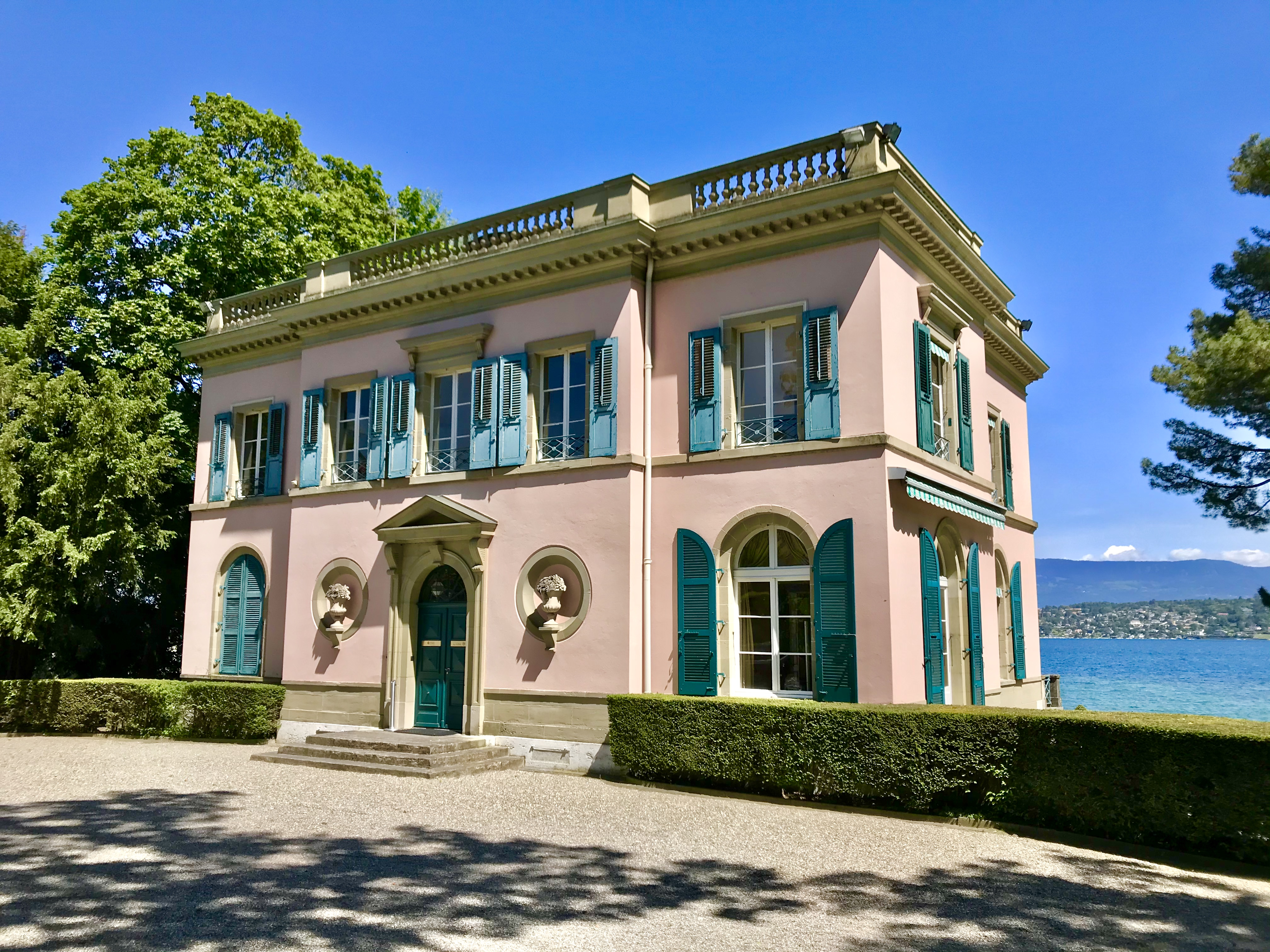
Villa « Rive-Belle », route de Lausanne 266, 46° 14′ 28″ N, 6° 09′ 06″ E
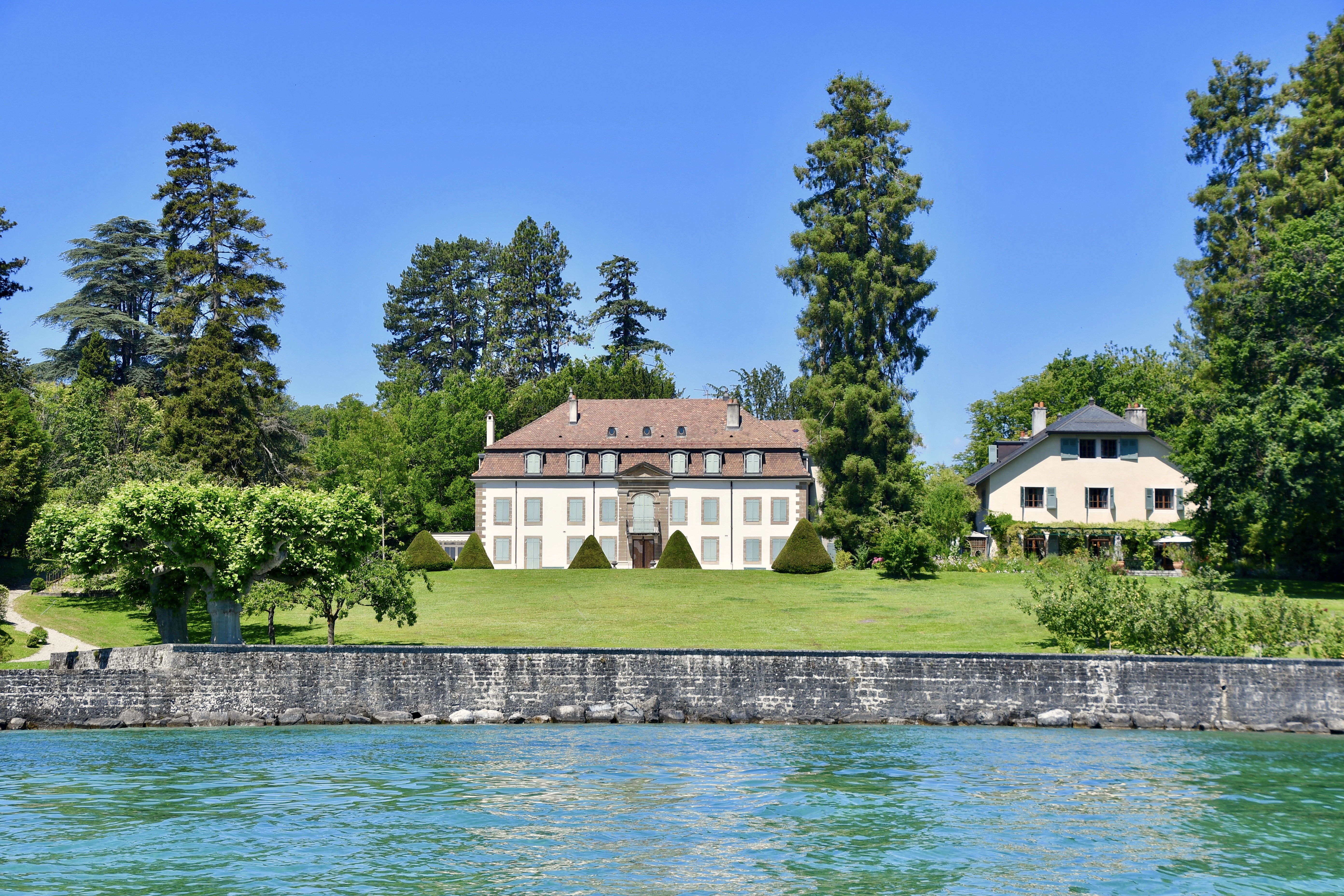
Maison de maître « La Grande Pierrière », route de Lausanne 262, 46° 14′ 24″ N, 6° 09′ 01″ E
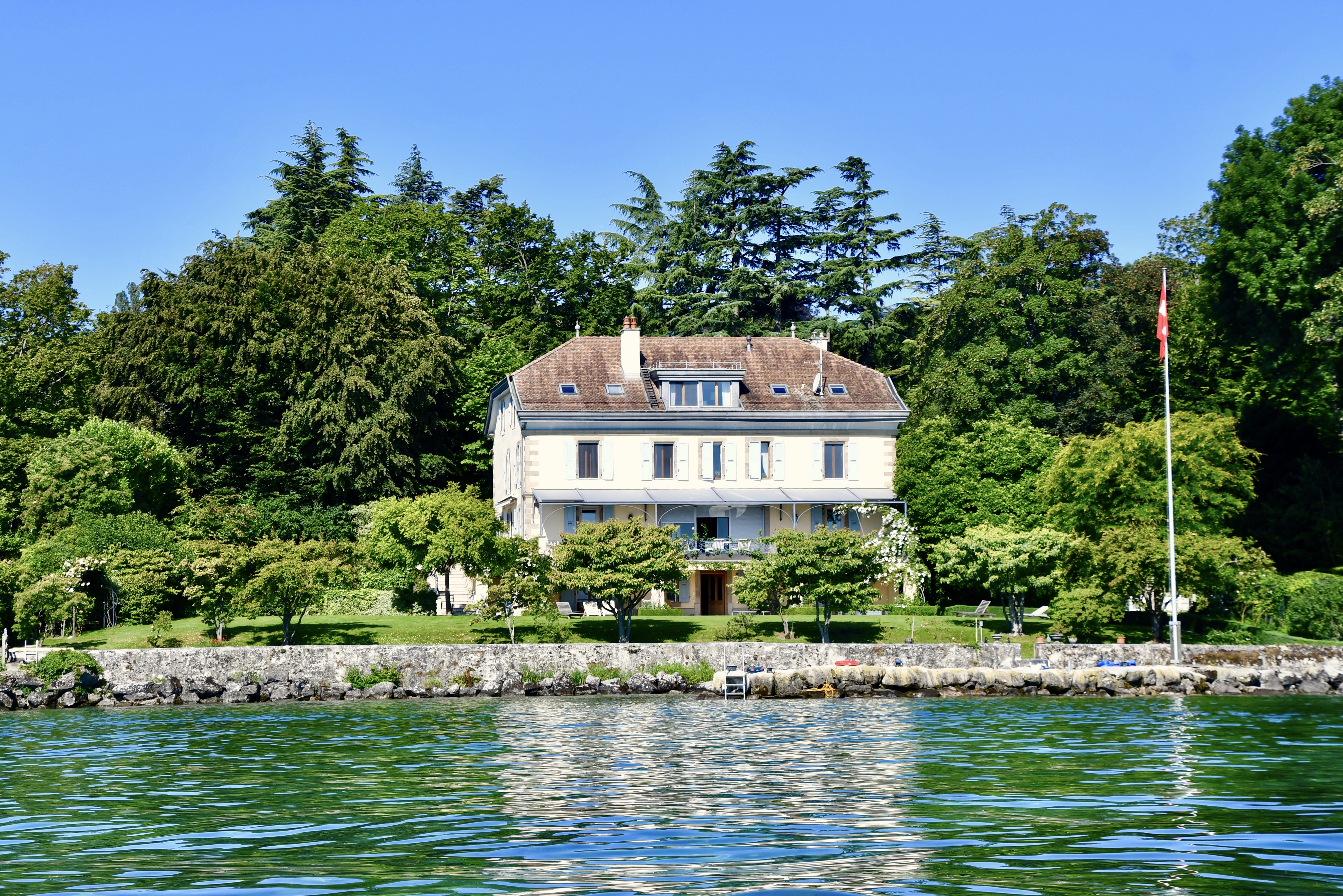
Maison de maître « La Petite Pierrière », route de Lausanne 236, 46° 14′ 06″ N, 6° 09′ 00″ E
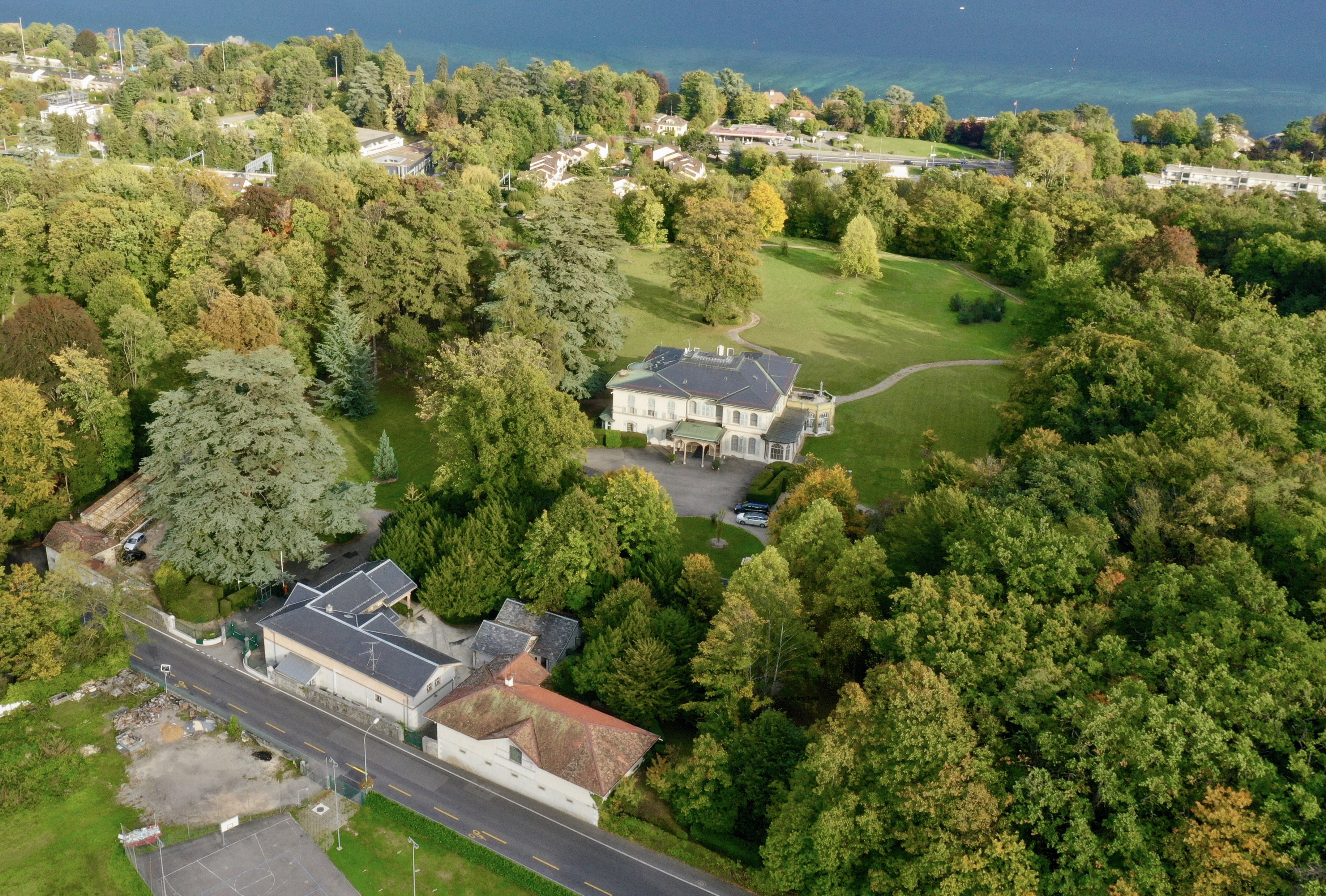
Maison de maître « Les Ormeaux », route de Pregny 36, 46° 14′ 17″ N, 6° 08′ 35″ E
Maison de maître « La Fenêtre », parc de l’Ariana, 46° 13′ 51″ N, 6° 08′ 28″ E

- La maison de maître « La Fenêtre » (1822) appartenant à l'Organisation des Nations unies ;
- La villa « Baur » (dite également « villa Tournay ») (1918) appartenant à la République algérienne démocratique et populaire et occupée par  l'ambassadeur. Inscrite à l'inventaire genevois[161] ;
- La maison de maître « Port Rothschild » (1865/1966-1970) appartenant et occupée par la famille Said ;
- La maison de maître « Le Rivage » (1896) appartenant et occupée par la famille Wainwright. Inscrite à l'inventaire genevois[162] ;
- La maison de maître « Les Jordils » (1887) appartenant et occupée par la famille Fear . Inscrite à l'inventaire genevois[163] ;
- La villa « La Favorite » (dite également « La Marjolaine ») (1902) appartenant et occupée par la famille Huttman ;
- La maison de maître « Rive de Pregny » (dite également « La Poussière ») (1896) appartenant et occupée par la famille McCall MacBain. Inscrite  à l'inventaire genevois[164] ;
- La maison de maître « Port-sous-Pregny » (dite également « Maison Cartier » ou Pré du Pilon) (1857) appartenant et occupée par la famille Bahadourian. Inscrite à l'inventaire genevois[165] ;
- La maison de maître « Île Calvin » (XVIe siècle) appartenant et occupée par la famille Snell-Cousin. Inscrite à l'inventaire genevois[N 36],[166],[167] ;
- Les maisons de maître de « La Coudira » (XVIIIe siècle) appartenant aux familles Grey-Gehle & Aga Khan. Inscrites à l'inventaire genevois[168] ;
- La maison de maitre « Mérimont » (1840) appartenant et occupée par la famille d'Aga Khan V. Inscrite à l'inventaire genevois[169] ;
- La maison de maître du Petit-Morillon (1832-1834) appartenant et occupée par la famille Velay. Inscrite à l'inventaire genevois[170].

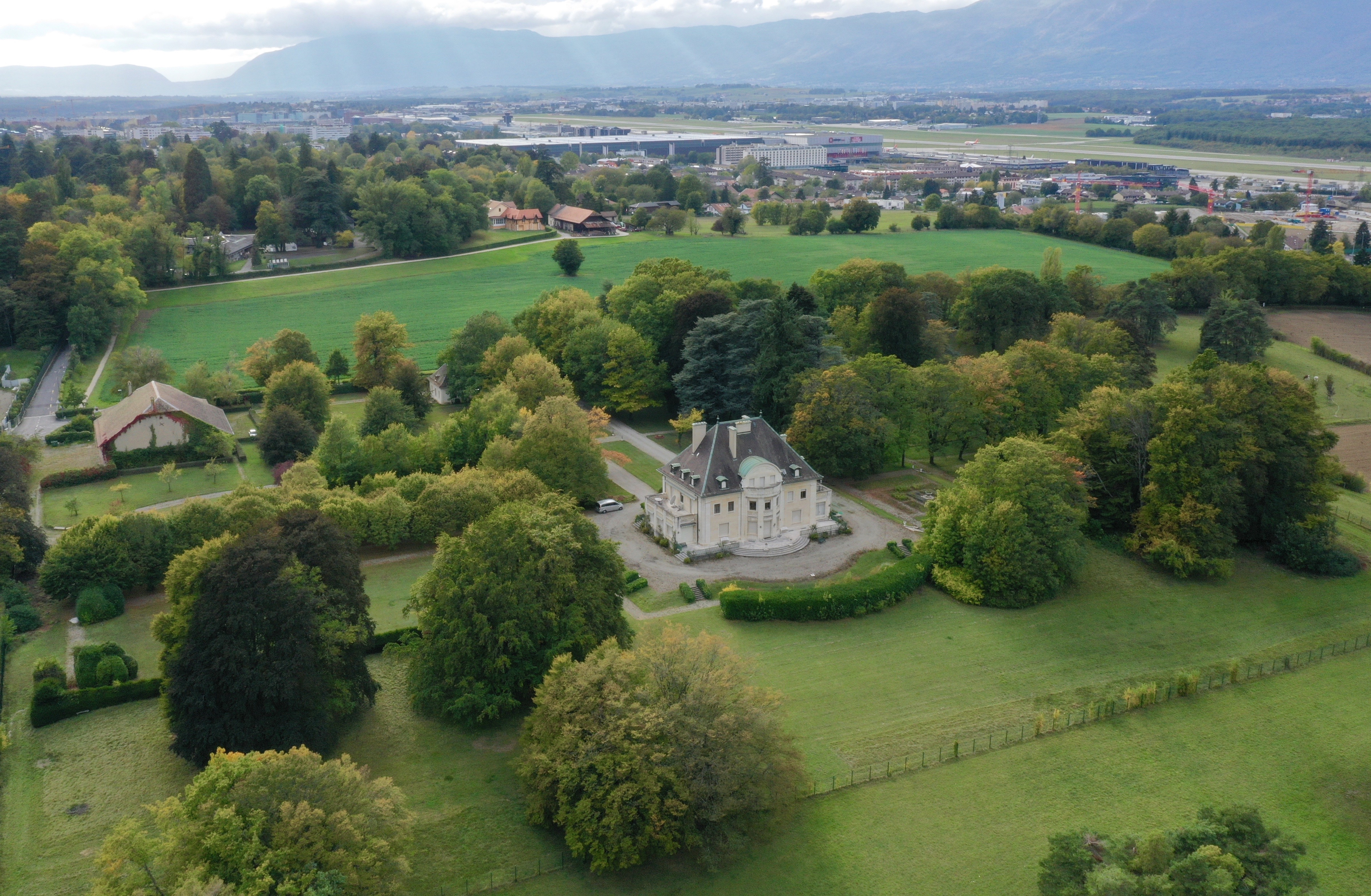
Villa « Baur », chemin de Machéry 18, 46° 14′ 18″ N, 6° 08′ 11″ E
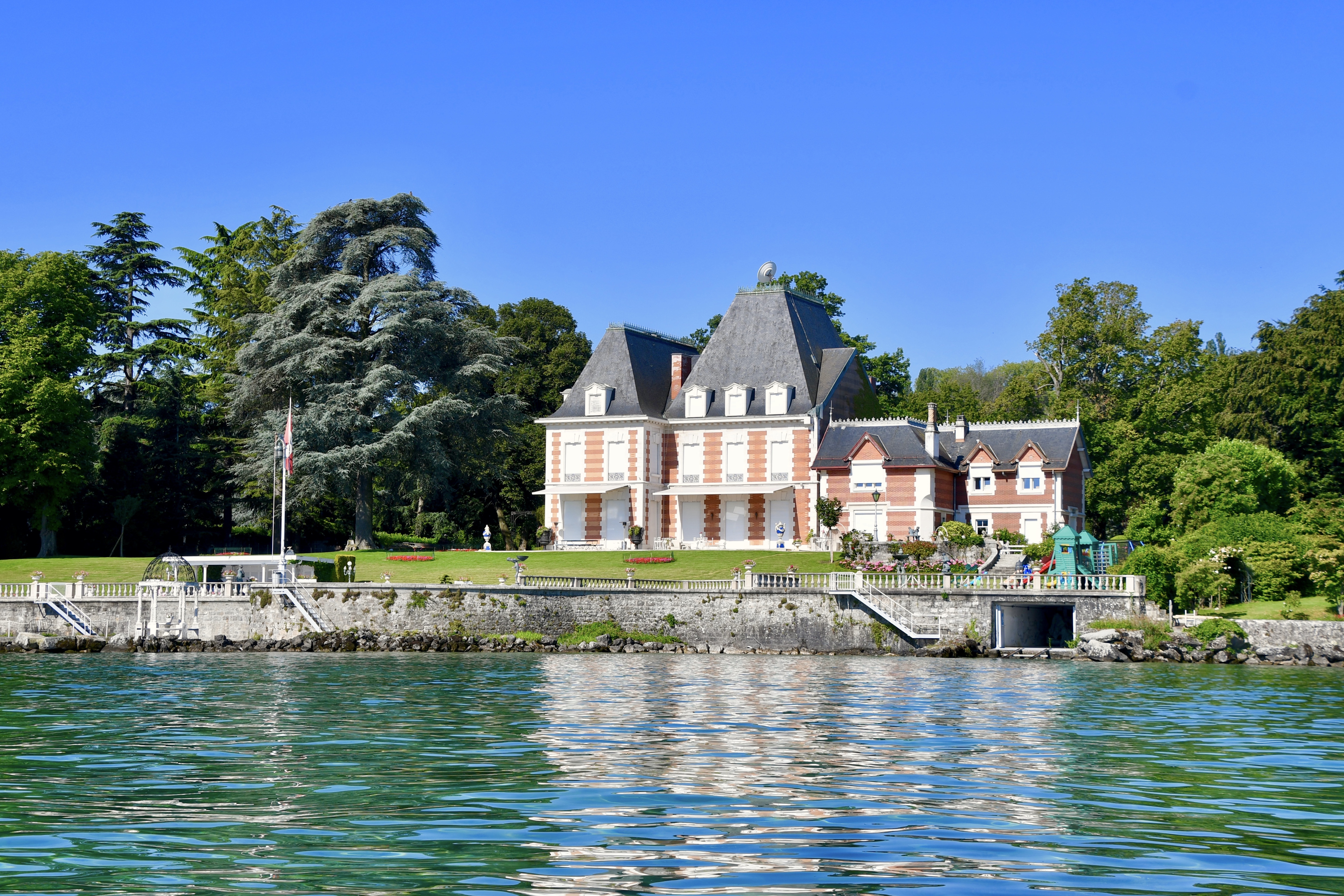
Maison de maître « Port Rothschild », route de Lausanne 232 ,46° 14′ 03″ N, 6° 09′ 00″ E
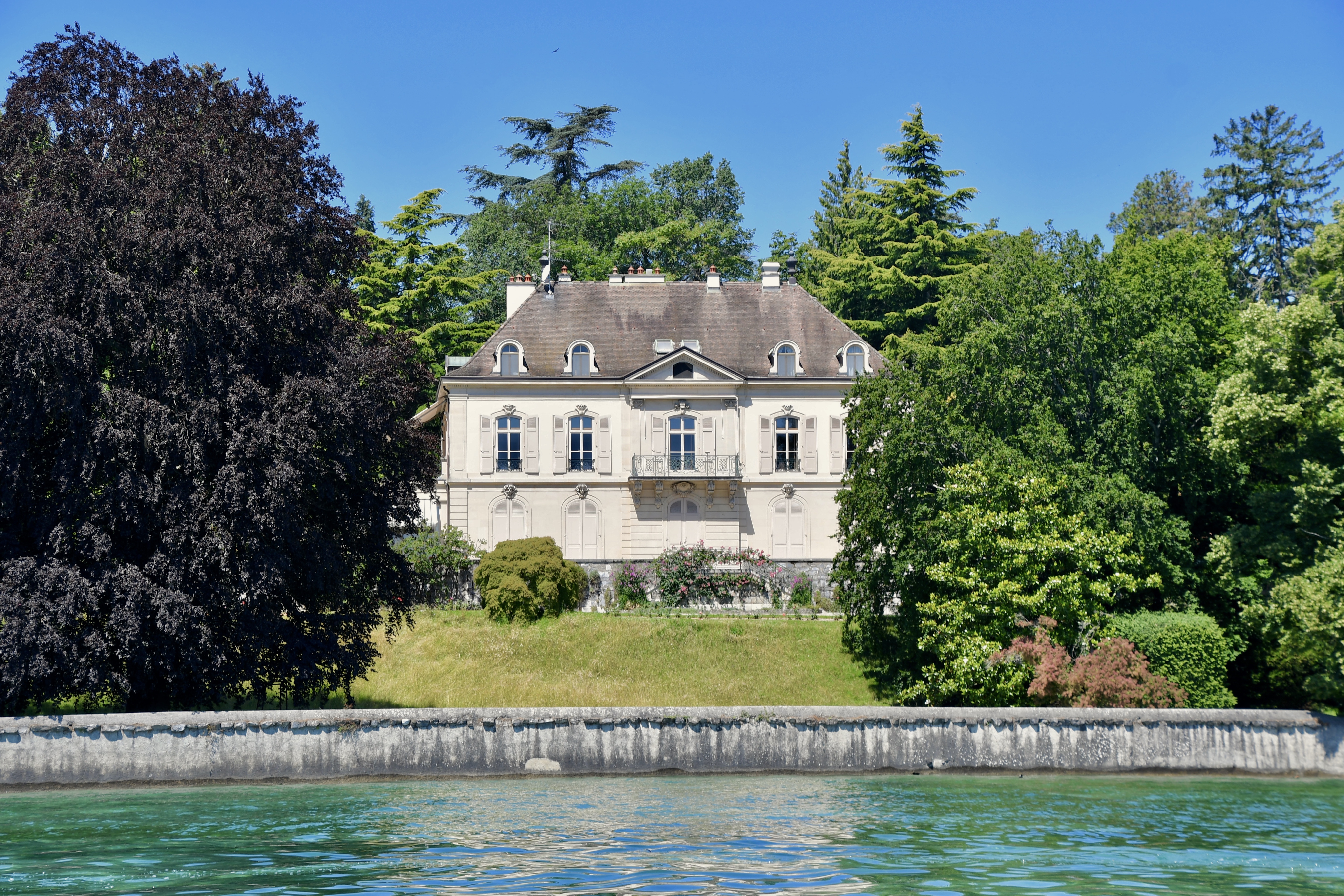
Maison de maître « Le Rivage », chemin du Rivage 12, 46° 14′ 20″ N, 6° 09′ 02″ E
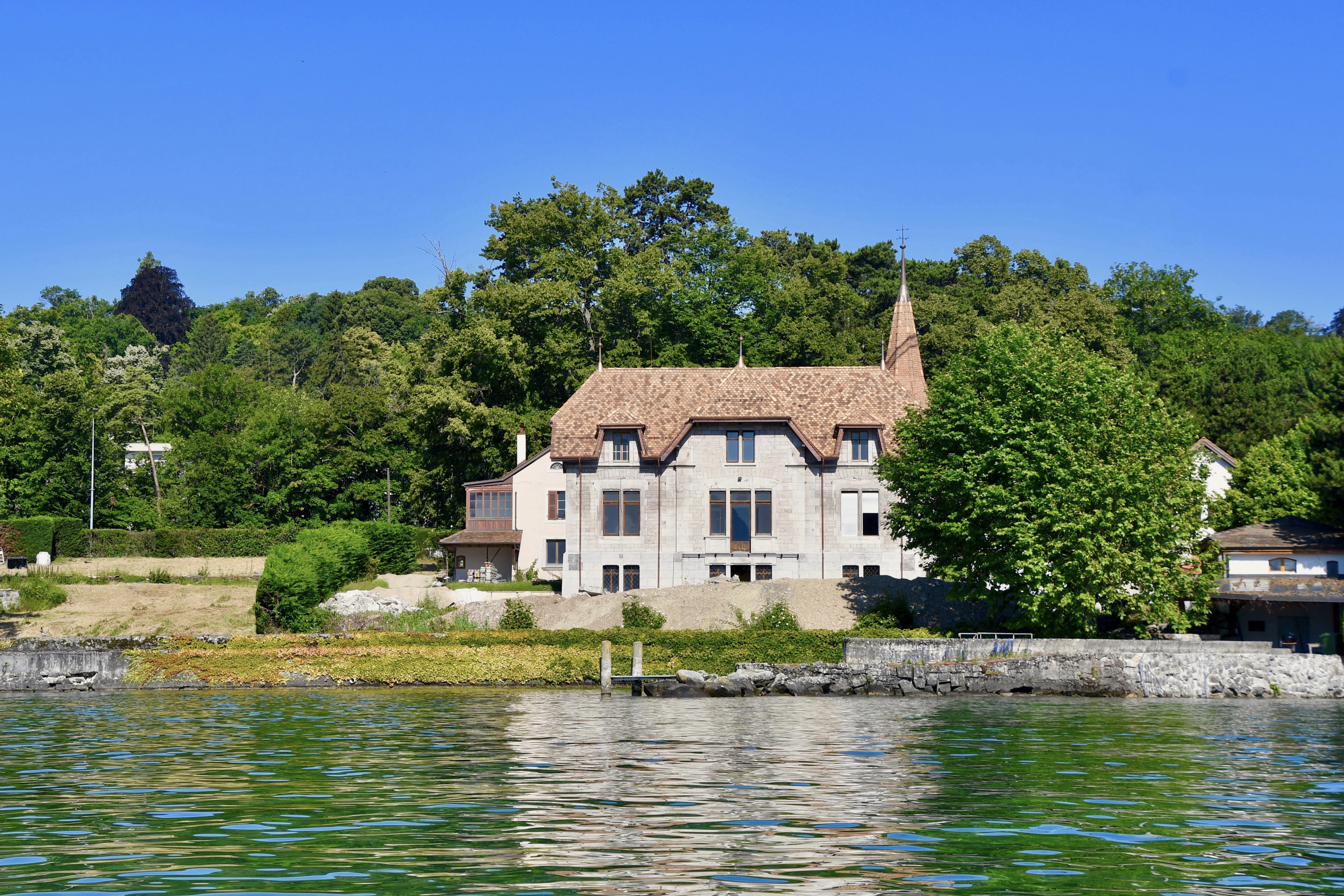
Maison de maître « Les Jordils », route de Lausanne 244, 46° 14′ 11″ N, 6° 09′ 00″ E
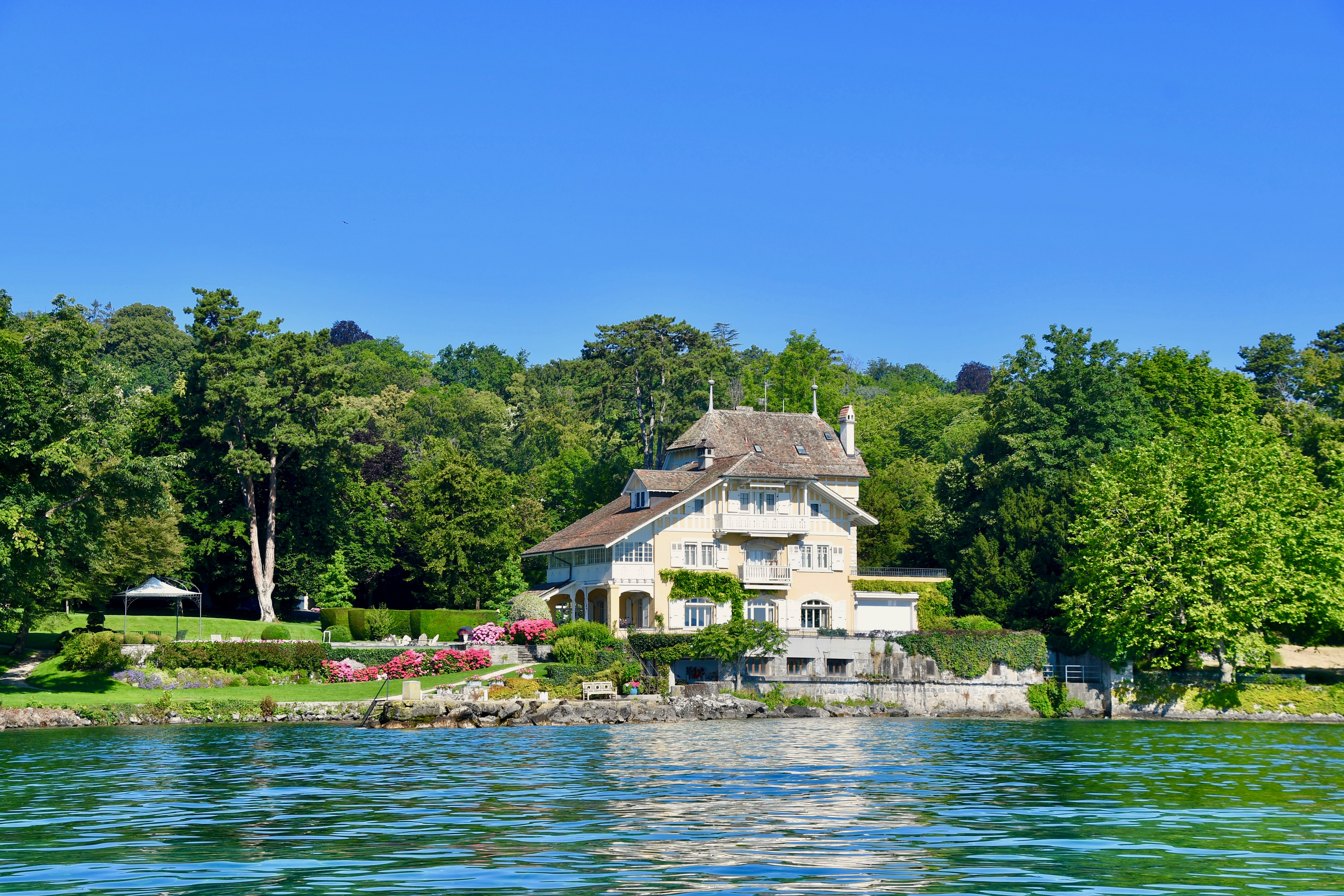
Villa « La Favorite », route de Lausanne 240, 46° 14′ 09″ N, 6° 09′ 00″ E
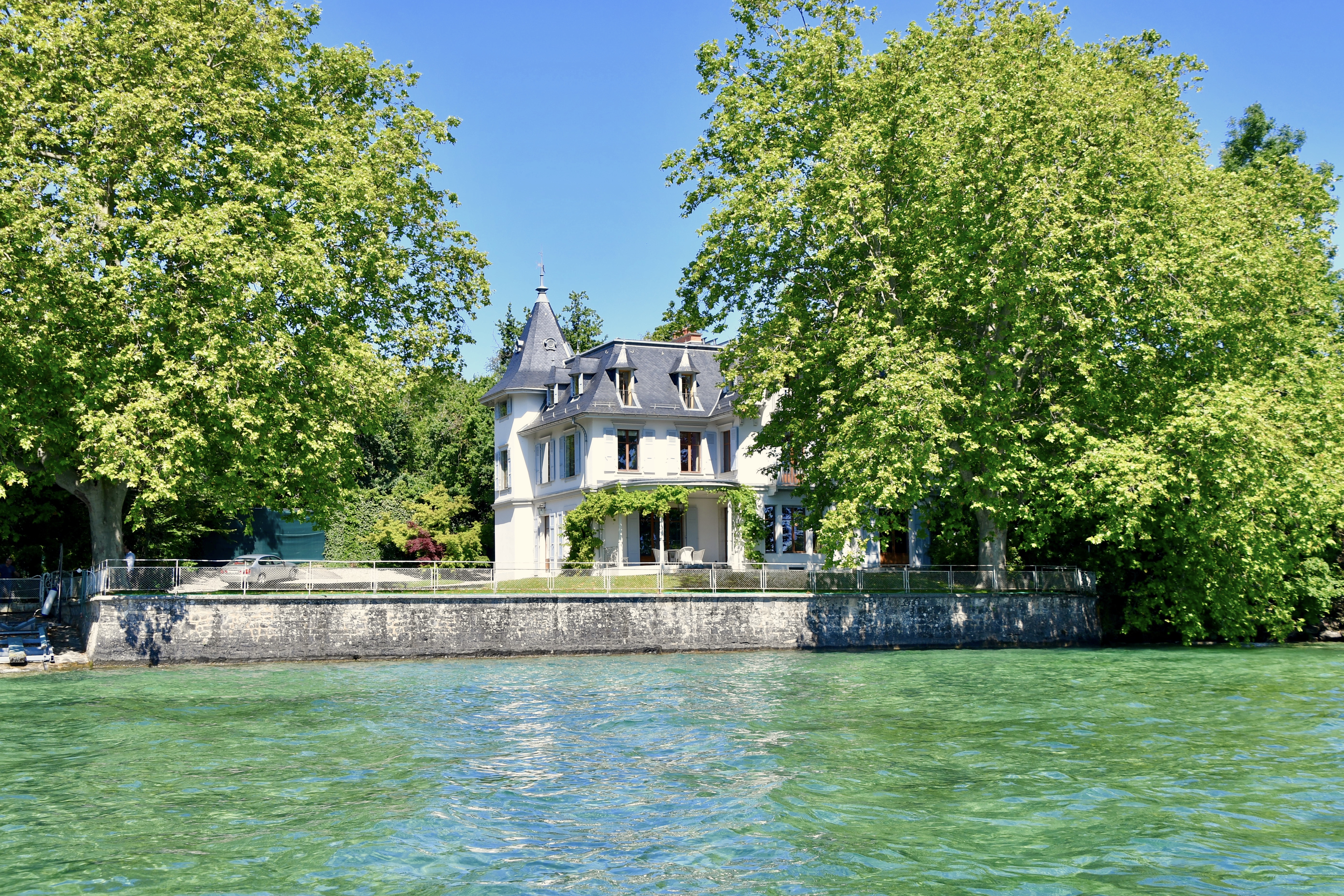
Maison de maître « Rive de Pregny », route de Lausanne 220, 46° 13′ 47″ N, 6° 08′ 59″ E
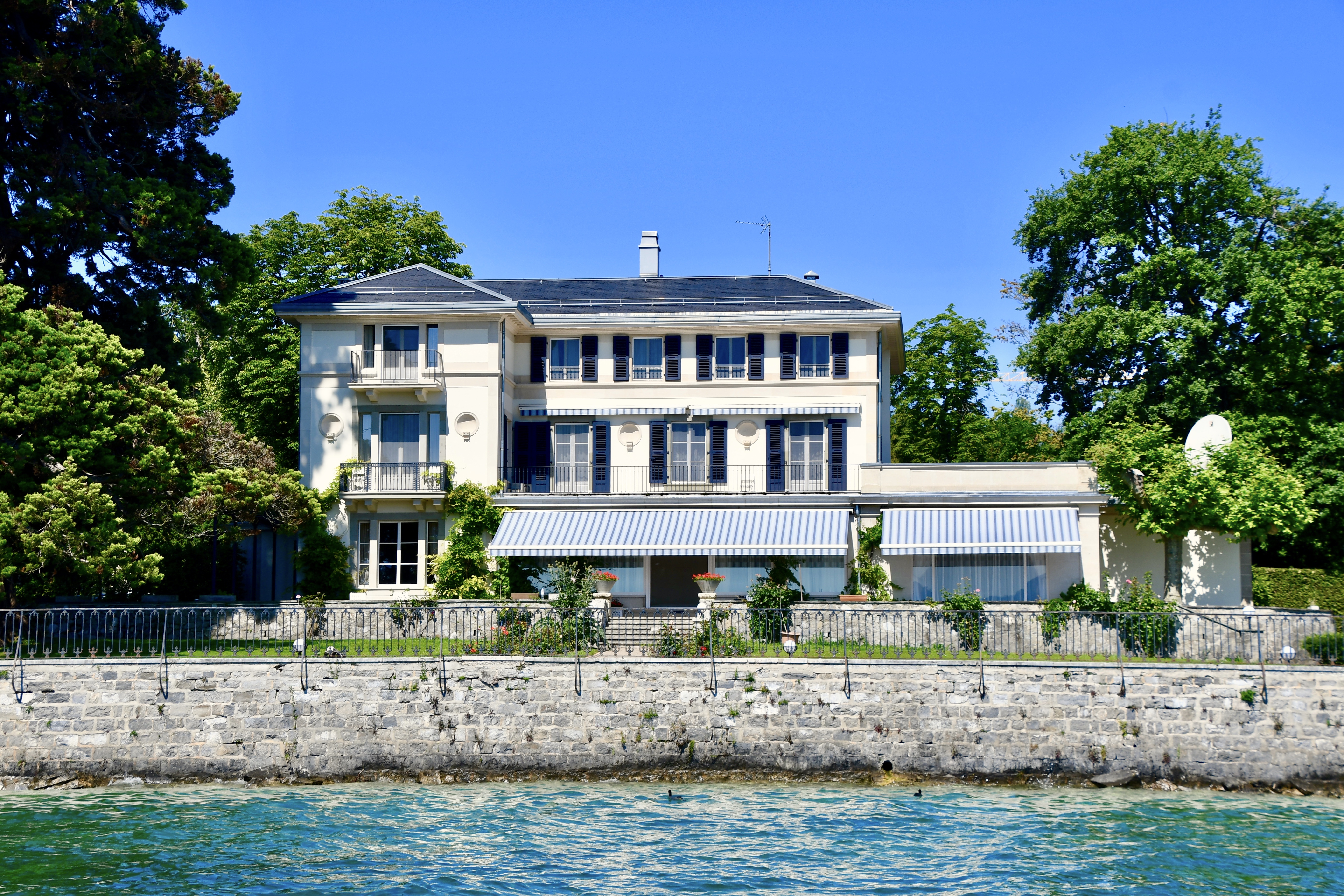
Villa « Port-sous-Pregny », route de Lausanne 218, 46° 13′ 42″ N, 6° 08′ 57″ E
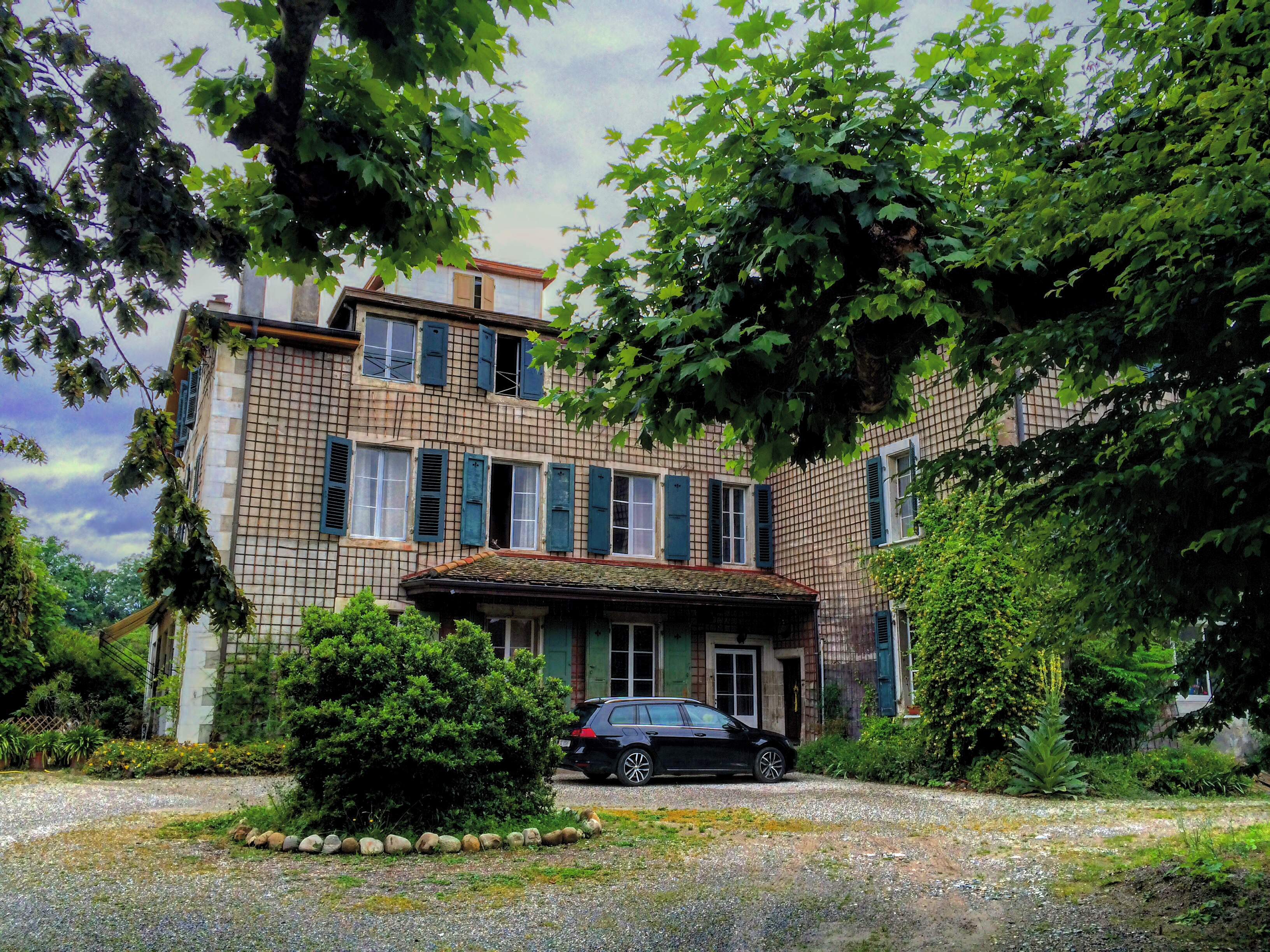
Maison de maître « Île Calvin », route de Pregny 17, 46° 14′ 03″ N, 6° 08′ 21″ E
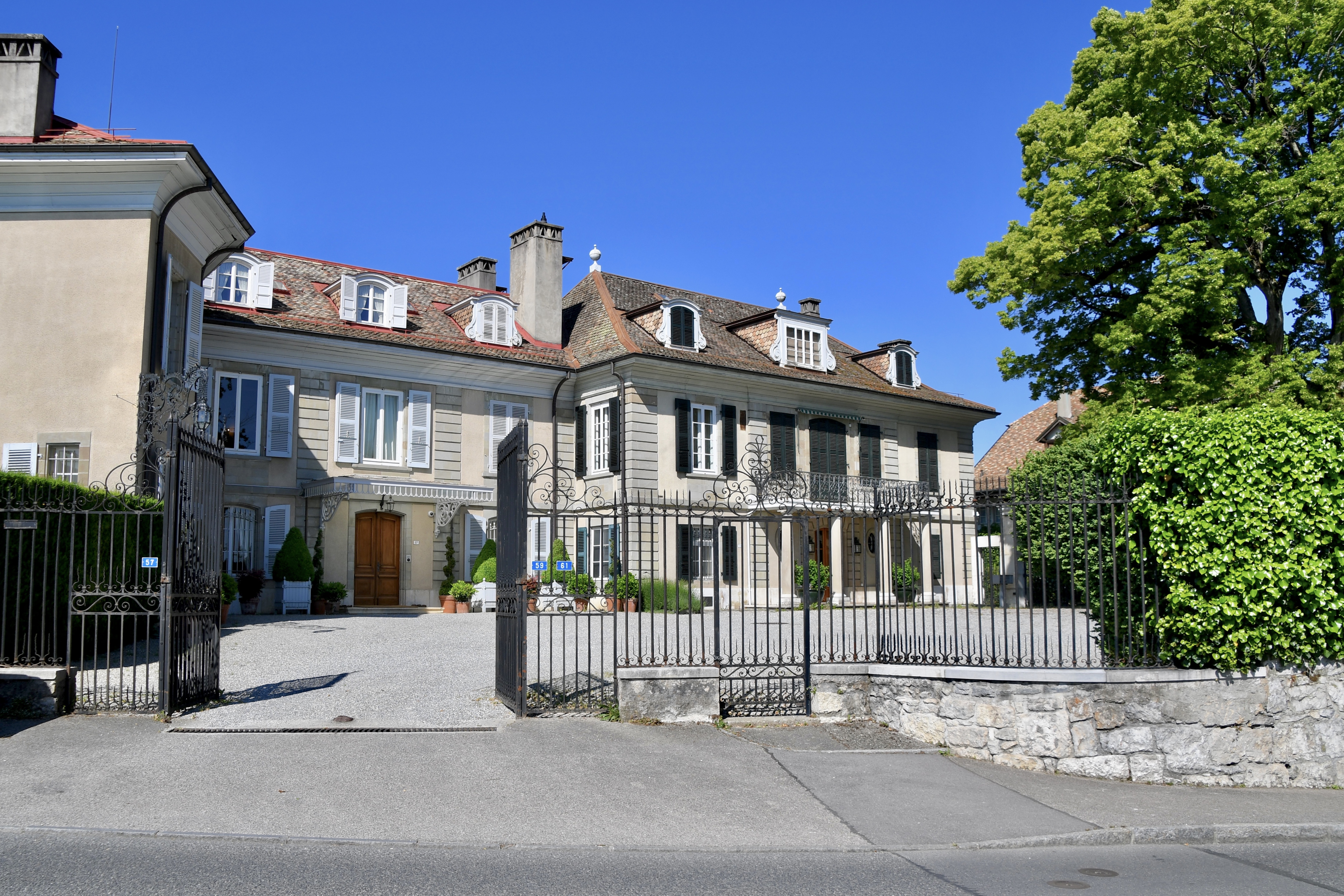
Maisons de maître « La Coudira », route de Pregny 55, 57, 59, 46° 14′ 30″ N, 6° 08′ 36″ E
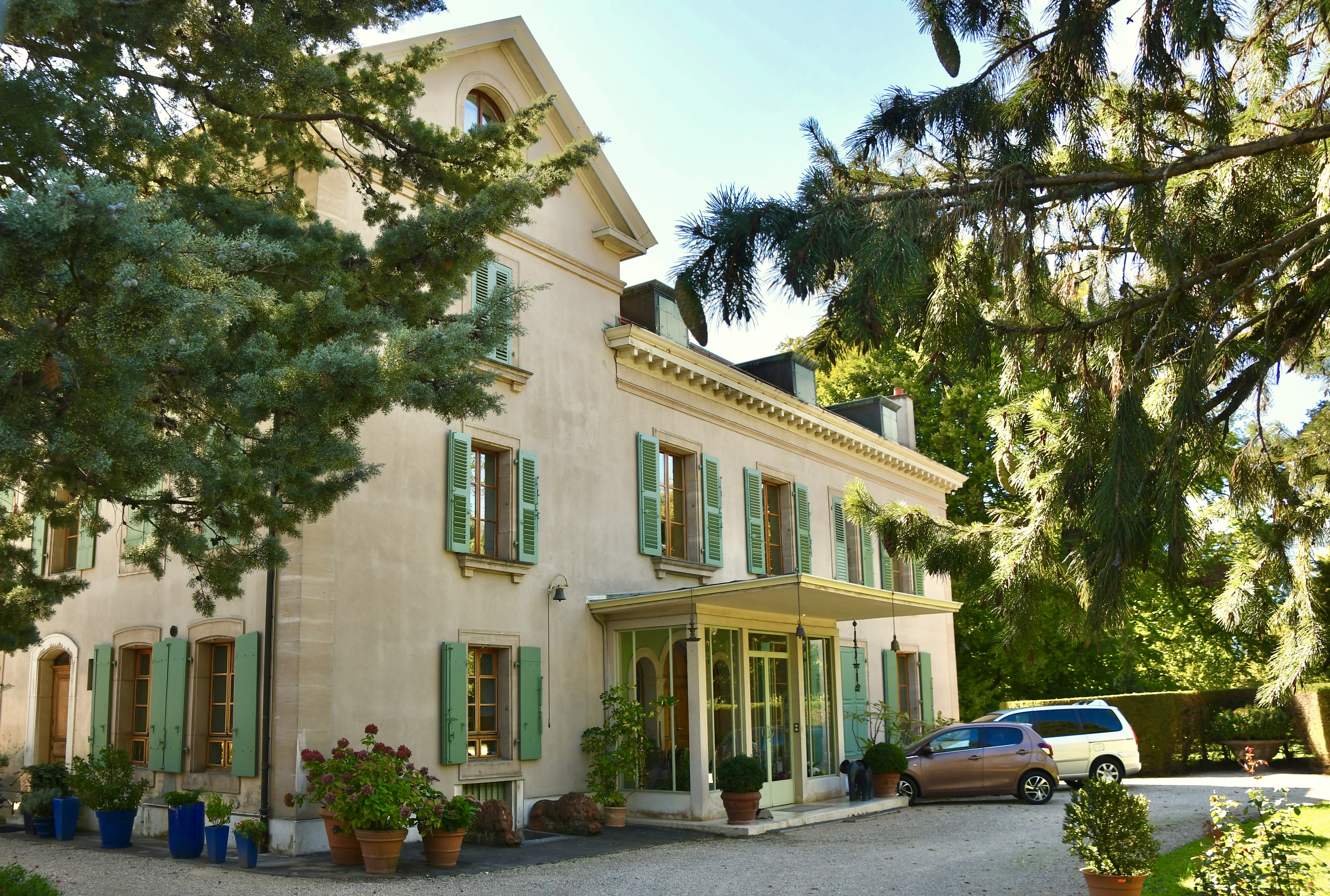
Maison de maître du Petit-Morillon, route de Pregny 3, 46° 13′ 46″ N, 6° 08′ 19″ E

#### Propriétés disparues
- La maison forte de la « Tour aux moines » (fin du XIIIe siècle) : appartenant successivement aux nobles d'Anières, Antoine Calvin et la famille Moine. Détruite au XVIe siècle[171];
- Le château de « Pregny-La-Tour » (fin du XVe siècle) : maison forte avec dépendances appartenant successivement à Marie Grifferat, Alexandre de Sales et Joséphine de Beauharnais. Complètement transformé en 1810 pour donner le château de l'Impératrice[172];
- La maison forte de Penthaz (XVIe siècle) : maison forte des seigneurs de Visency appartenant, par la suite, aux nobles de Saconnay, Marc Roset, l'Hôpital de Genève et Alexandre de Sales. Ce dernier rase la maison forte en 1761 et y construit l'actuel château de Penthes[173];
- L'ancienne maison de maître « Le Rivage » (?) : Grande maison de la famille Budé appartenant, par la suite, à la famille Boissier (dont Valérie de Gasparin et Edmond Boissier). La maison en ruine, celle-ci est rasée en 1896 laissant place à l'actuelle maison de maître « Le Rivage »[174];
- L'ancienne maison de maître « Rive de Pregny » (1807) : Maison appartenant successivement à Louise-Hélène-Henriette Miéville, Henri Baron, Antoine Bovy et Jaques-Louis Reverdin. Ce dernier démolit la maison en 1896 et construit l'actuelle maison de maître « Rive de Pregny »[175];
- La maison de maître « Pavillon de Pregny » (1825) : Maison de style grec conçue par Luigi Bagutti ayant appartenu à Auguste Saladin de Lubières. Rachetée en 1855 par le Baron Adolph Carl von Rothschild qui l'a démolit en 1858 et construisit l'actuel château de Pregny[176].
- La maison de maître « Les Pins » (dite également « Maison Cramer » ou « villa Roelbo ») (1853) : Maison de maître construite pour John-Abraham Bonnet. Elle a successivement appartenu à Jean-Martin Naef, Albert Firmenich-Bader, famille Cramer et Pierre Castel[177]. Détruite en 2021 par des promoteurs immobiliers afin d'y construire des immeubles.

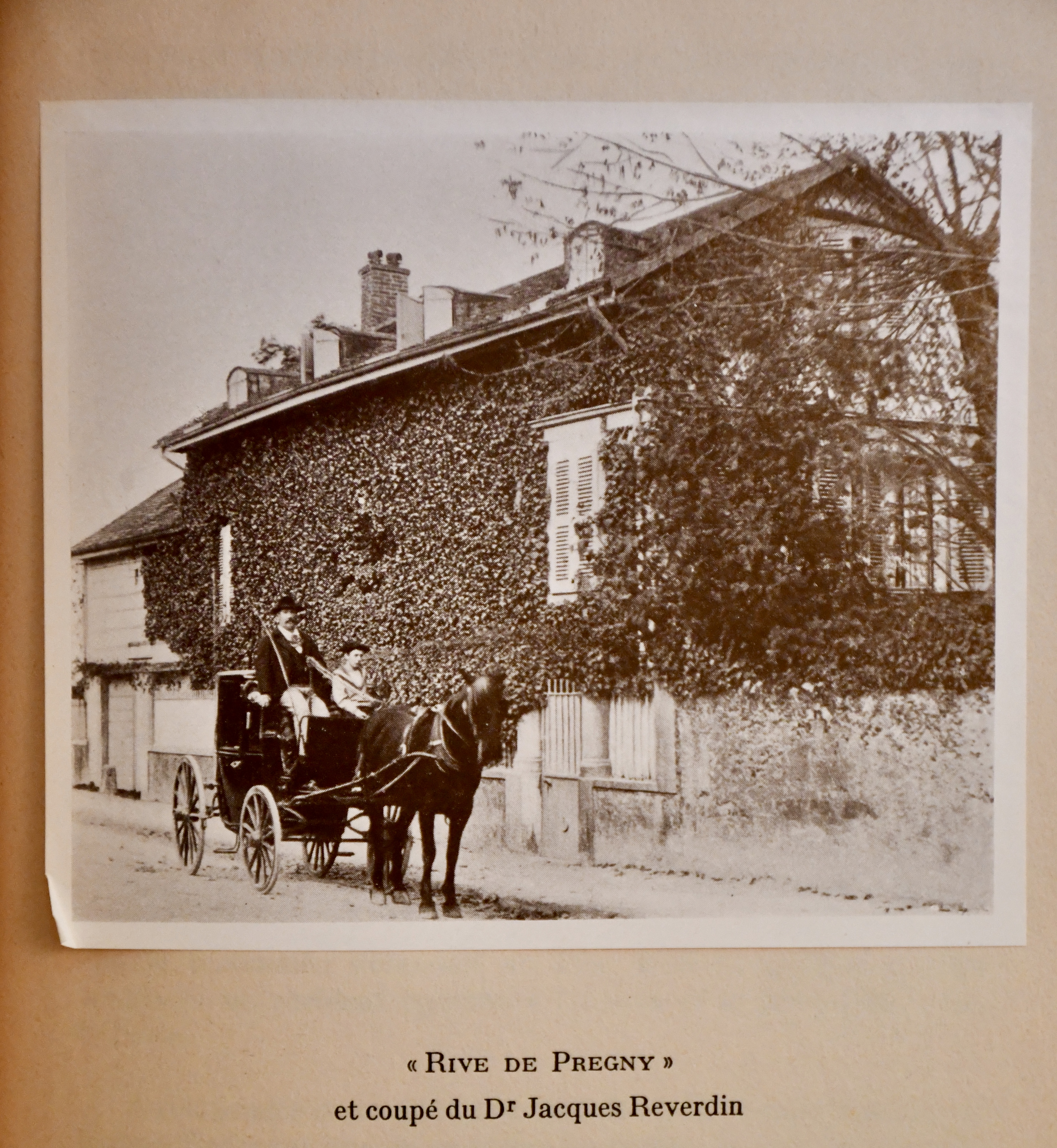
L'ancienne maison de maître « Rive de Pregny », Route de Lausanne 220, 46° 13′ 47″ N, 6° 08′ 59″ E
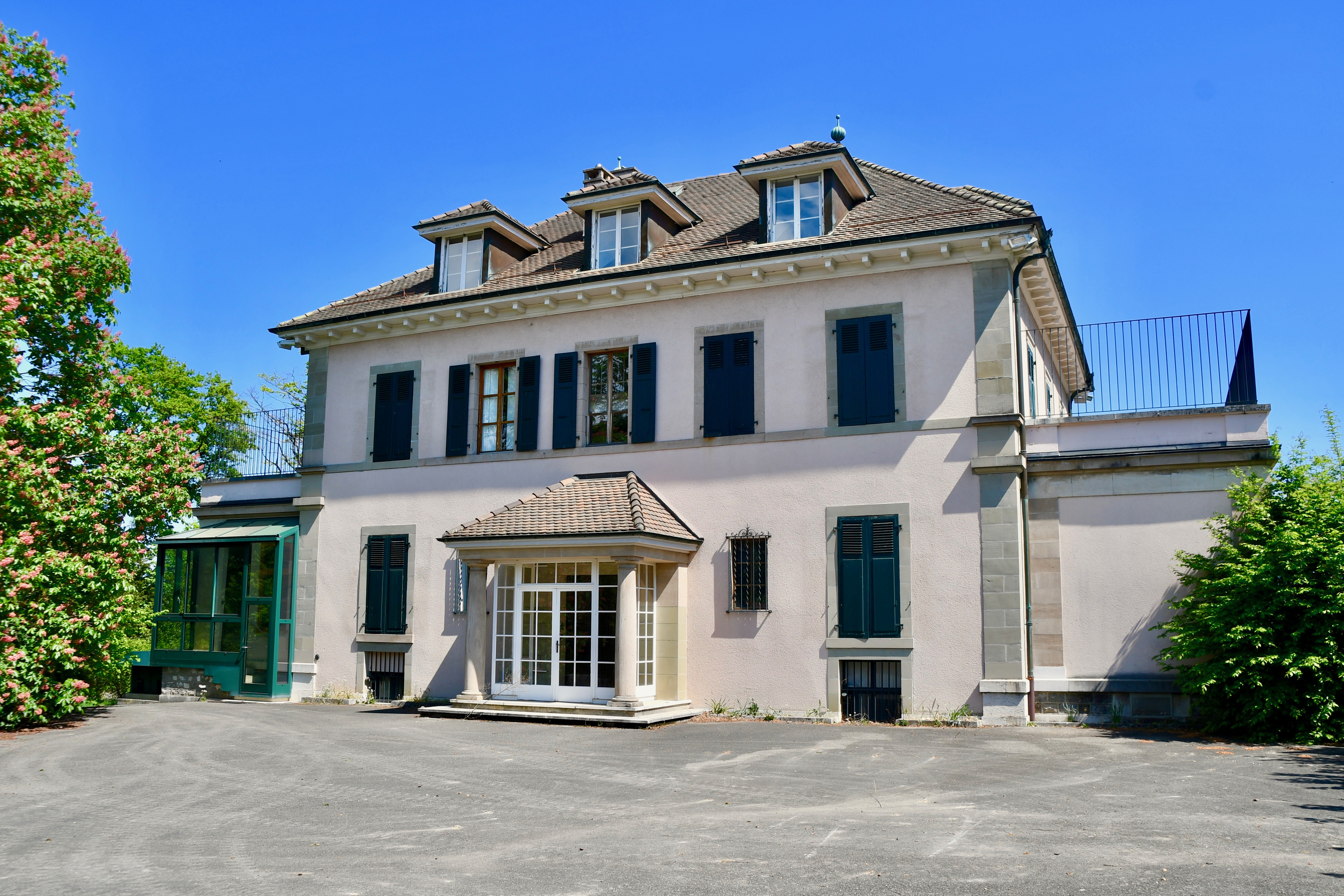
Maison de maître « Les Pins », Chemin de la Fontaine 23, 46° 14′ 41″ N, 6° 08′ 40″ E

#### Bâtiments religieux
Plusieurs religions chrétiennes sont présentes sur le territoire de la commune:
- L'église catholique romaine Sainte-Pétronille, (1863);
- La chapelle protestante des Cornillons (utilisée par l’église copte orthodoxe de l’archange Michel), (1901);
- L'église grecque orthodoxe Saint-Paul, (1967);
- La chapelle orthodoxe francophone de la Sainte-Trinité et de Sainte-Catherine, (1975);
- La chapelle orthodoxe roumaine de La Résurrection du Seigneur, (1975).

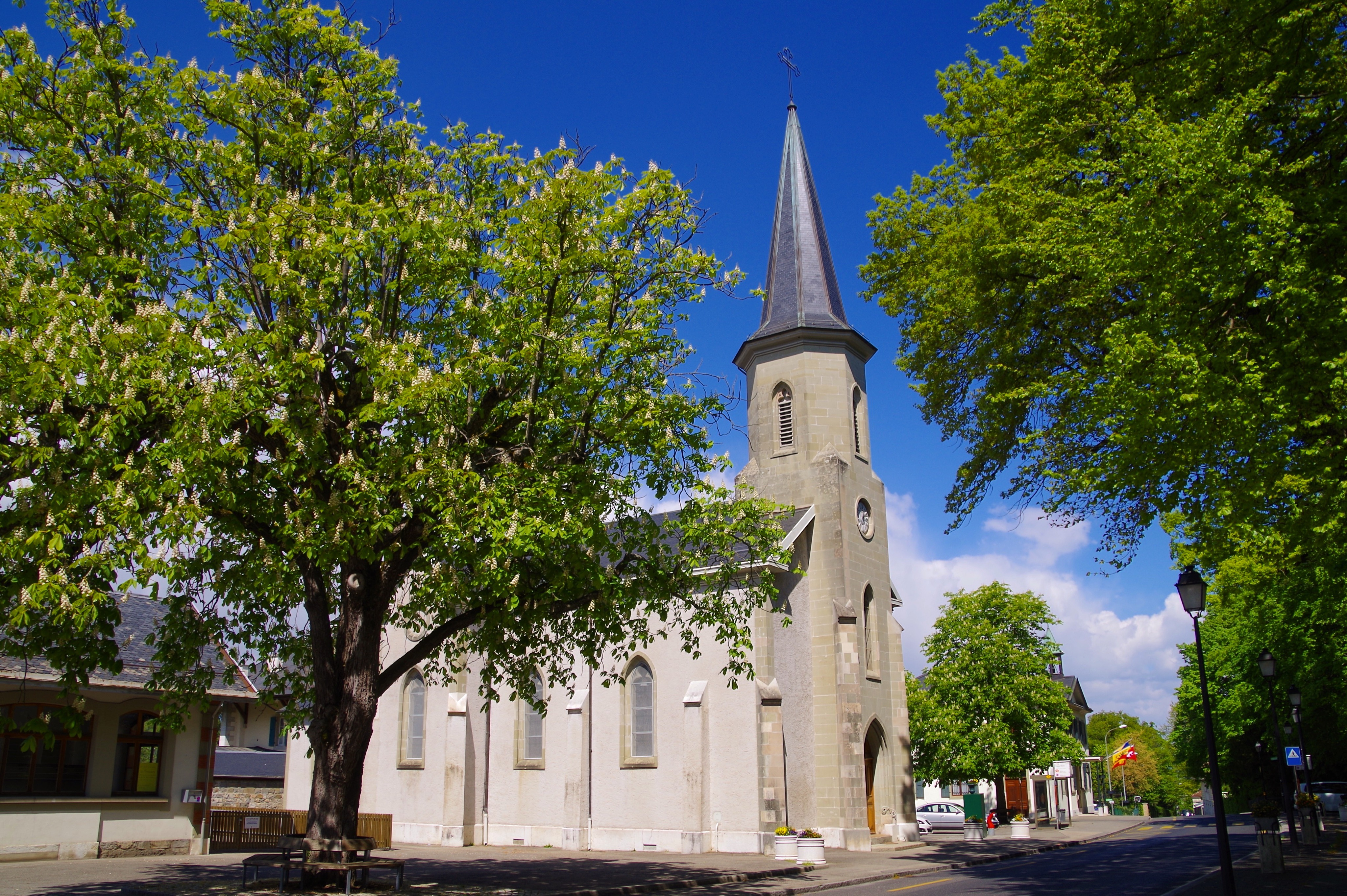
Église catholique romaine Sainte-Pétronille.
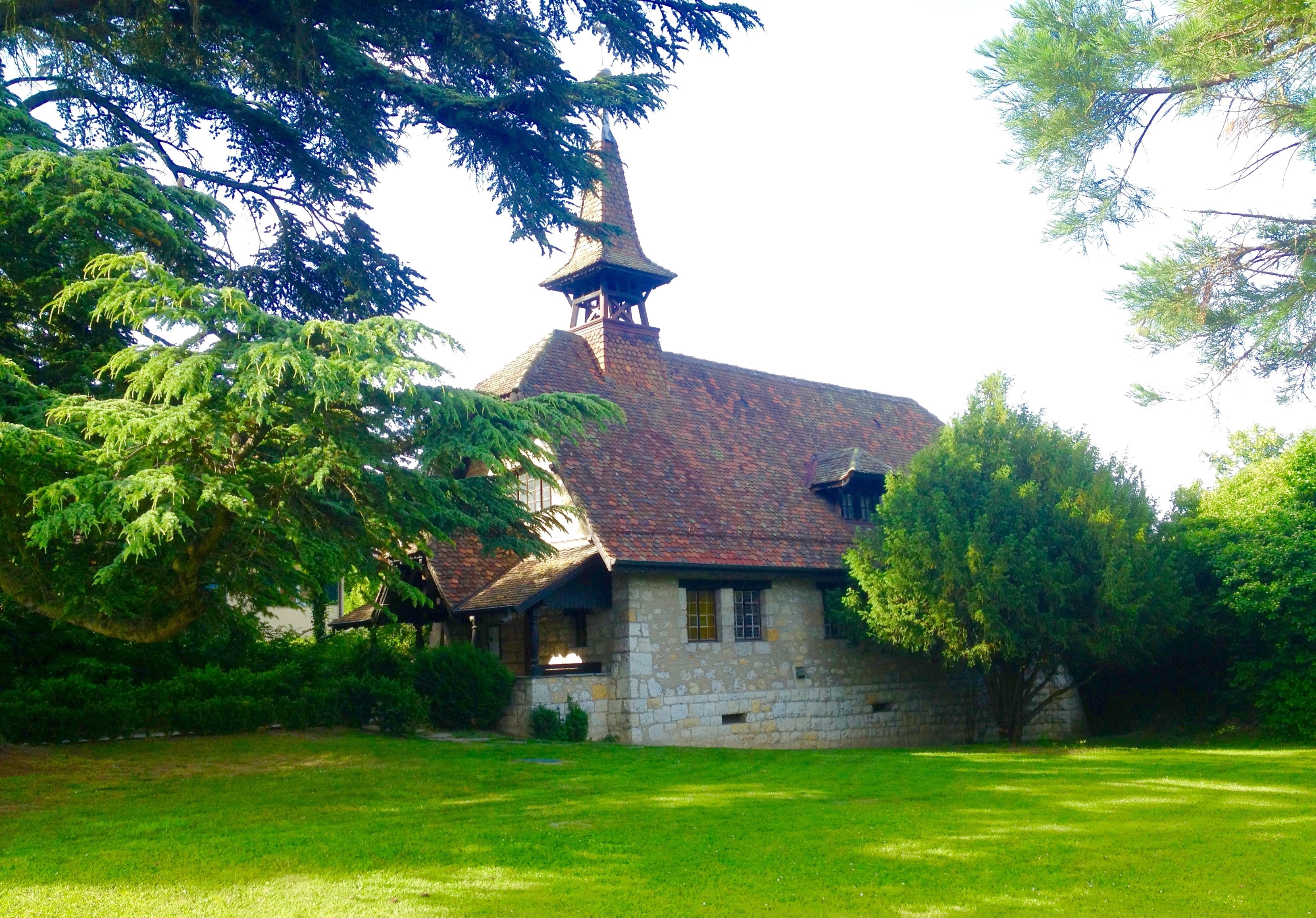
Chapelle des Cornillons.
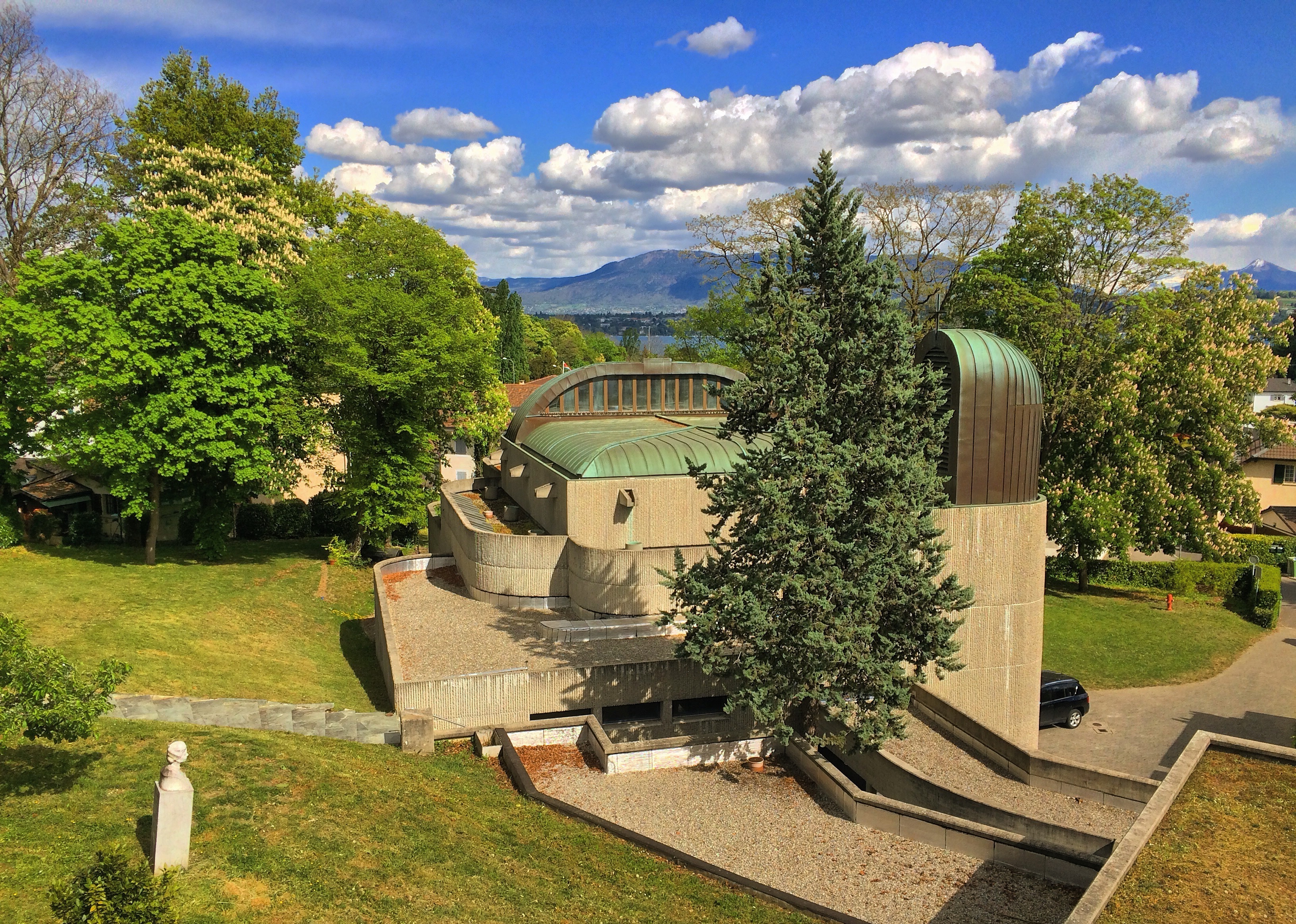
Église grecque-orthodoxe Saint-Paul et église orthodoxe de langue française de la Sainte-Trinité et de Sainte-Catherine.
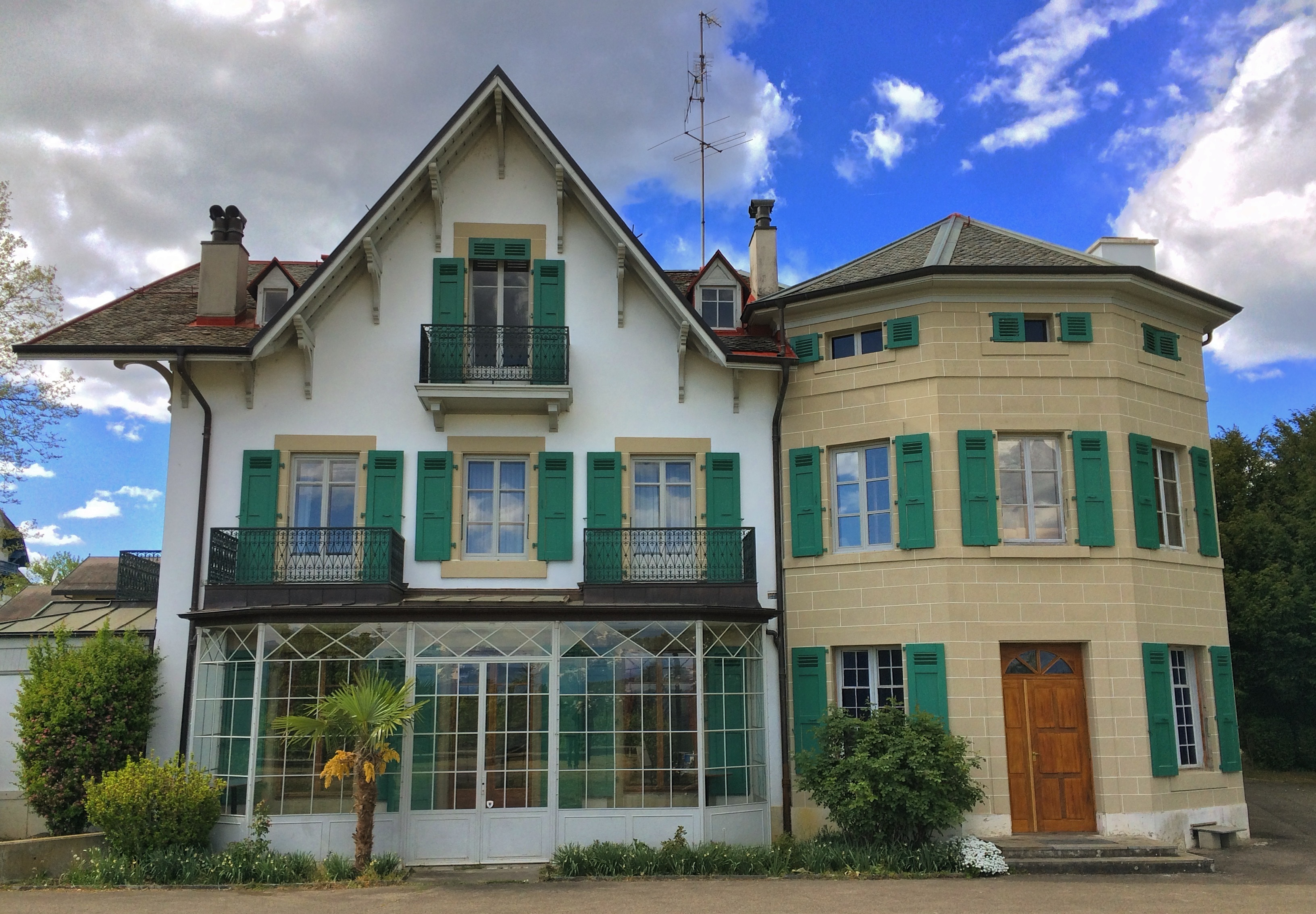
Chapelle orthodoxe roumaine de la Résurrection.

#### Musées
- Le musée de la fondation Otto et Régine Heim;
- Le musée militaire genevois;
- Le musée d'art chrétien.

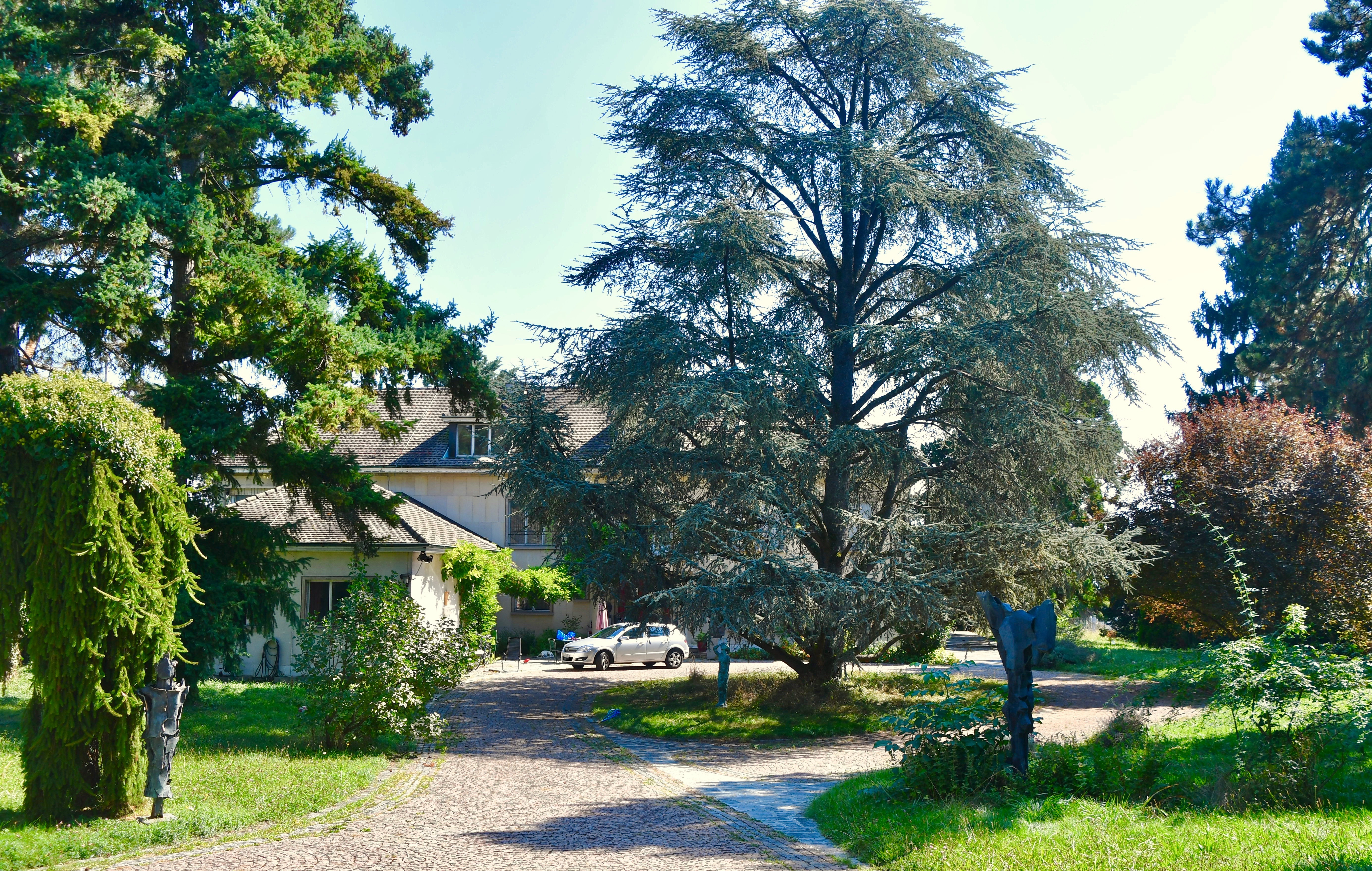
La villa Greta abritant le musée de la fondation Otto et Régine Heim.
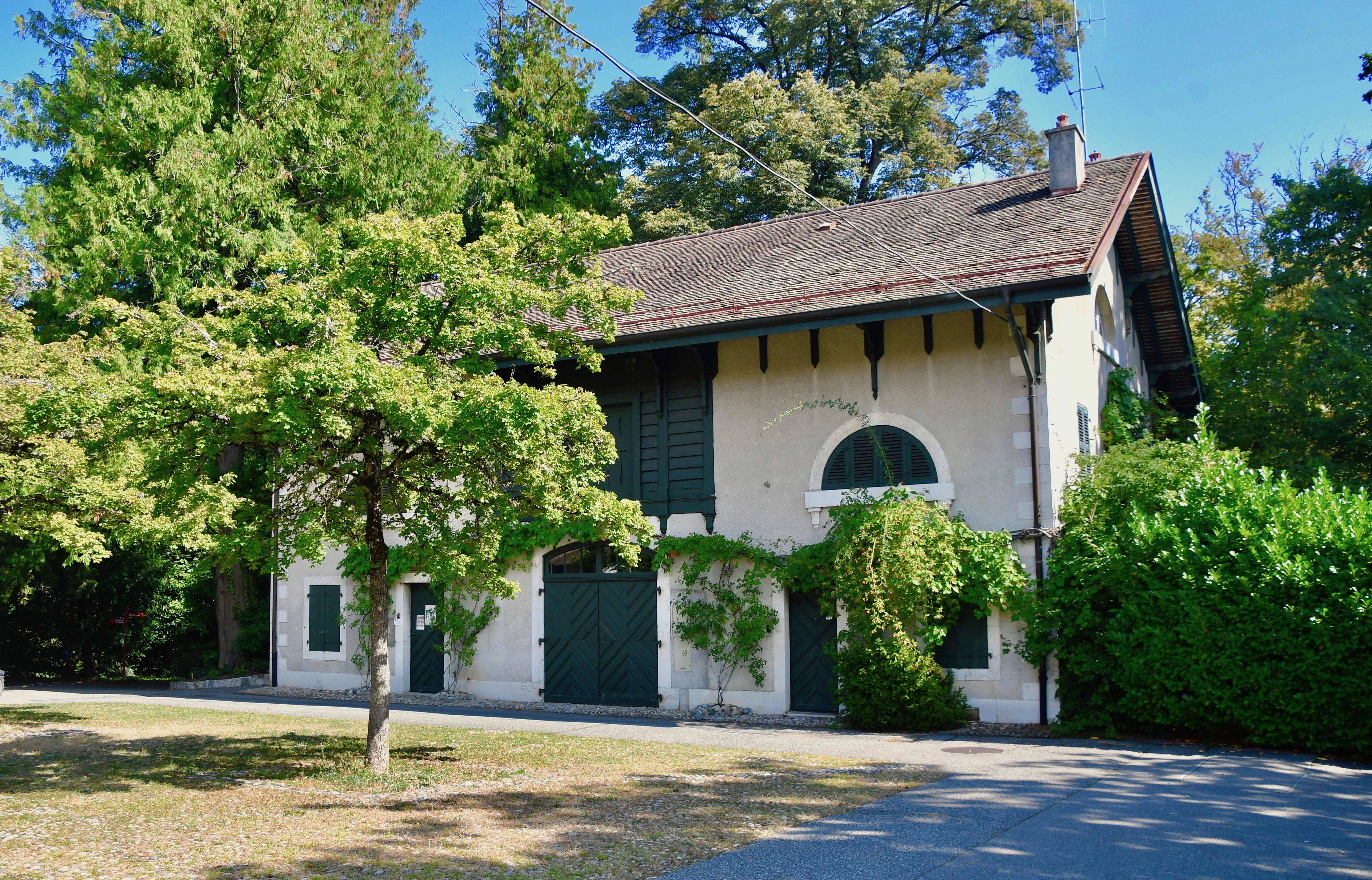
Le pavillon Dufour abritant le musée militaire genevois.
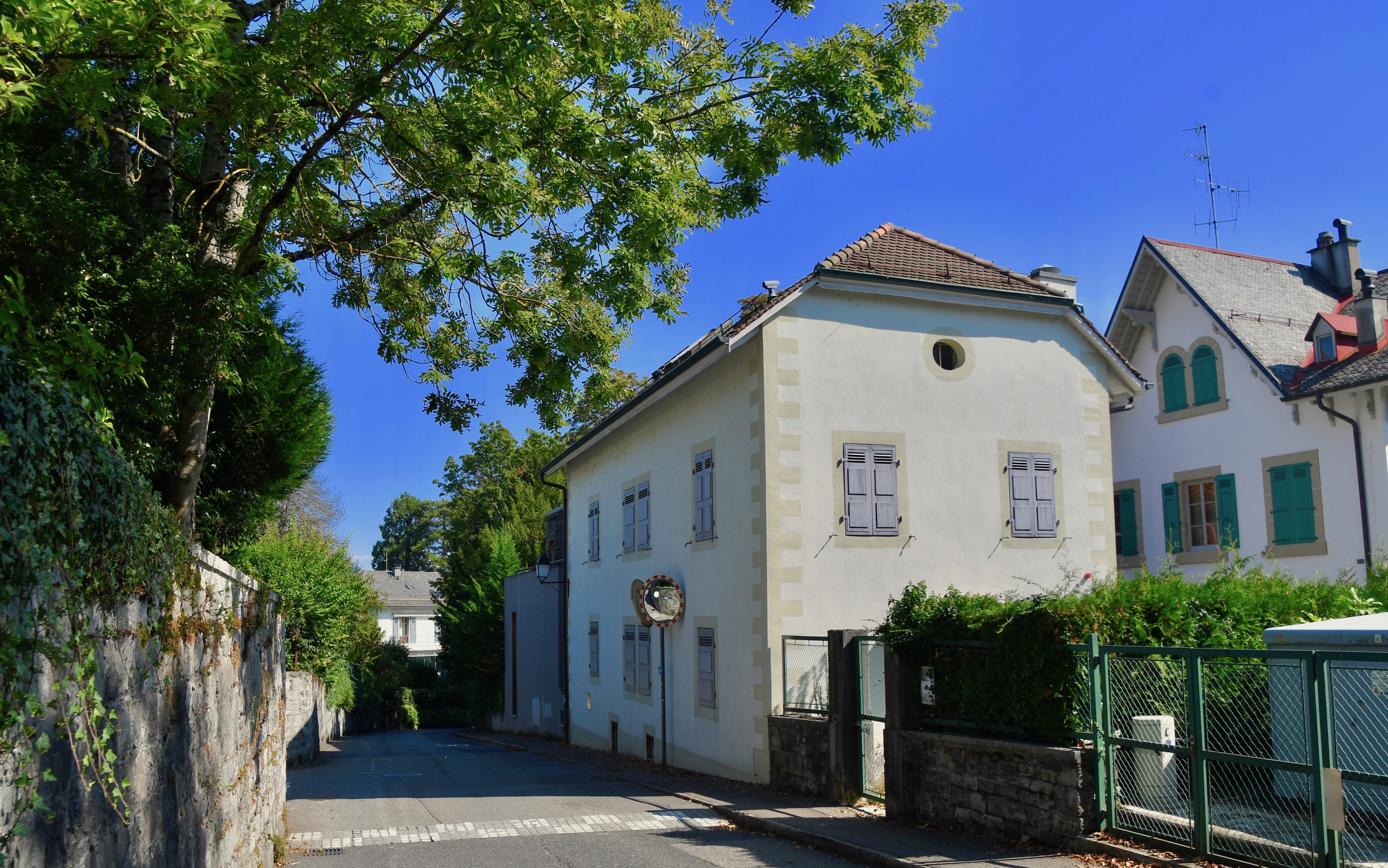
Le musée d'art chrétien.

#### Bâtiments communaux
- La mairie de Pregny-Chambésy et le bâtiment de l'arrondissement administratif de l'état civil "Rive droite du lac", (1835);
- La salle communale, (1957);
- Le centre de voirie, (1993);
- L'EMS « Nouveau Kermont », (1976).

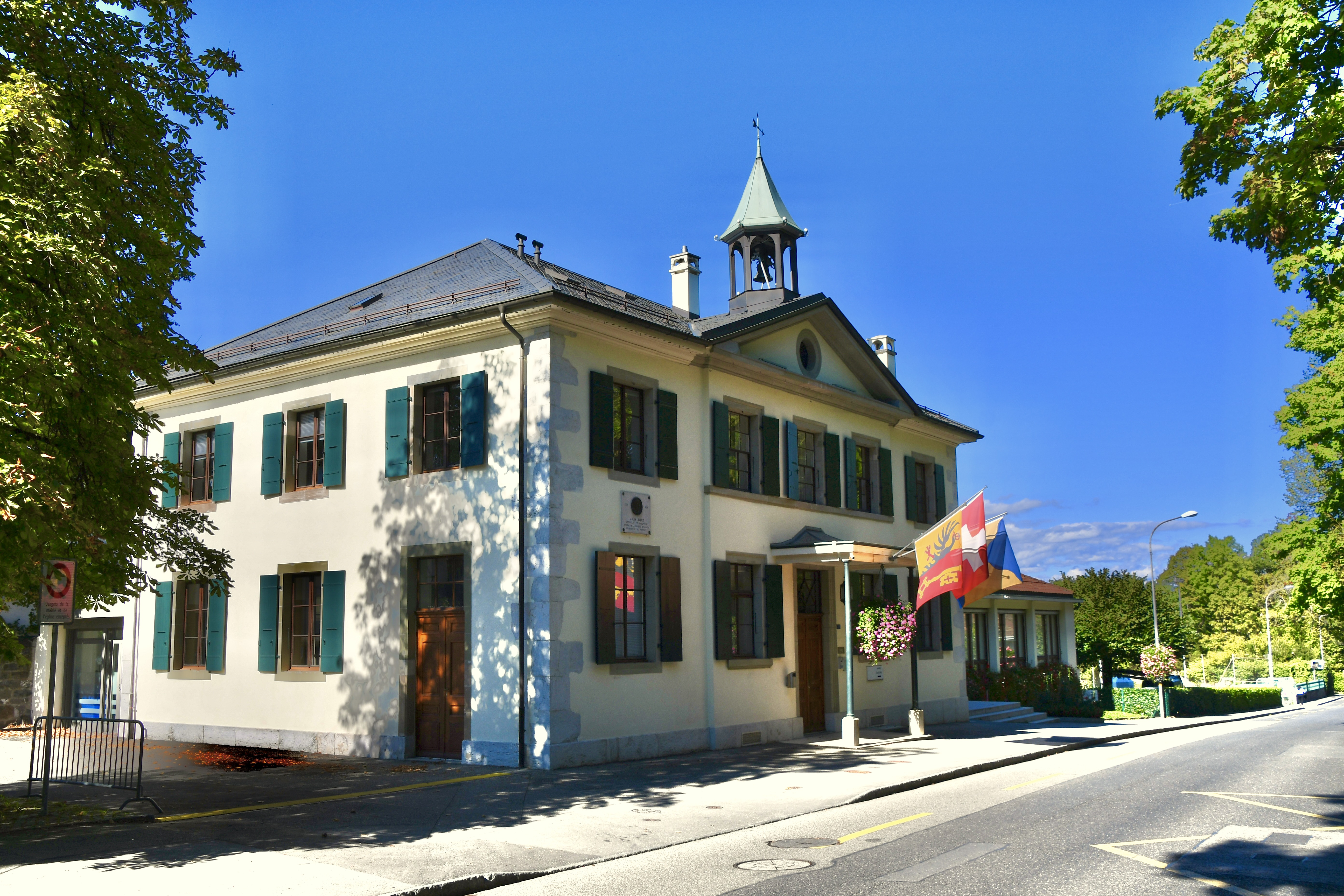
Bâtiment de la mairie et de l'arrondissement administratif de l'état civil "Rive droite du lac".
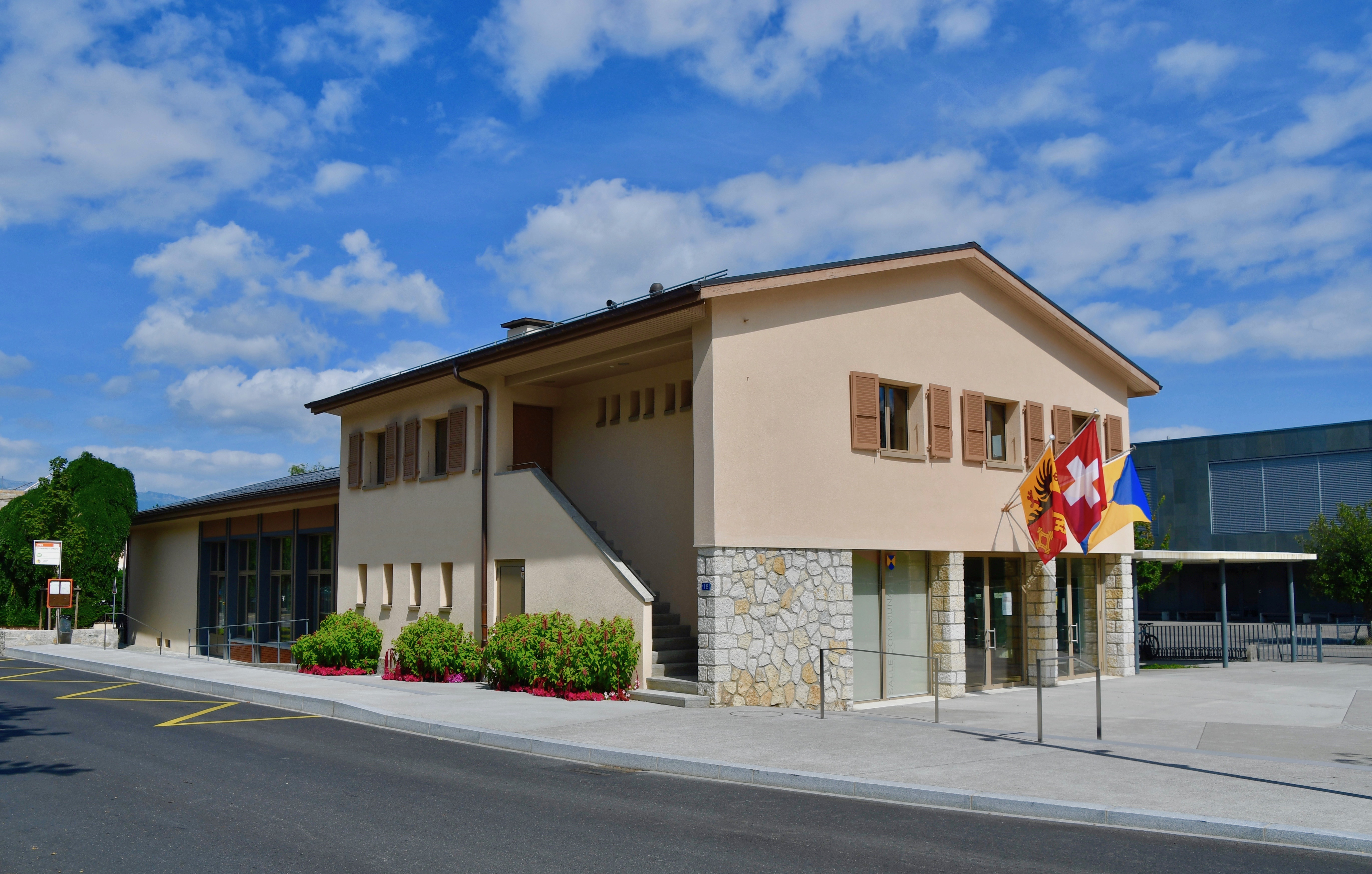
La salle communale.
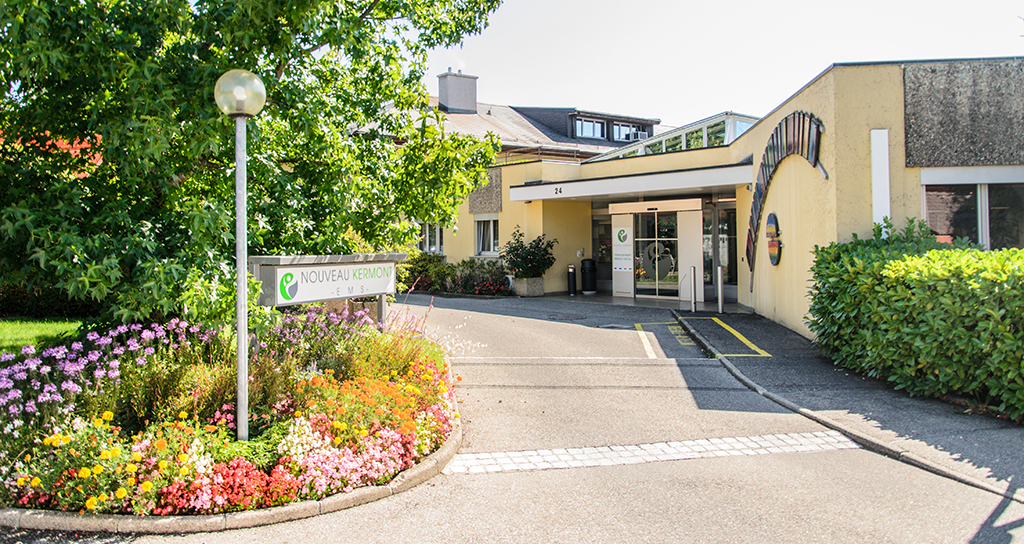
EMS « Nouveau Kermont ».

#### Bâtiments d'architectes
- Maison au Chemin de Valérie 100, par Charles Barde (1908)[N 37],[178];
- Villa « Terrasse-Midi », par Maurice Turrettini et Guillaume Revillod (1913)[178];
- Maison au l'Avenue de Tournay 39, par Maurice Braillard (1925)[178];
- Maison à la Route de Lausanne 268, par Marc-Joseph Saugey (1961)[178];
- Siège de l'Organisation mondiale de la santé, par Jean Tschumi et Pierre Bonnard (1966)[178];
- Maison au Chemin William-Barbey 18, par Robert Frei et Christian Hunziker (1969)[179];
- Maison au Chemin des Cornillons 19, par Pierre-Alain et Nicole Staehli Pierre-Alain et Nicole (1981)[178].

#### Monuments
- Millénium, le plus grand sablier d'Europe[180];
- Les serres de Pregny (Propriété privée, Conservatoire et Jardin botaniques de la ville de Genève), (1860)[181];
- Le pressoir de la Coudira, (1979)[182],[N 38] ;
- Les trois maisons de l'Exposition nationale suisse, (1896) ;
- La statue Le petit pêcheur de Walter Adam, (1961)[N 39];
- La sculpture Arc en Ciel de André Bucher, (1992);
- La sculpture Corps et Graphie de Pierre Jaggi, (1991)[183],[184];
- La statue Podium représentant Le Chat de Philippe Geluck, (2022)[185];
- La statue Roméo et Juliette représentant Le Chat de Philippe Geluck, (2022)[185];
- La statue Sur le Fil représentant Le Chat de Philippe Geluck, (2022)[185];
- Le mémorial de la vaccination contre la variole ;
- Le mémorial de l'onchocercose ;
- Le bas-relief Diokles Kupinovo de Mme Eichmann, (1979)[186] ;
- L'ancien poids public de Pregny.

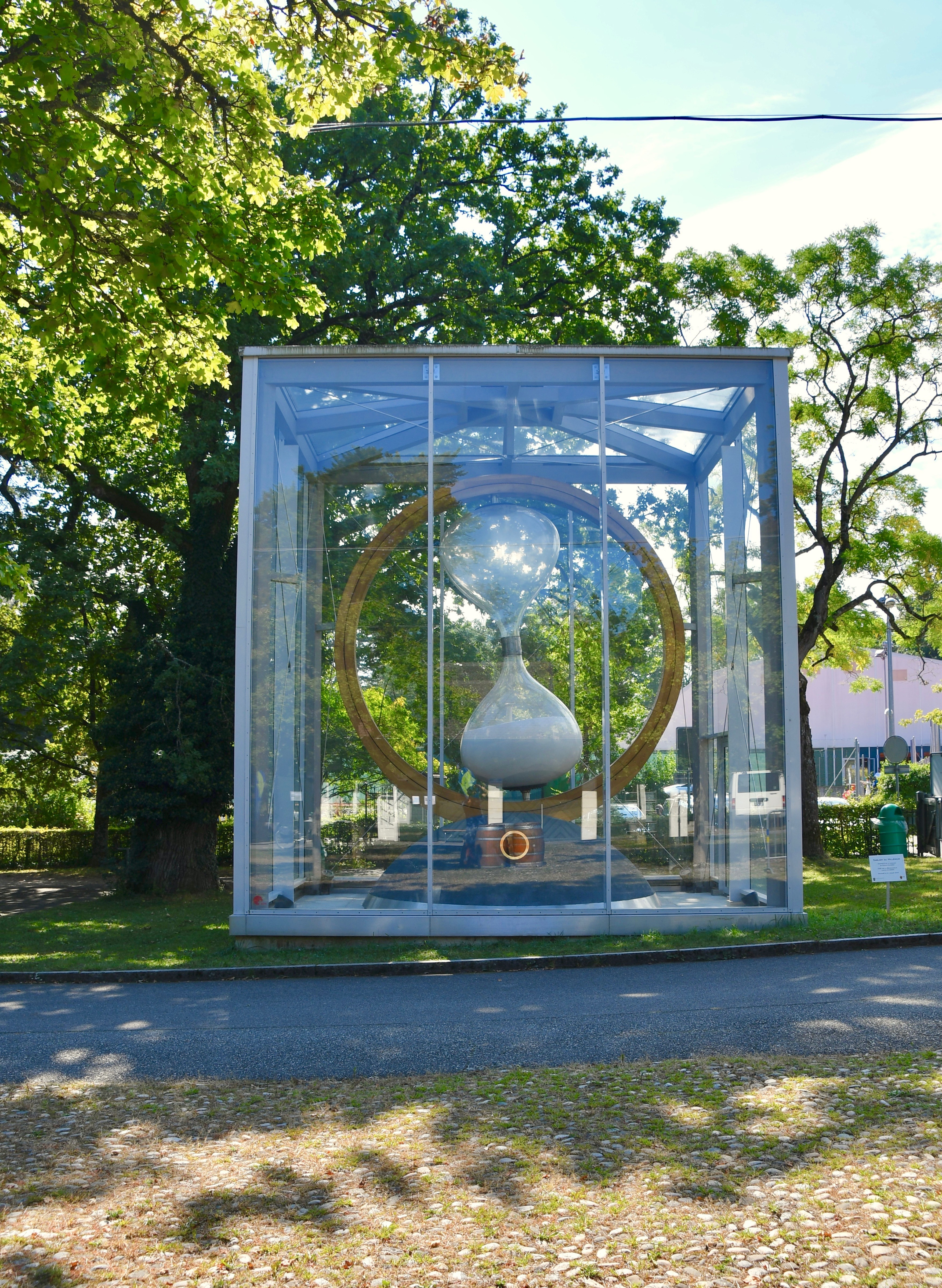
Le sablier Millénium.
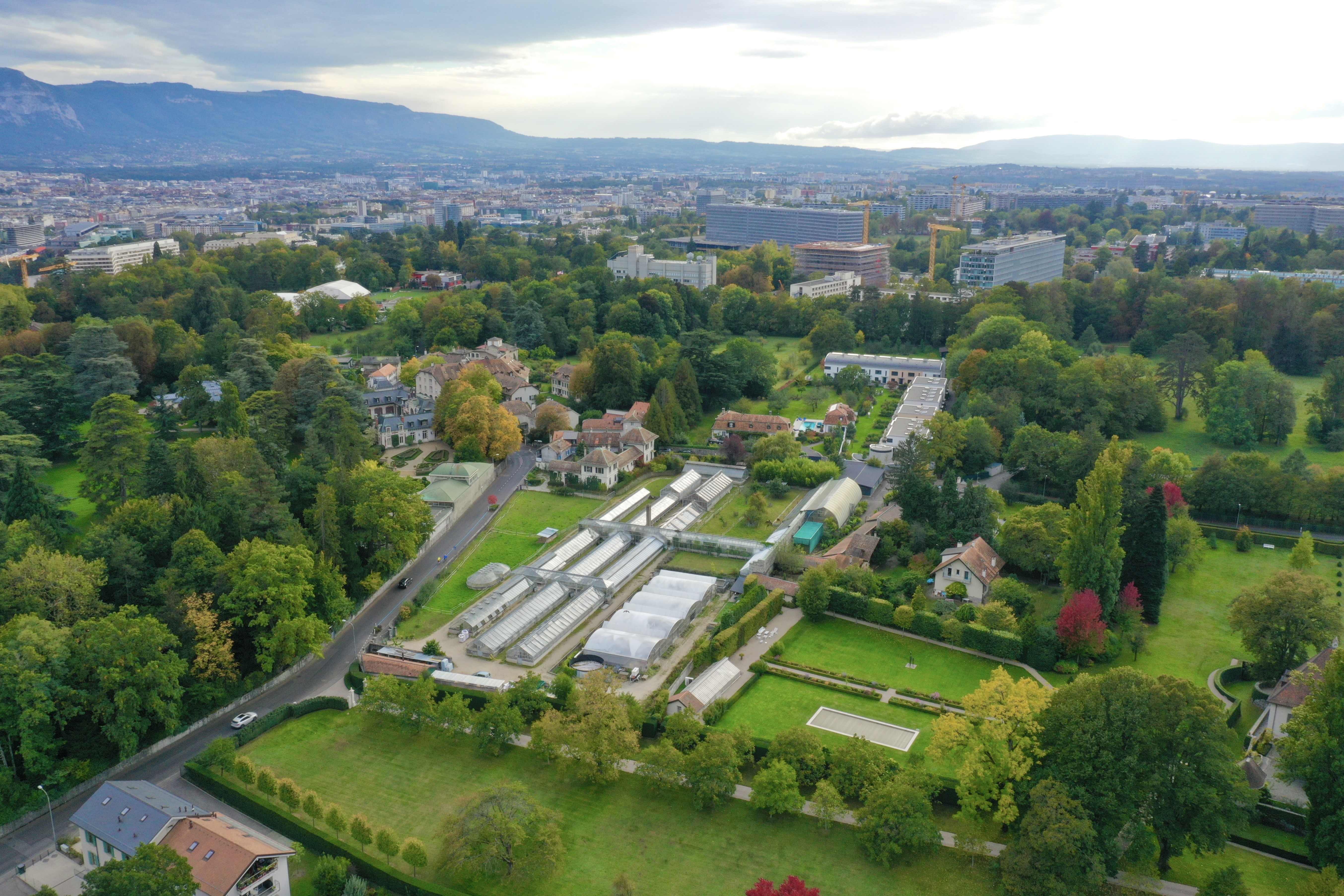
Les serres de Pregny.
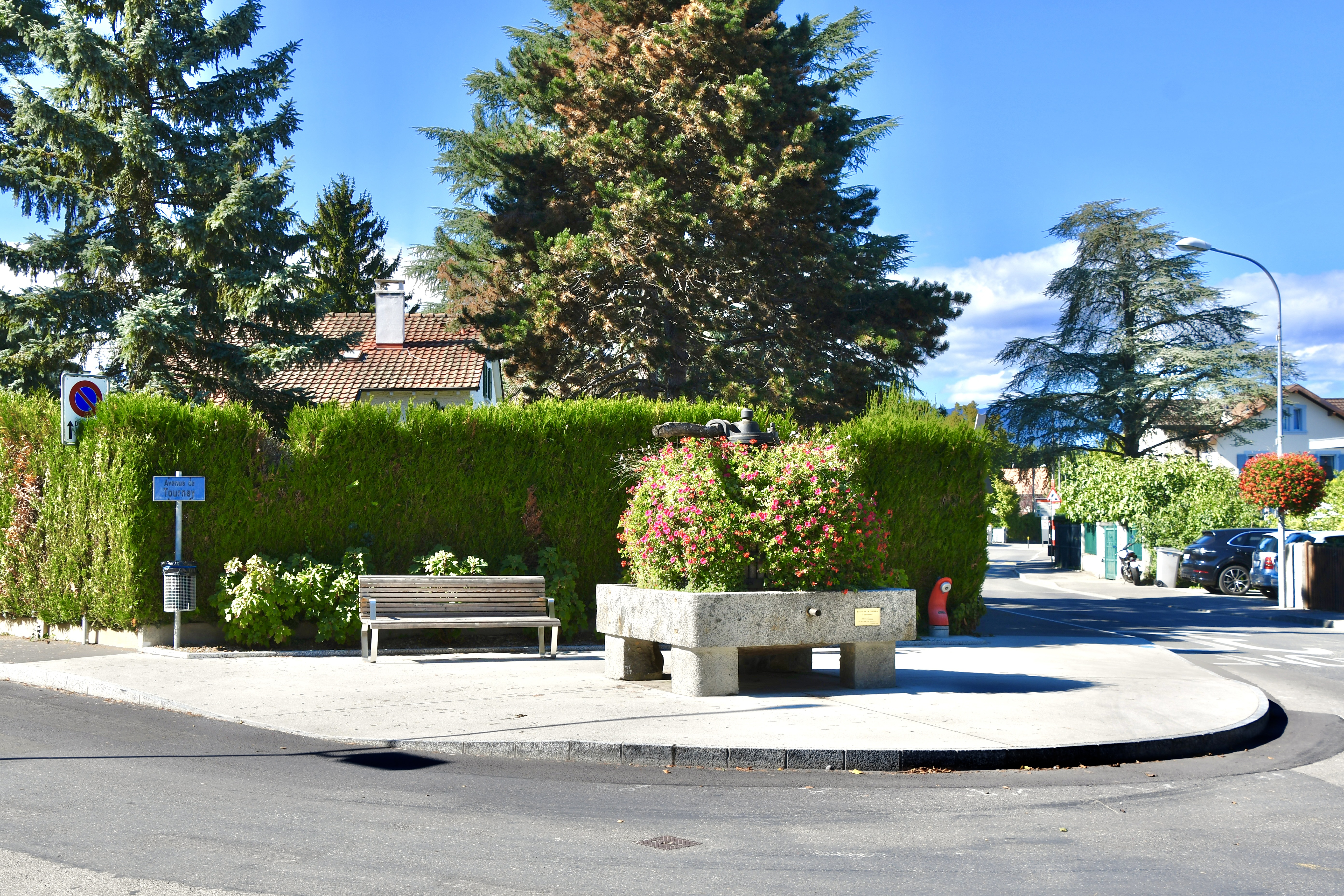
Pressoir de la Coudira.
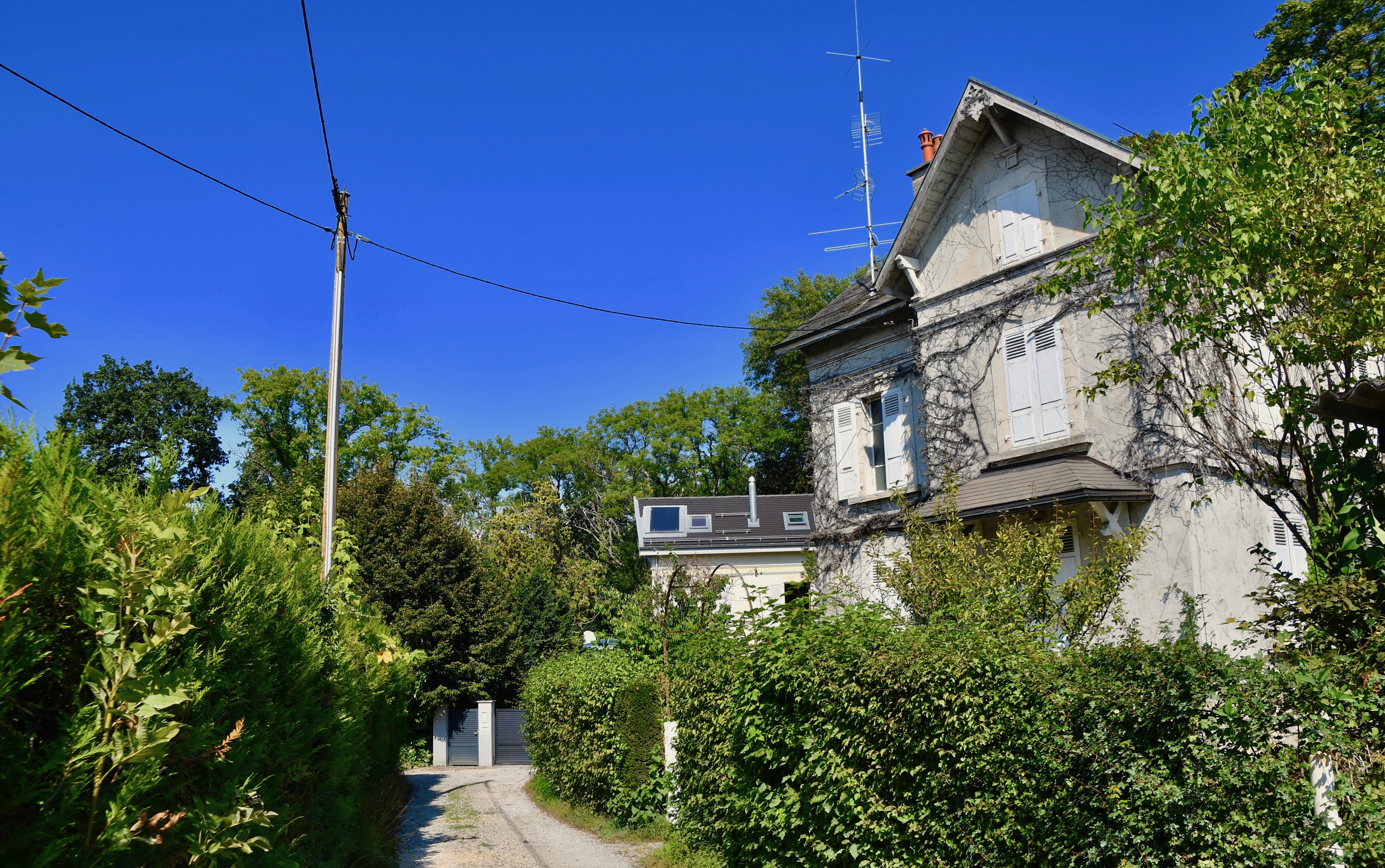
Maisons de l'Exposition nationale suisse de 1896.
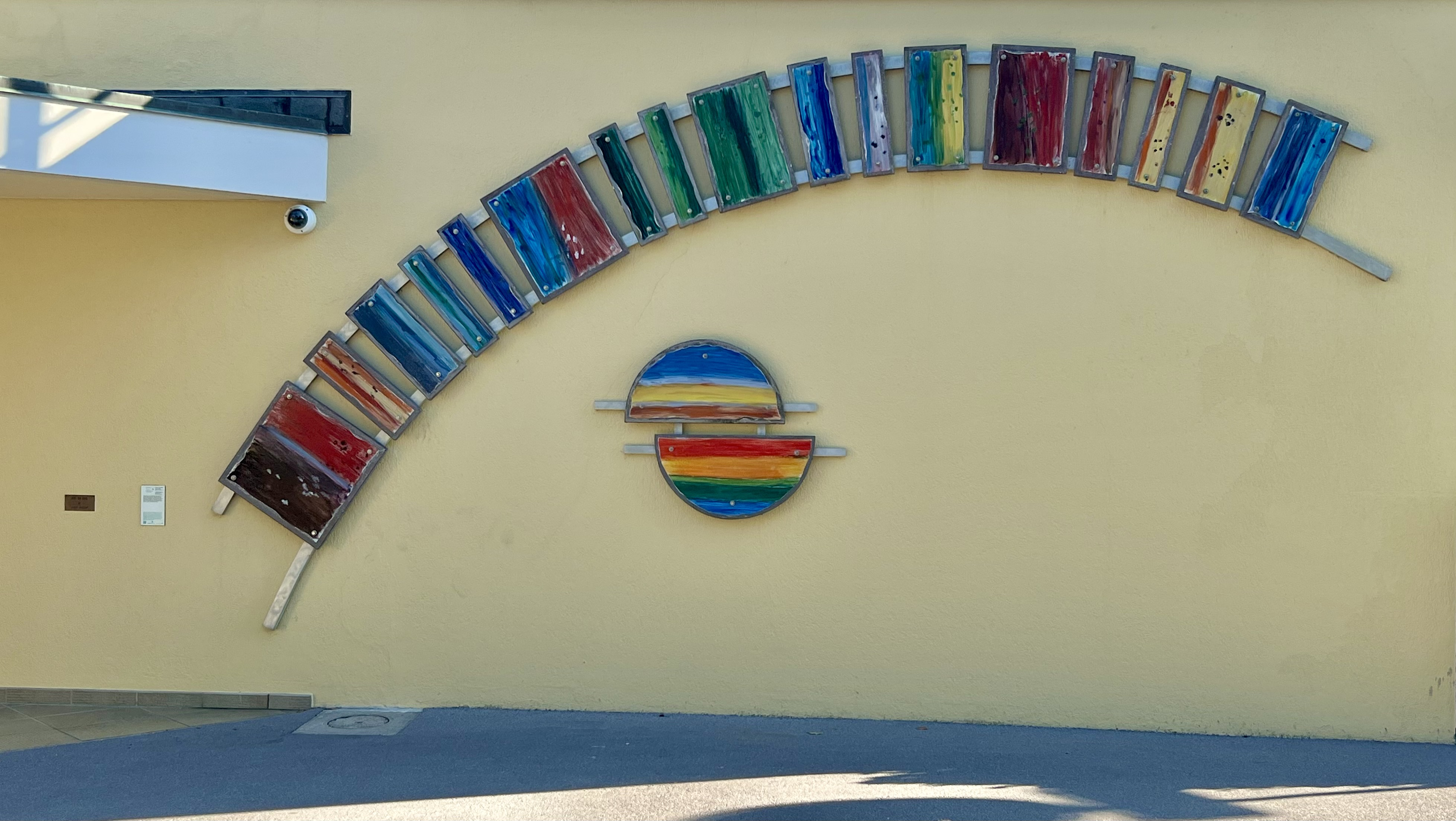
Sculpture Arc en Ciel.
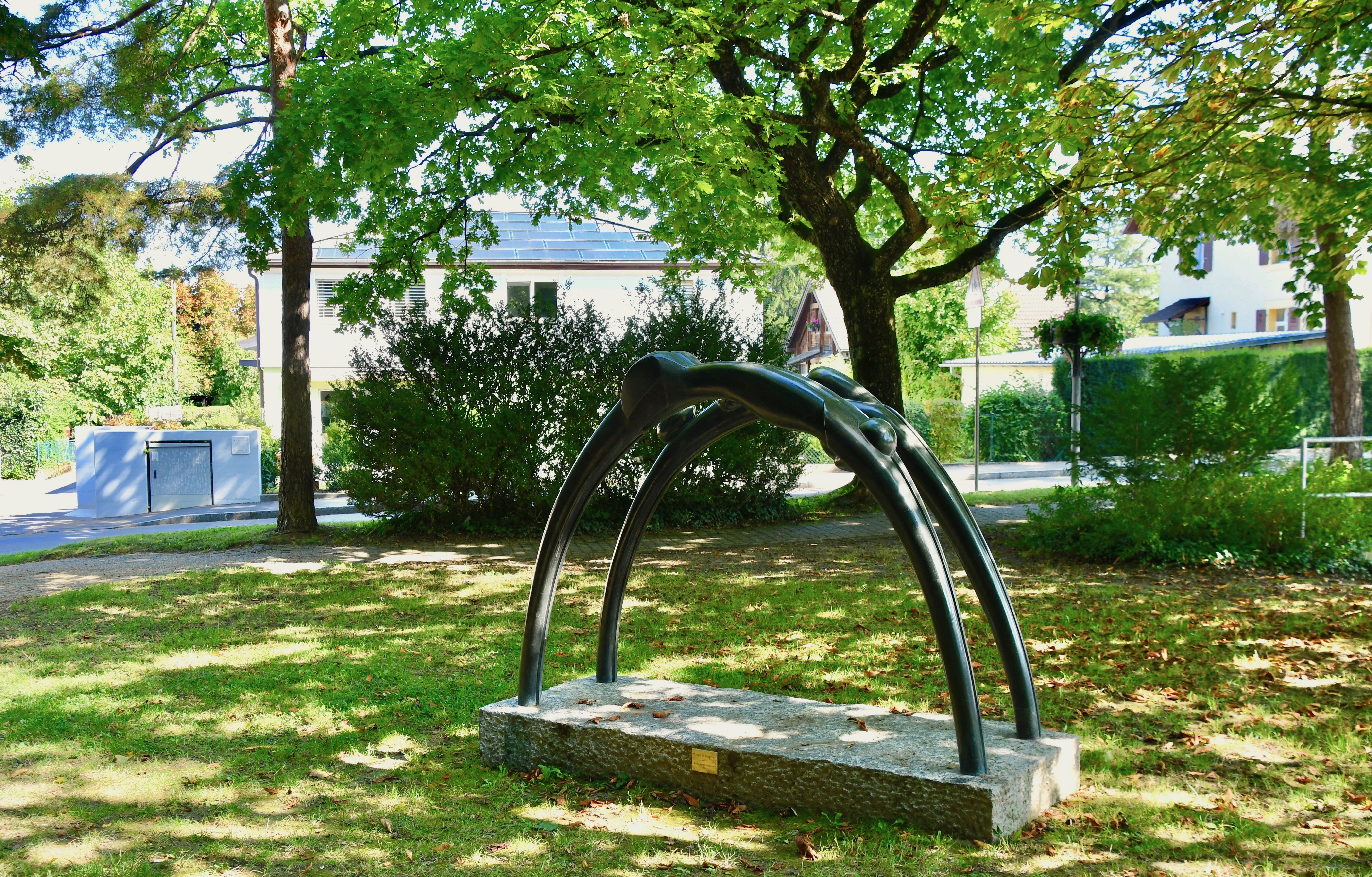
Sculpture Corps et Graphie.
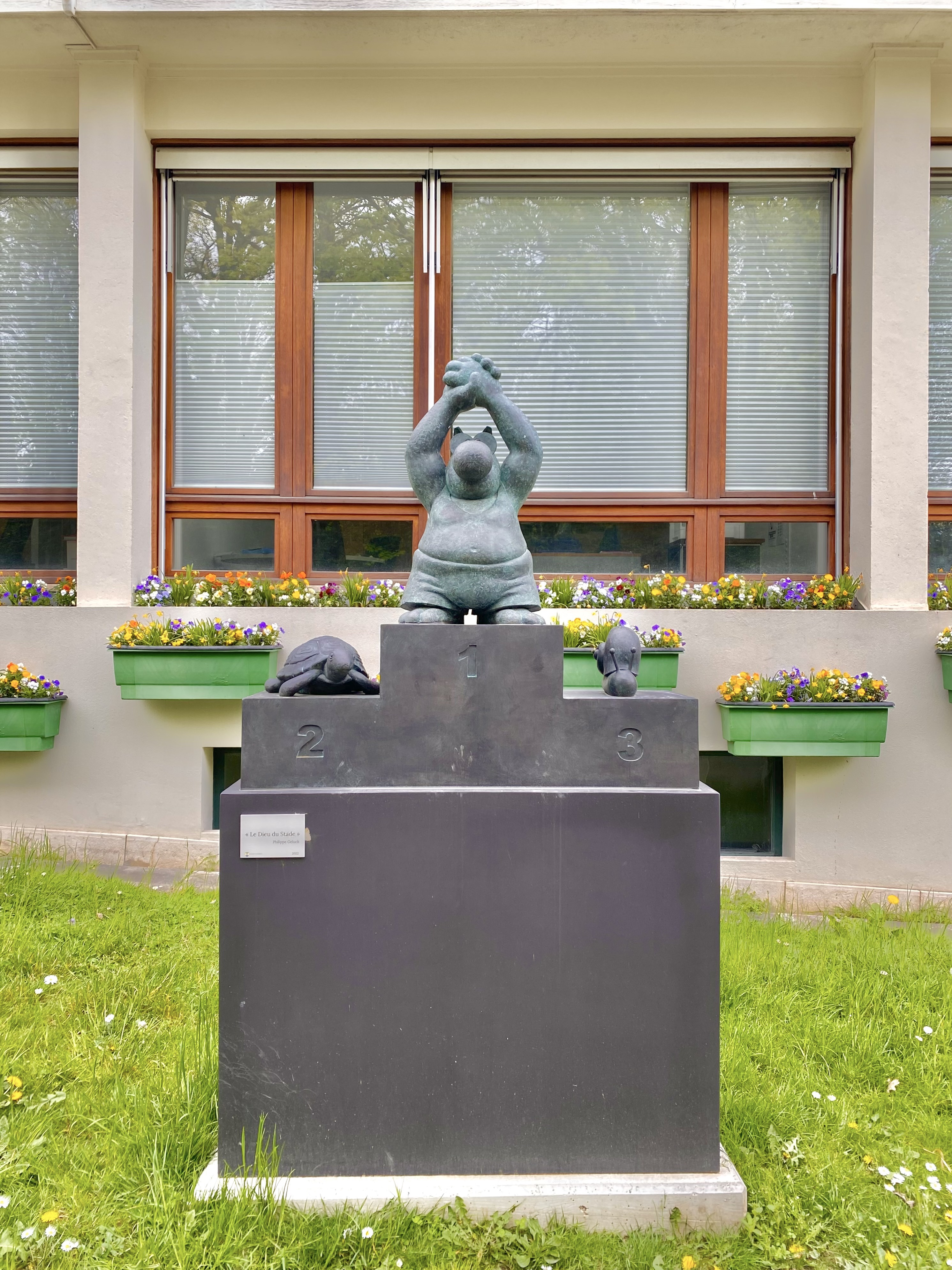
Statue du chat Podium.
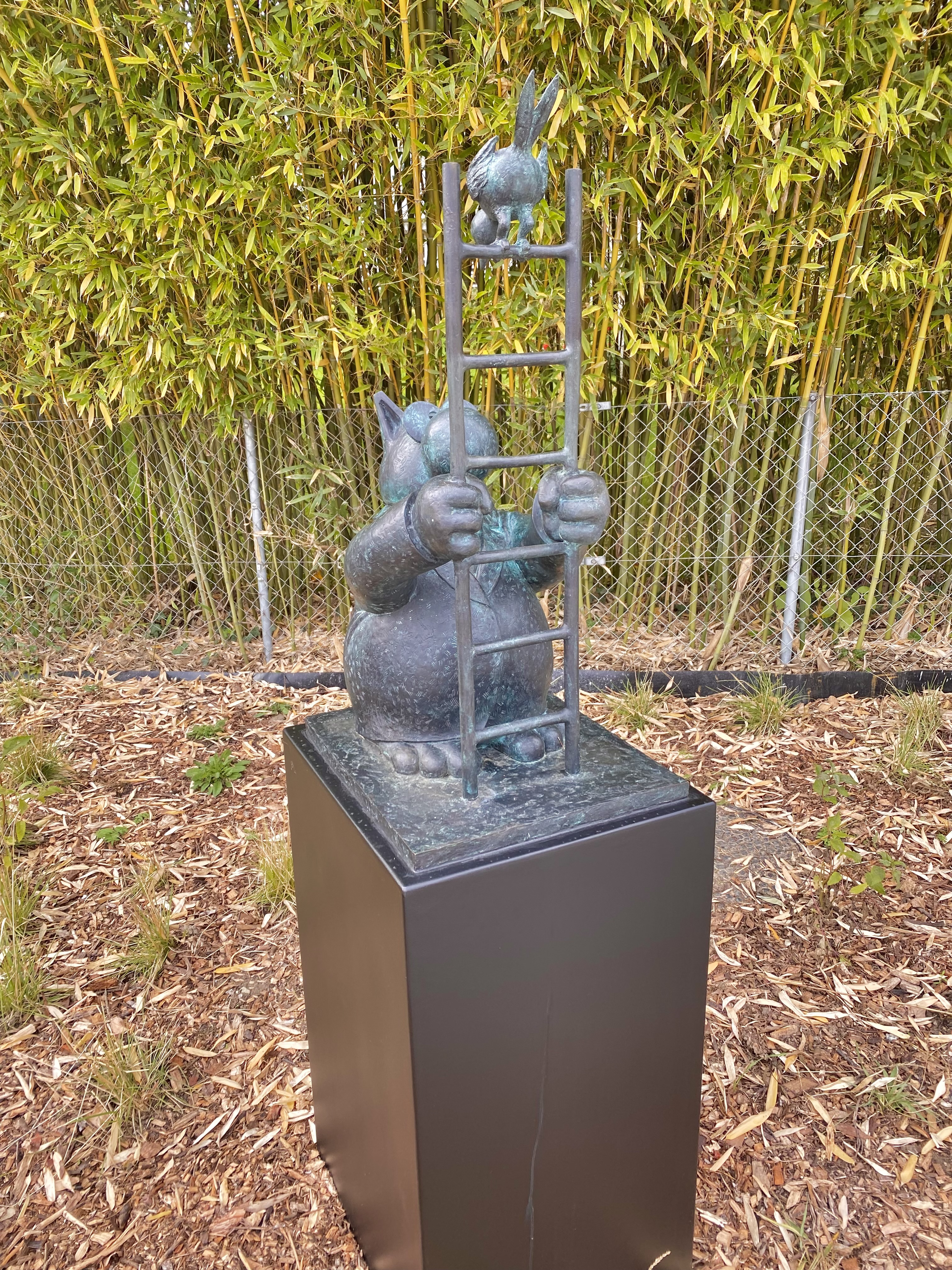
Statue du chat Roméo et Juliette.
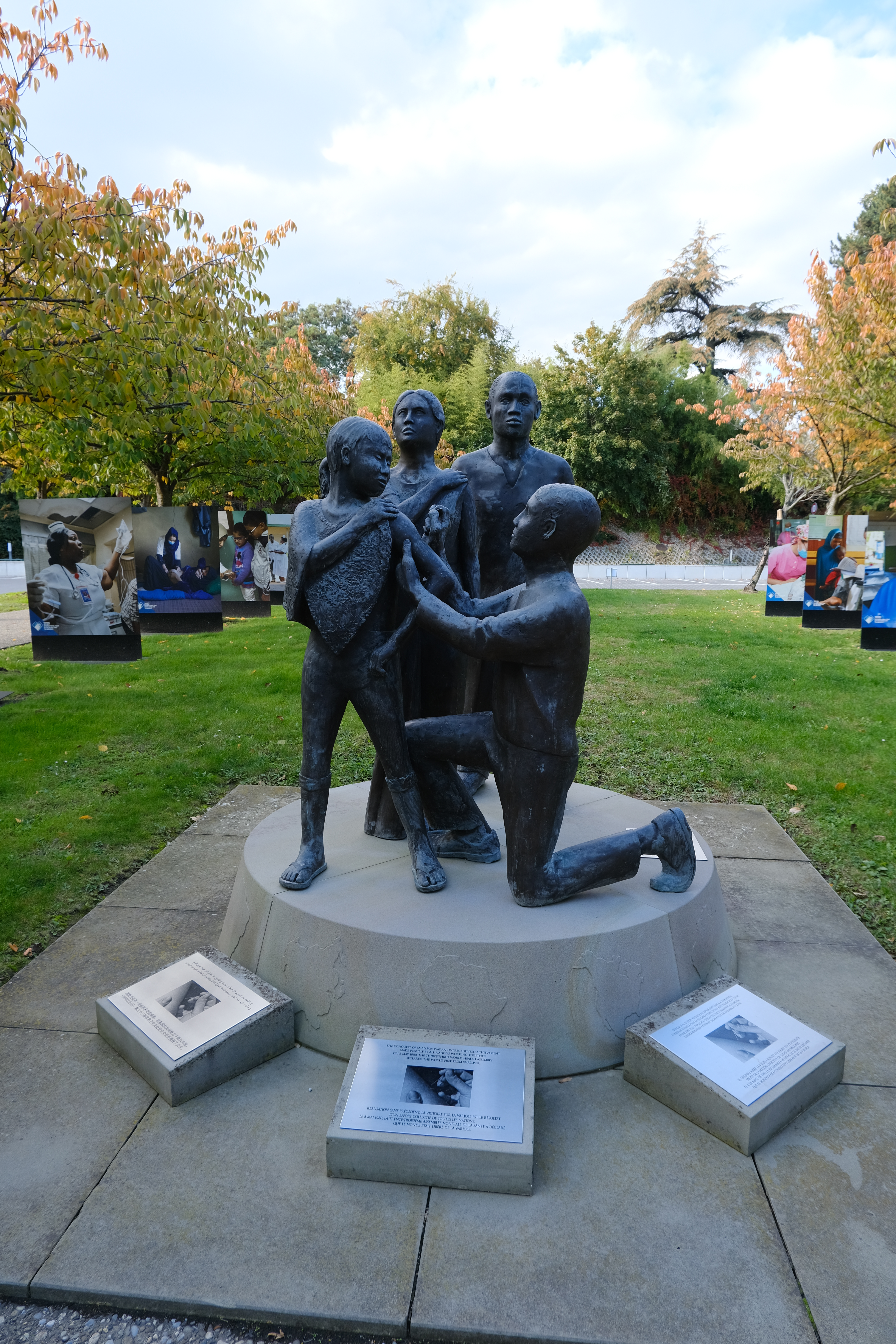
Mémorial de la vaccination contre la variole.
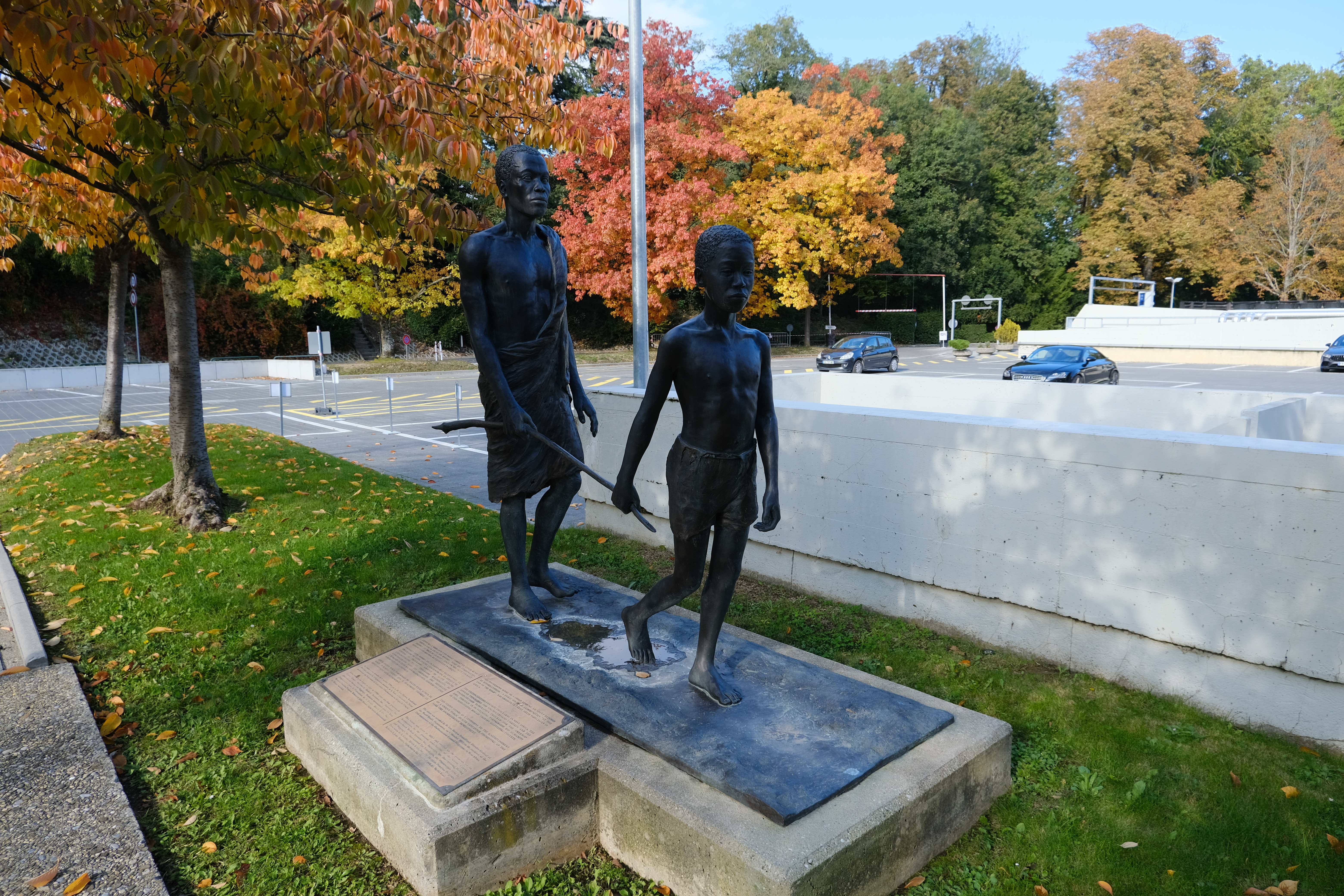
Mémorial de l'onchocercose.
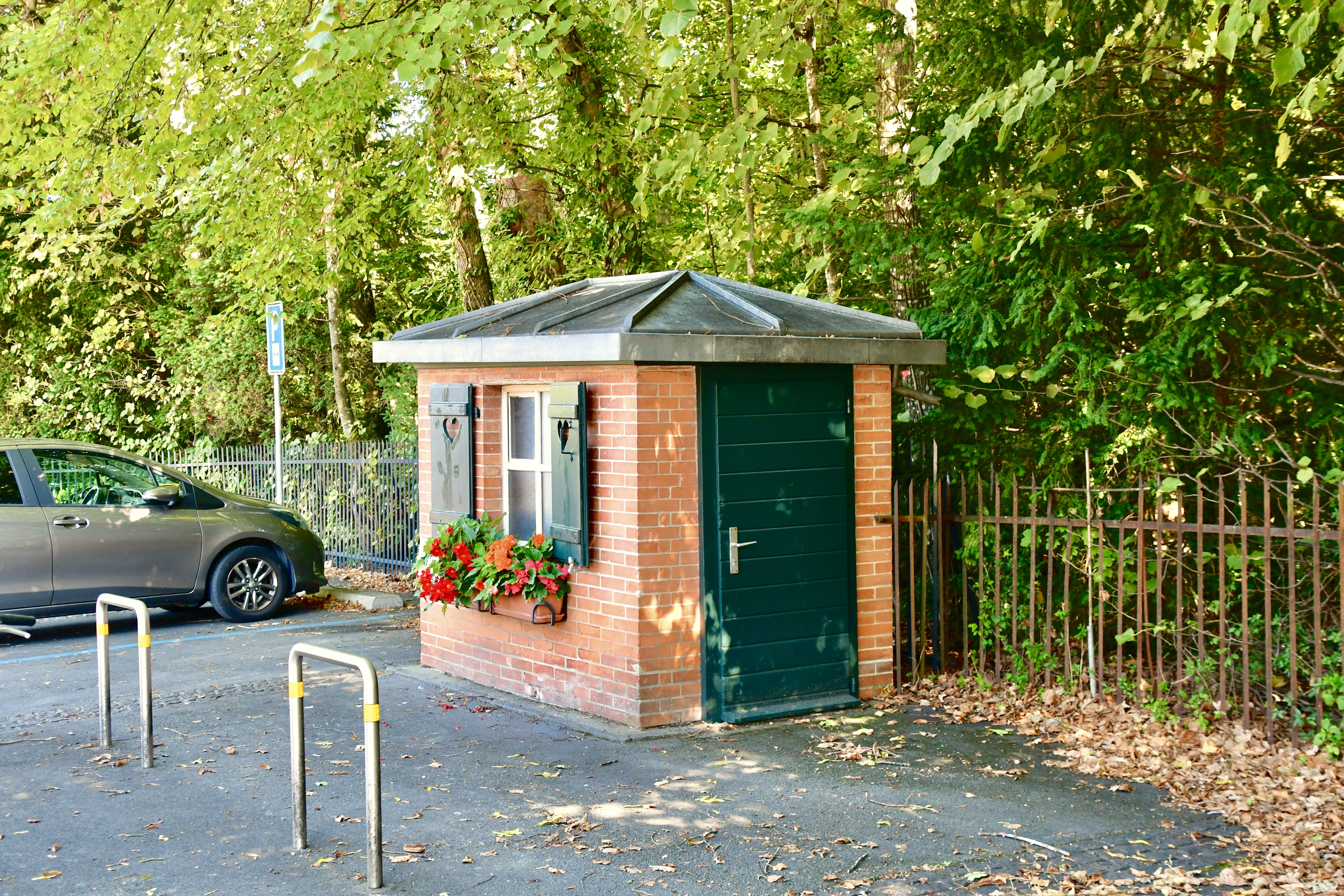
Ancien poids public.

### Patrimoine naturel

#### Campagne de Tournay
La Campagne de Tournay est principalement composé de terres agricoles mais également de milieux naturels préservés.

Considérée comme le « poumon de verdure » de la commune, la Campagne de Tournay y tient un rôle capital en termes de conservation de la nature. Elle est traversée par un sentier et un point de vue panoramique s'y trouve également,.

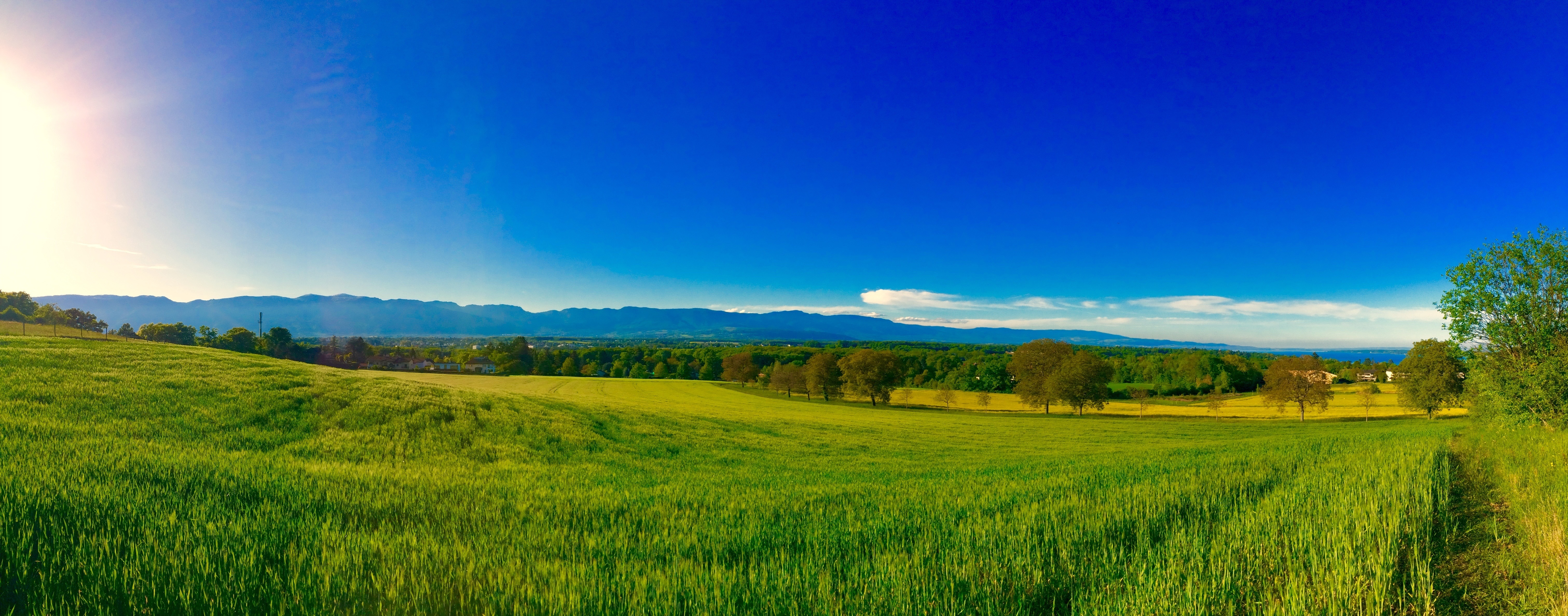
Panorama de la Campagne de Tournay.

##### Terres agricoles
Le total du milieu agricole communal intègre les surfaces cultivées ainsi que certaines prairies totalisant 18,5 % du territoire communal (soit 50 hectares). Les terres agricoles de la campagne de Tournay, elles, ont un total d'environ 35 hectares.
Le maintien de la zone agricole de la Campagne de Tournay est exigé par la Confédération comme surface d'assolement,.

##### Terrain de préservation de la biodiversité
Au-dessus des terres agricoles se trouve un terrain clôturé apparentant à la Fondation Baur. Ce terrain, inaccessible au public, sert de prairies extensives ayant un intérêt de « réserve naturelle » pour les animaux sauvages de la région (lièvres, chevreuils, renards, milans, chouettes, grenouilles, etc.) et est arboré de quelques arbres fruitiers (noyers, noisetiers, pommiers, etc.).

#### Cours d'eau

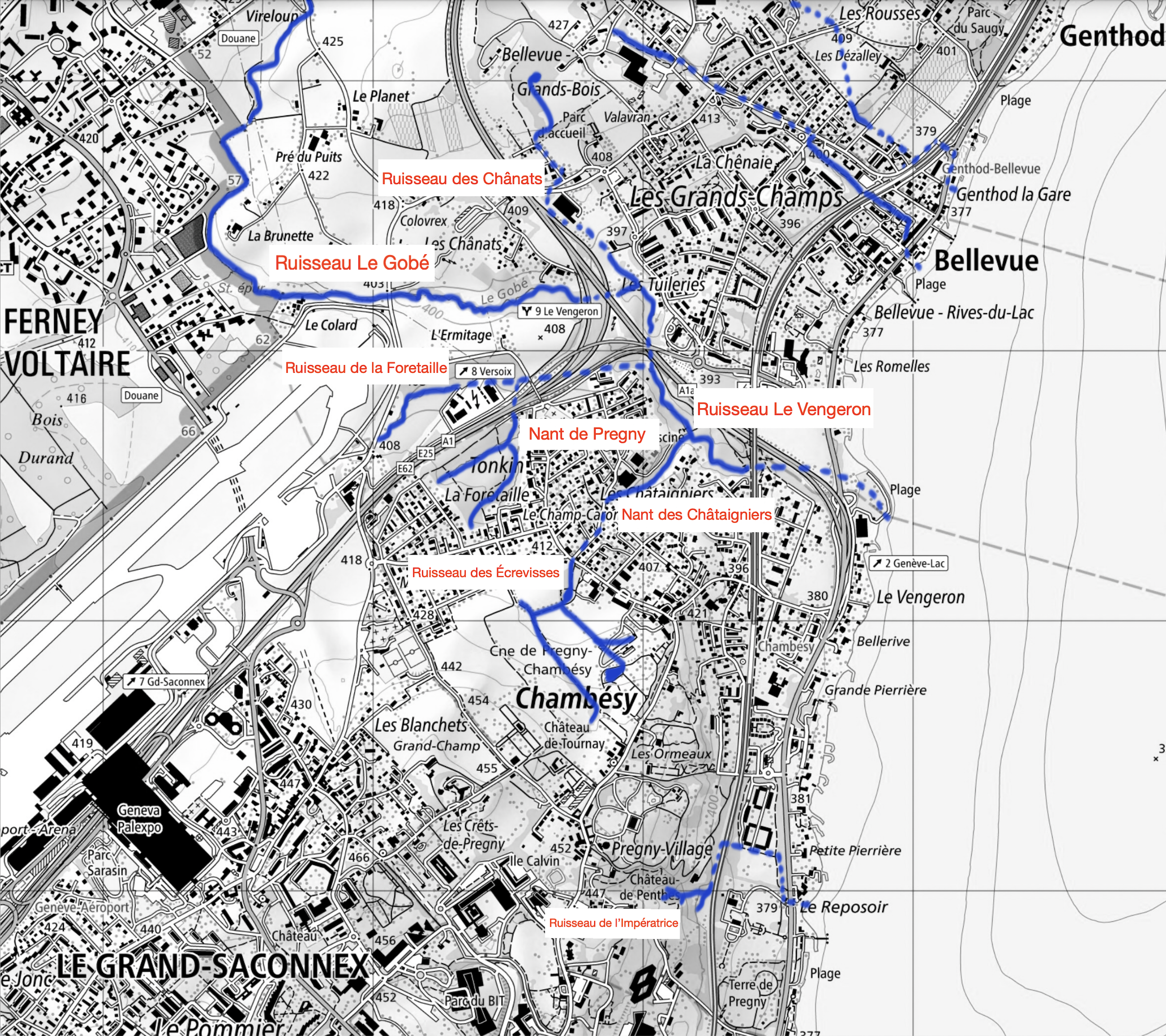
Plan des cours d'eau présents sur le territoire communal.

Les cours d'eau situés dans la commune sont:
- le ruisseau des Écrevisses (1 600 m);
- le ruisseau du Vengeron (ou de la Foretaille) (1 950 m);
- le nant des Châtaigniers (ou Campeiroux) (250 m);
- le nant de Pregny (850 m);
- le ruisseau de l'Impératrice (1 000 m).

Sur le territoire communal, les cours d'eau totalisent une longueur de 2,8 km.

#### Forêts
Le cadastre forestier fait état d’environ 30 hectares sur le territoire communal. Les deux principales petites forêts sont le bois de la Foretaille et le bois des Châtaigniers (dit bois Rillet).

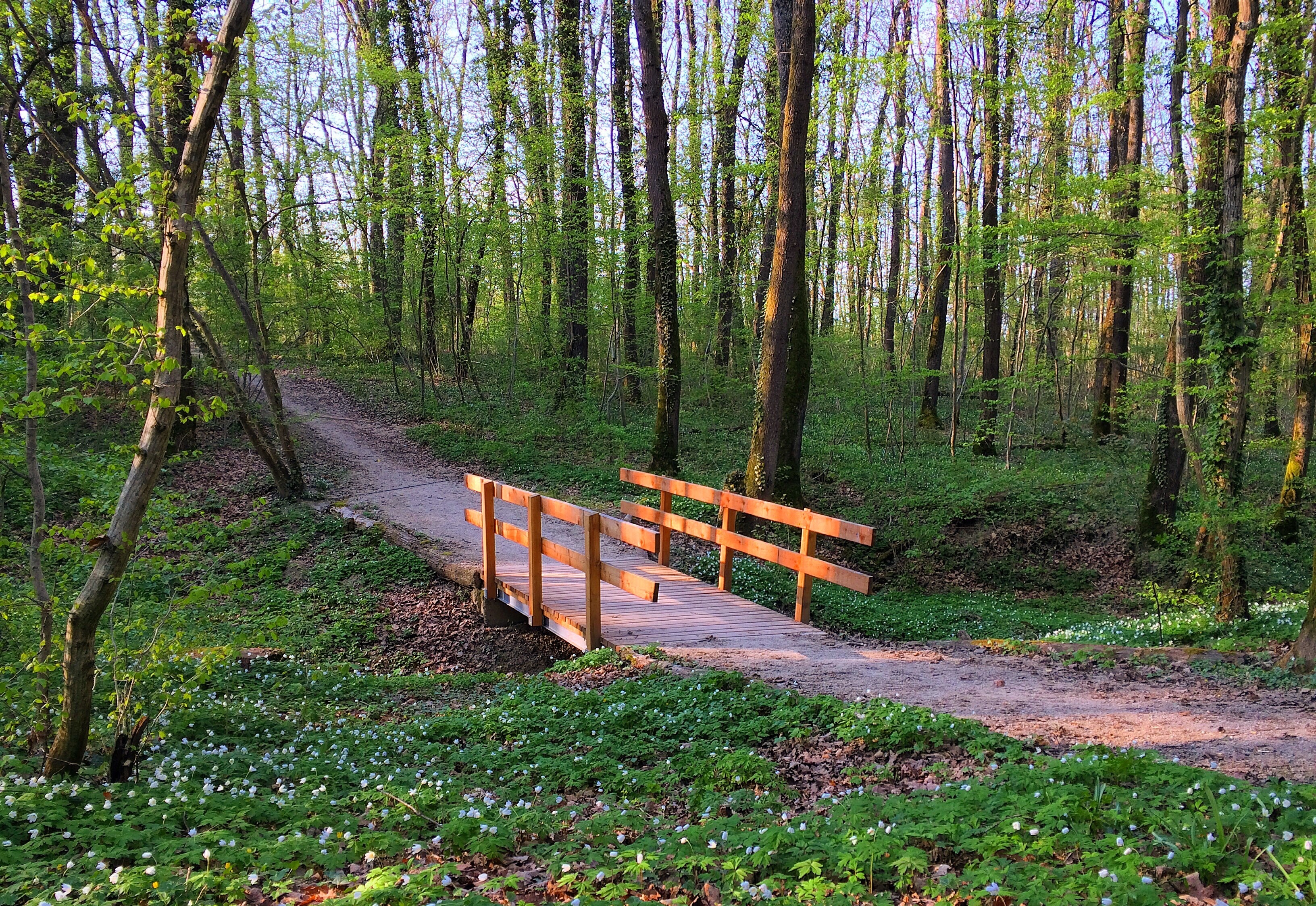
Le petit pont passant au-dessus du nant de Pregny dans le Bois de la Foretaille.
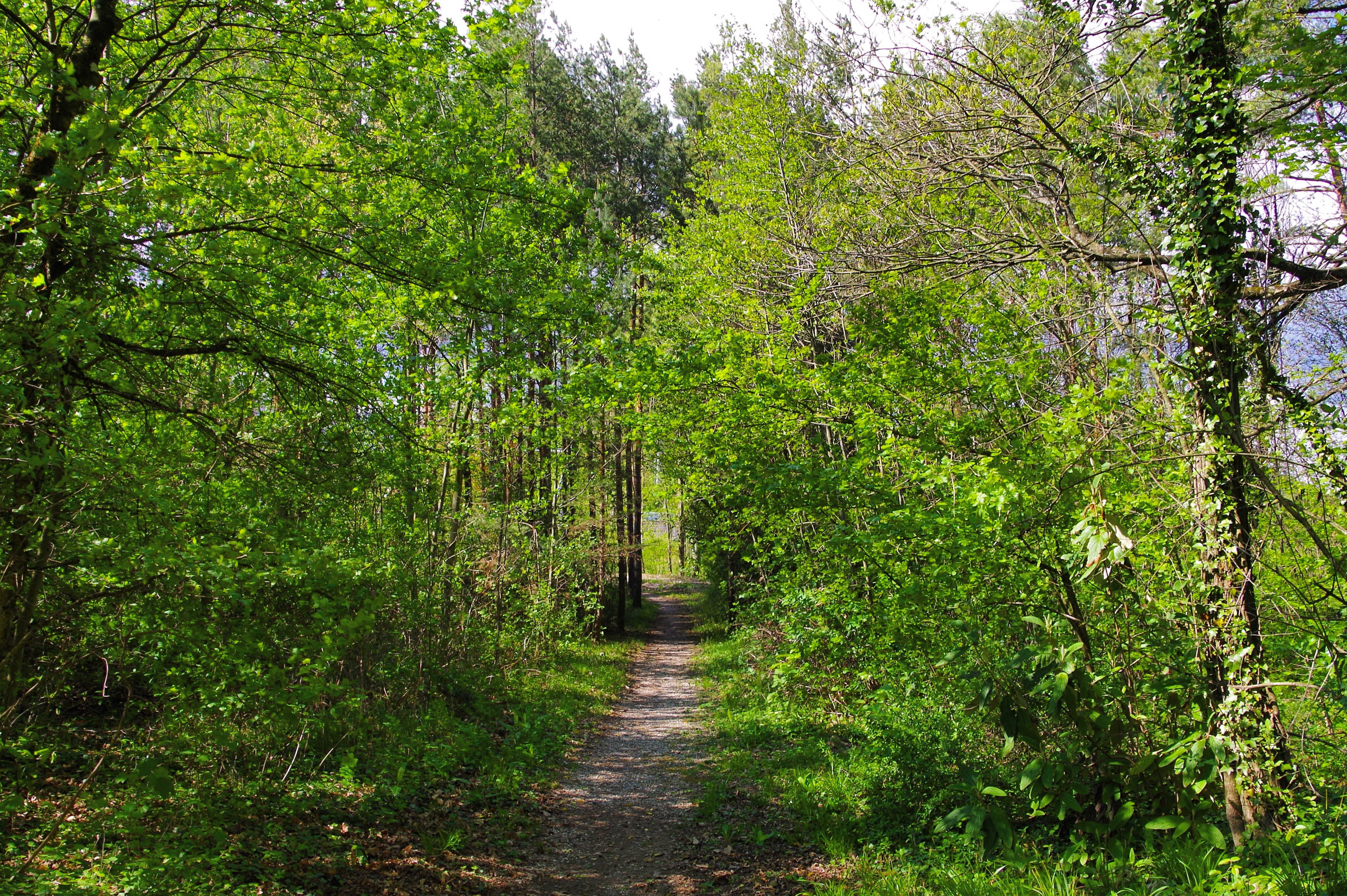
L'entrée du bois des Châtaigniers.

#### L'étang des Écrevisses
L'étang des Écrevisses est un étang naturel situé dans la campagne de Tournay. Laissé à l'abandon pendant de nombreuses années, la commune a effectué des travaux entre 1993 et 1995 pour recréer une zone de faune et de flore.
Les affluents qui alimentent l'étang en eau sont au nombre de deux et l'eau qui coule dans ces deux nants provient de cinq sources recensées sous la colline de Tournay.
Il convient également de relever la présence d'un étang situé sur la propriété du domaine de La Coudira. Cet étang est relié à l’étang des Écrevisses par le biais des structures naturelles linéaires qui permettent le déplacement de la petite faune.

#### Léman
Le territoire de Pregny-Chambésy est bordé à l'est par le Léman. Les rives du lac incluses dans le territoire, représentant un linéaire de 2 200 mètres, sont presque entièrement isolées de la voie publique (route de Lausanne) par des propriétés privées.
Réaménagée en 2016, dans l'ancien port de la villa « Rive-Belle », se trouve une roselière protégée.

#### Plages

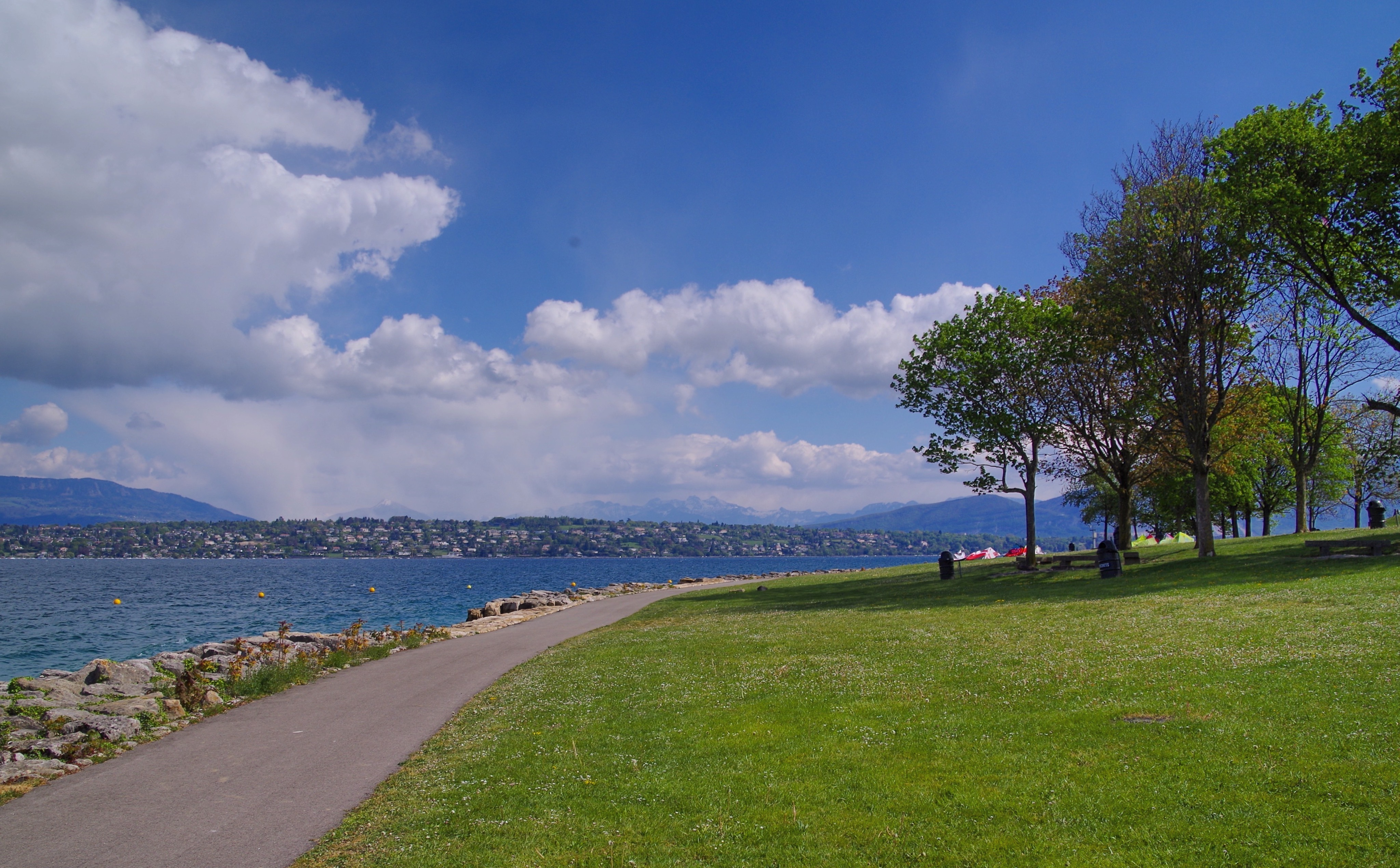
L'esplanade du Vengeron, une des plus grandes plages publiques de Genève (en rénovation) ;
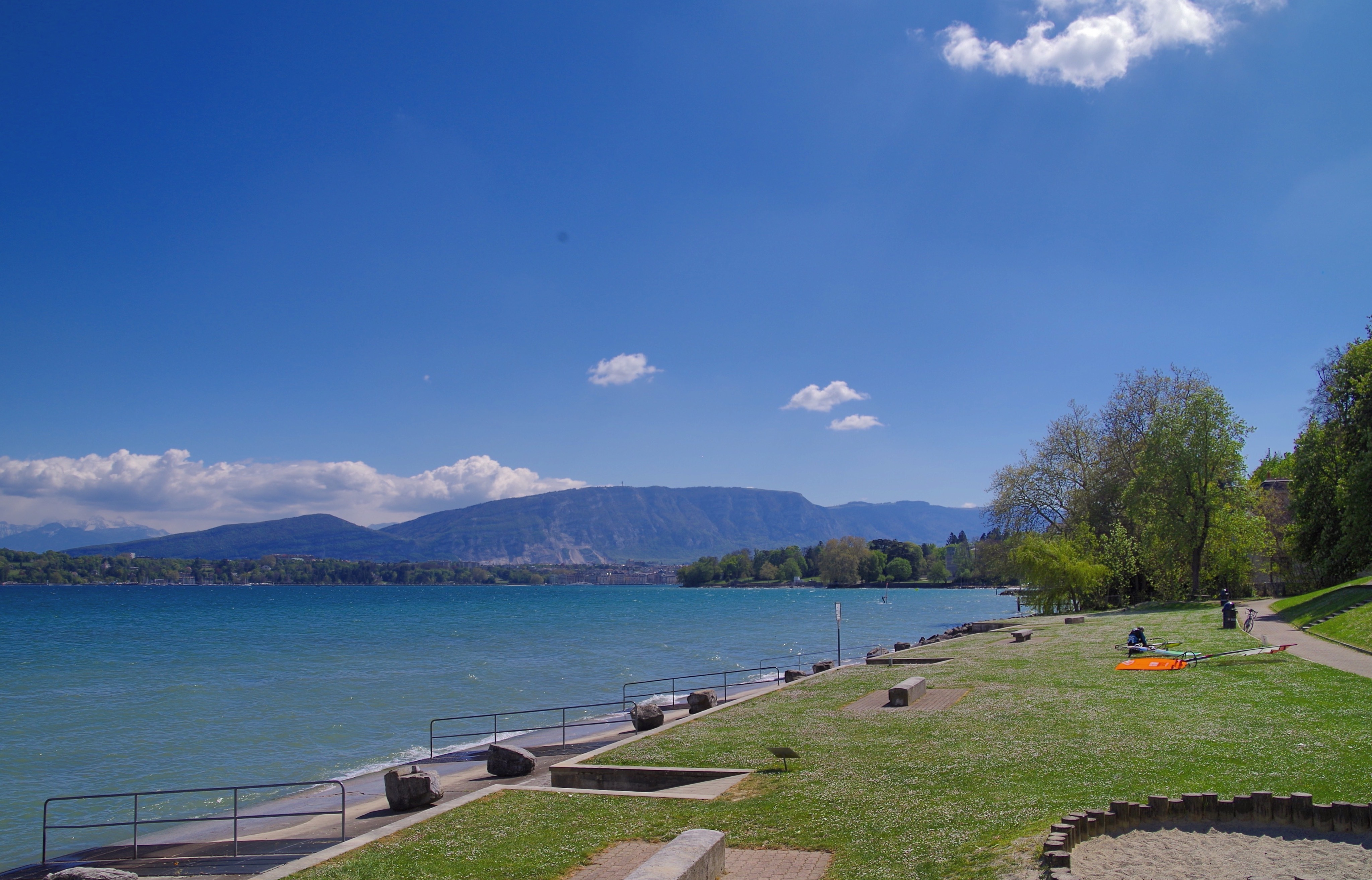
La plage du Reposoir (bientôt en rénovation) ;
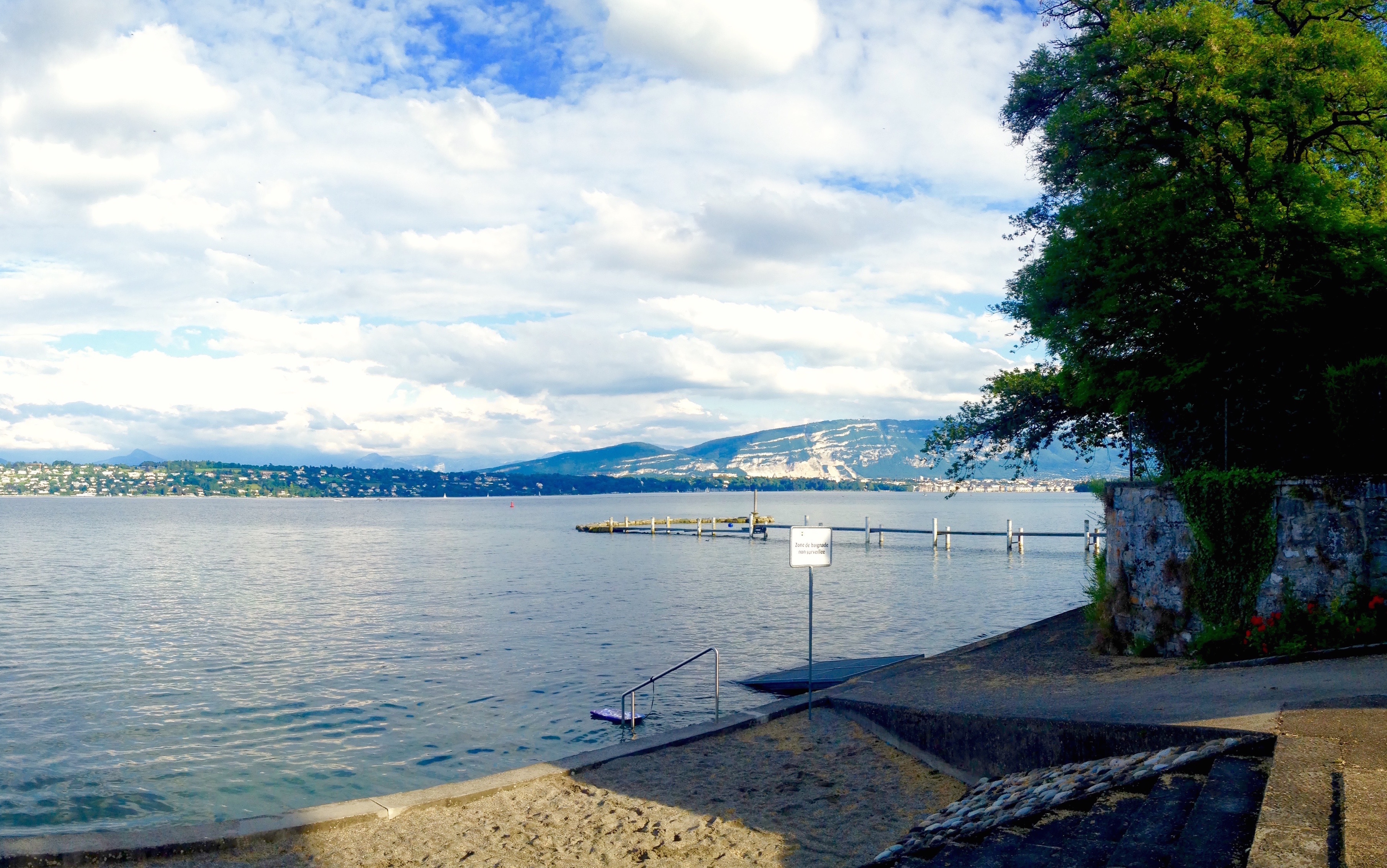
La plage communale (close par une grille : l'accès est réservé aux habitants de la commune, munis d'un badge payant)[196],[197].   - Esplanade du Vengeron.
  - Plage du Reposoir.
  - Plage communale.

#### Parcs
- Le Domaine de Penthes ;
- Le parc de l'Impératrice ;
- Le parc communal ;
- Le parc Heim ;
- Les Terres de Pregny (Conservatoire et Jardin botaniques de la ville de Genève)[198] ;
- Le parc promenade des Châtaigniers (1979).

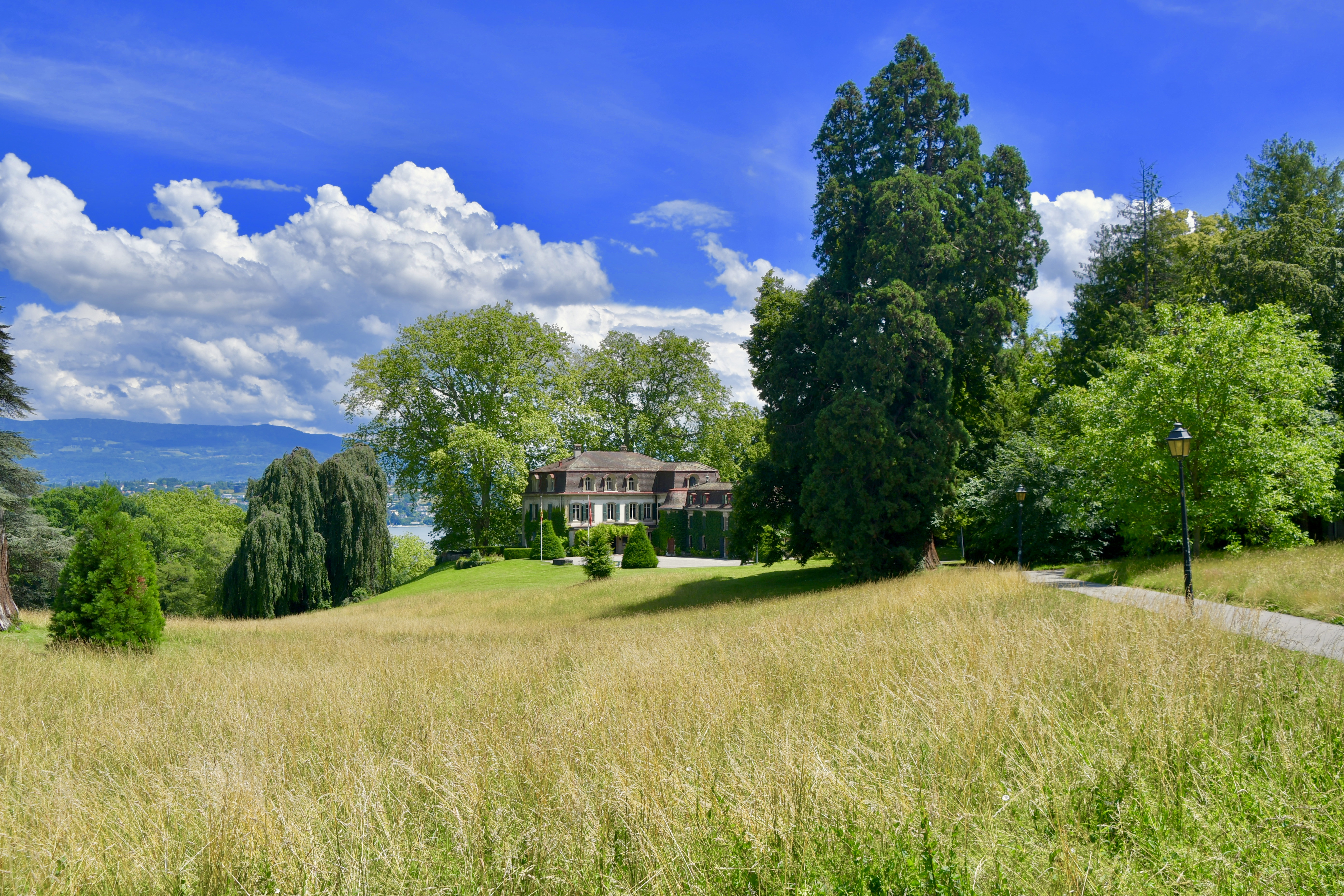
Domaine de Penthes.
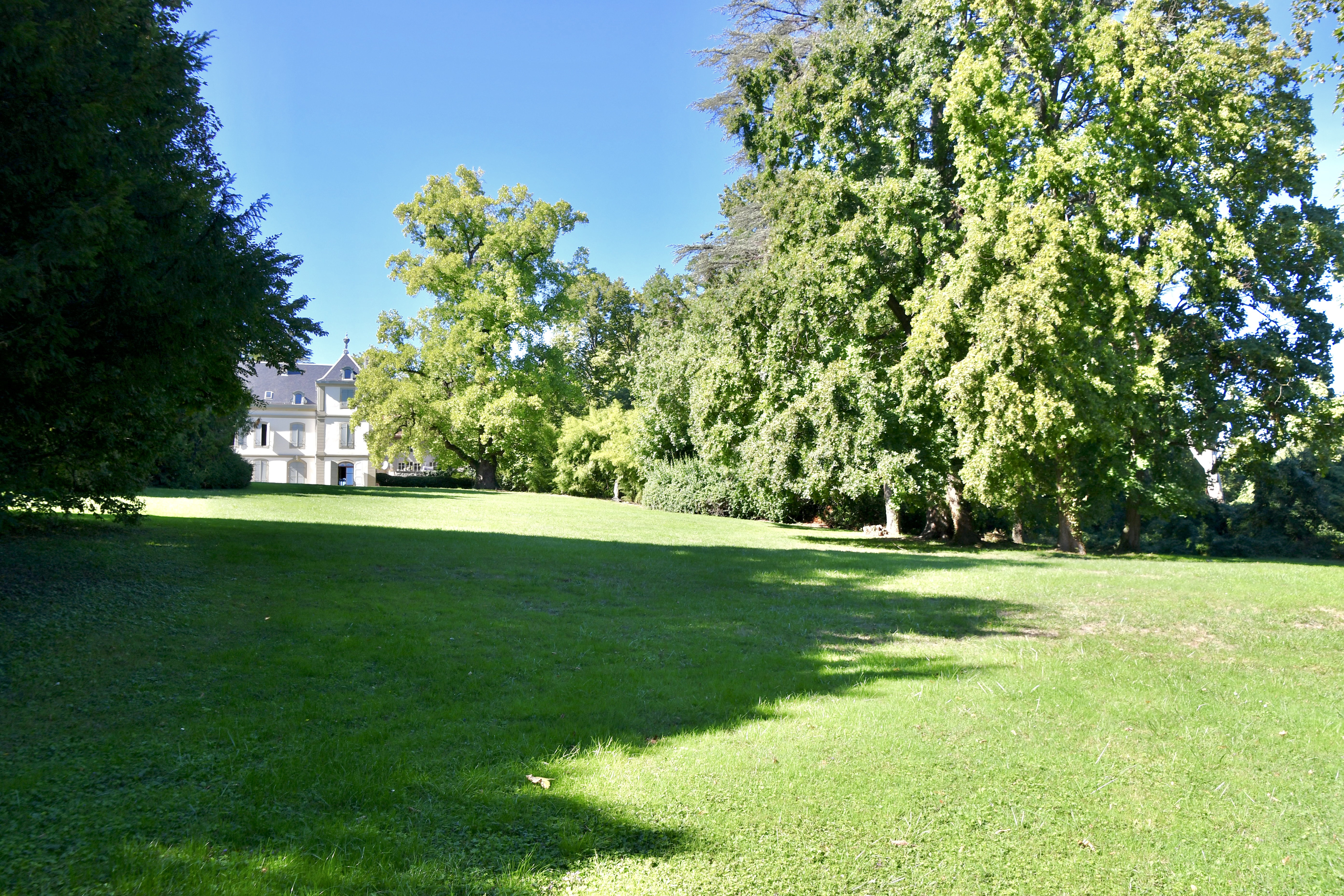
Le parc de l'Impératrice.
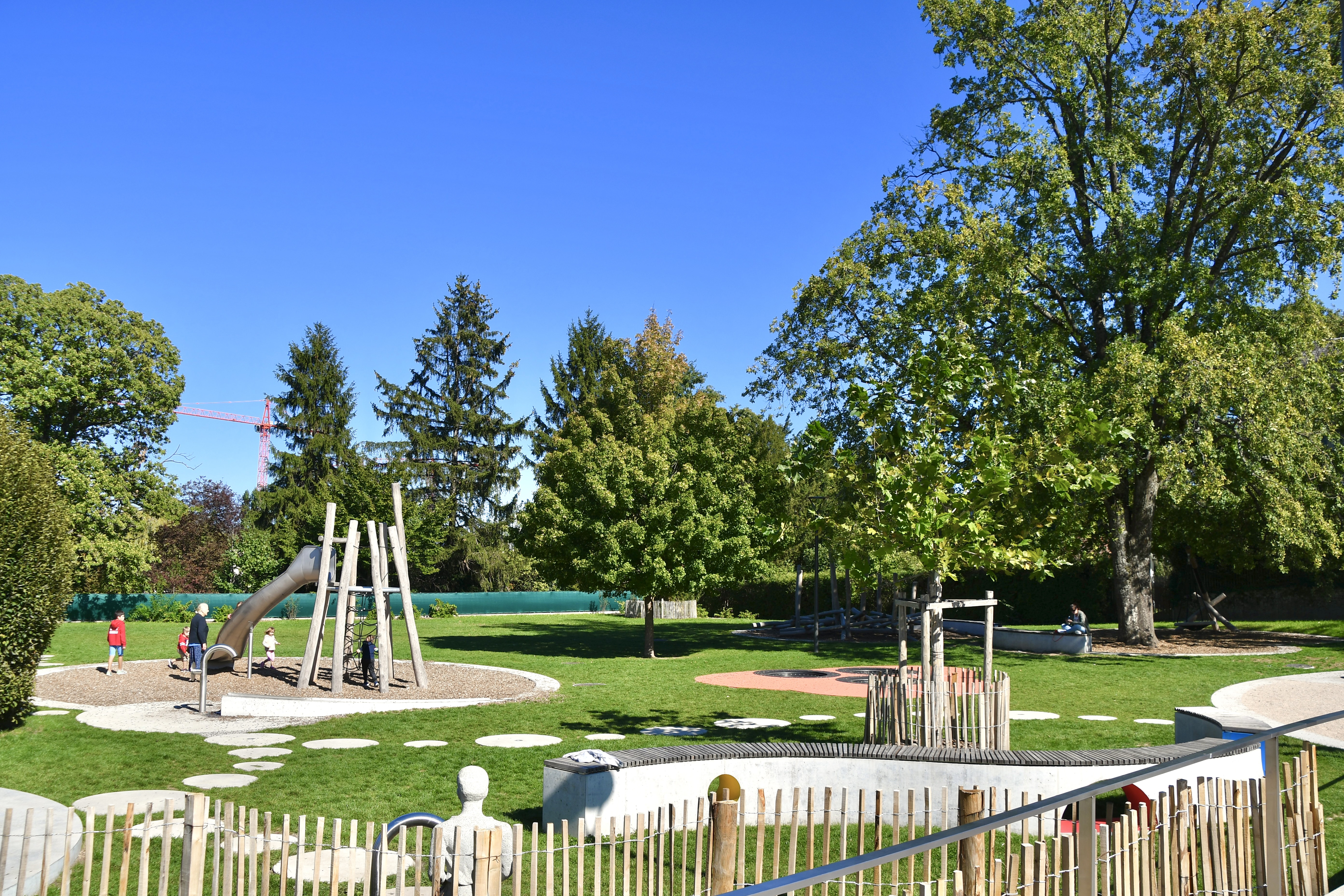
Le parc communal.
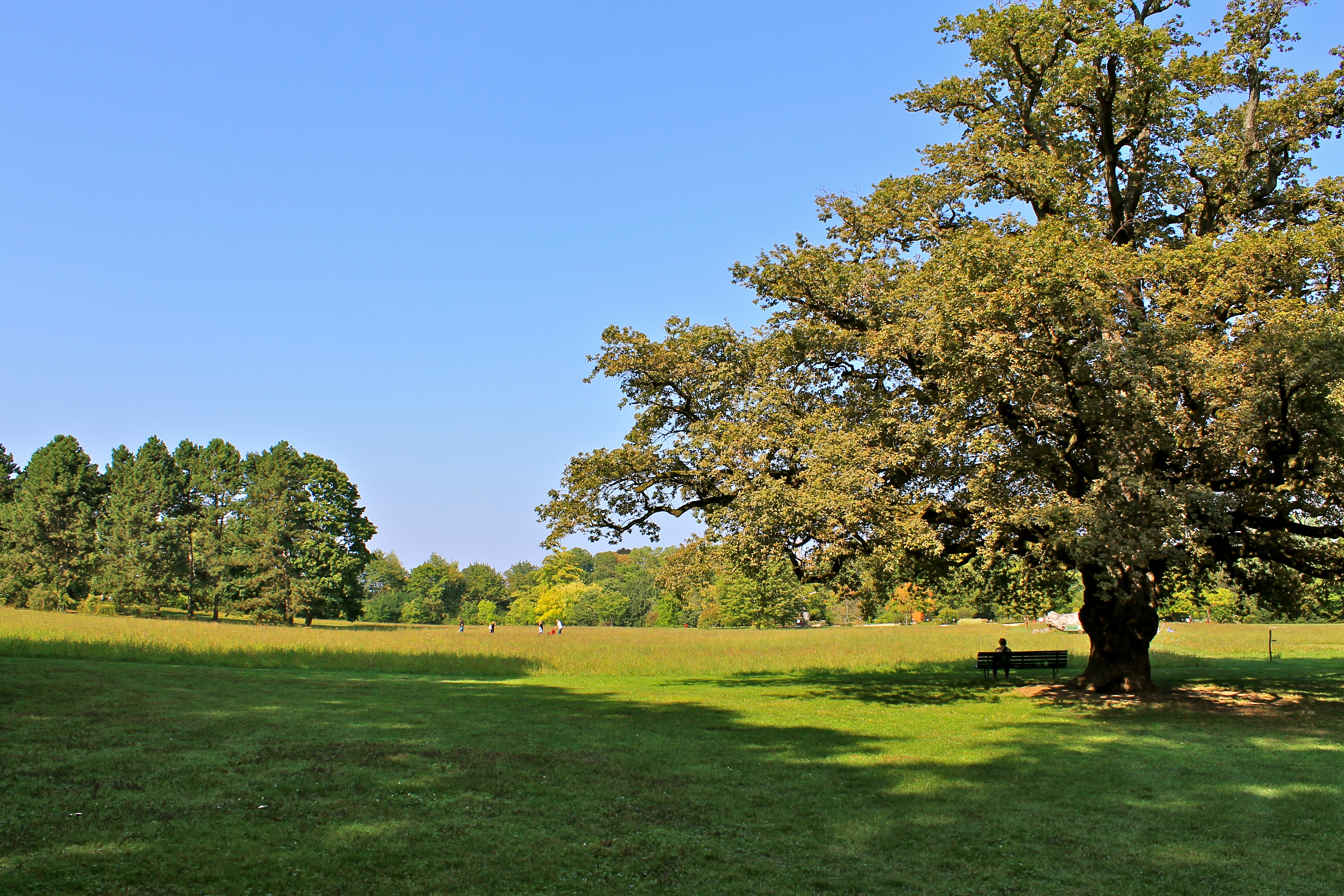
Terres de Pregny.

#### Cimetières

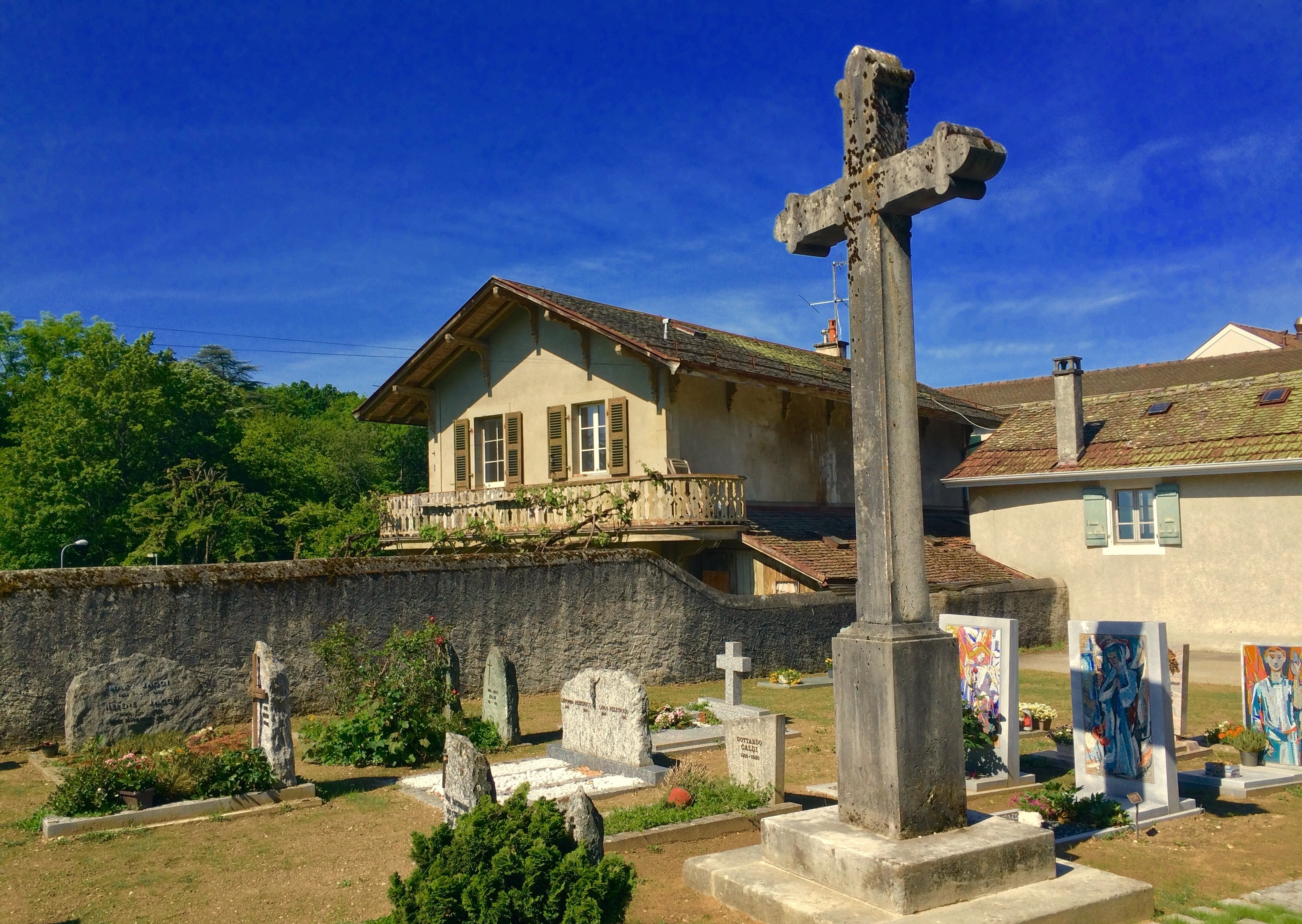
Le cimetière de Chambésy (ou des Guénandes) (1909) ;
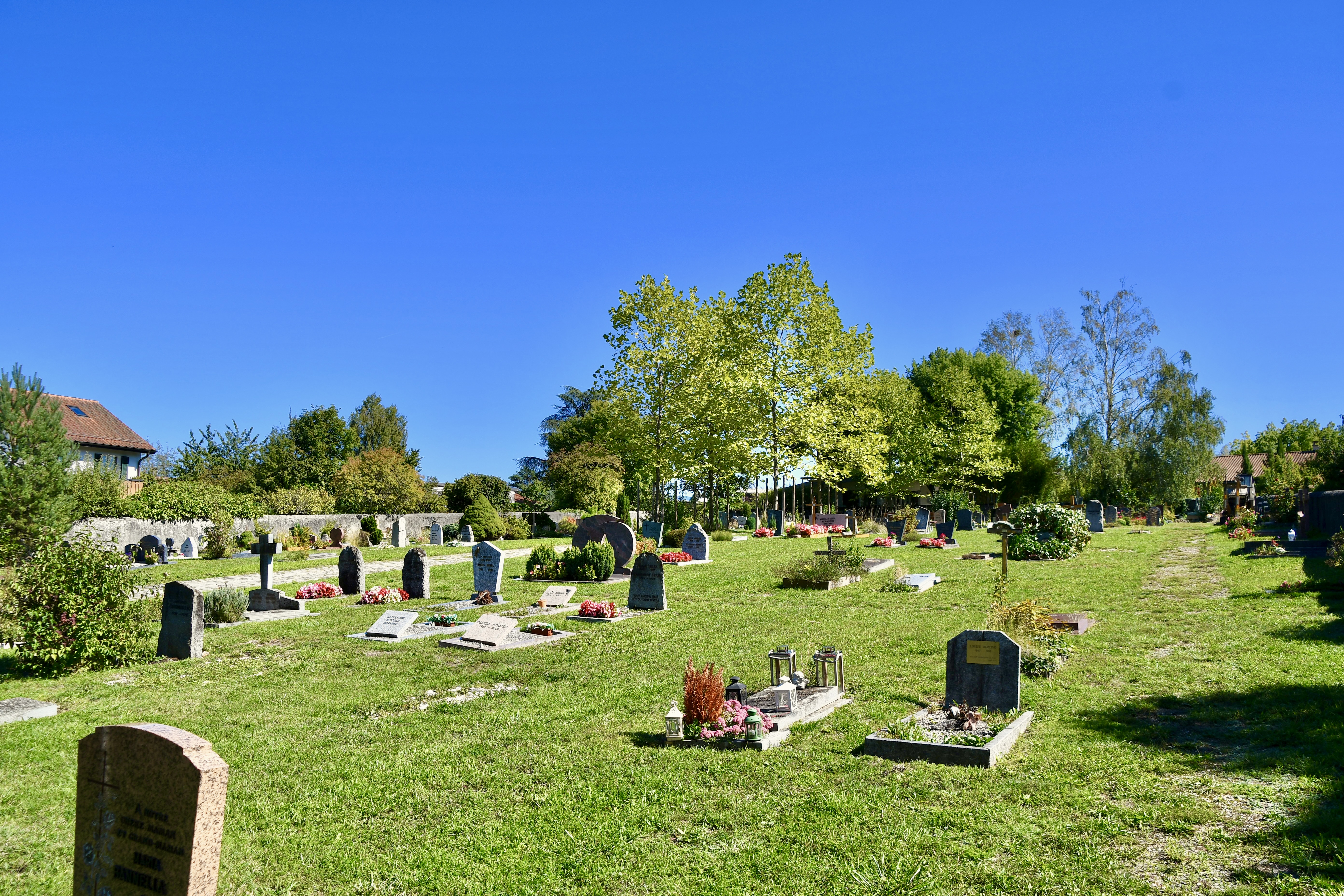
Le cimetière de Pregny (XVe siècle)[199].  - Le cimetière de Pregny.
  - Le cimetière de Chambésy.

#### Installations sportives

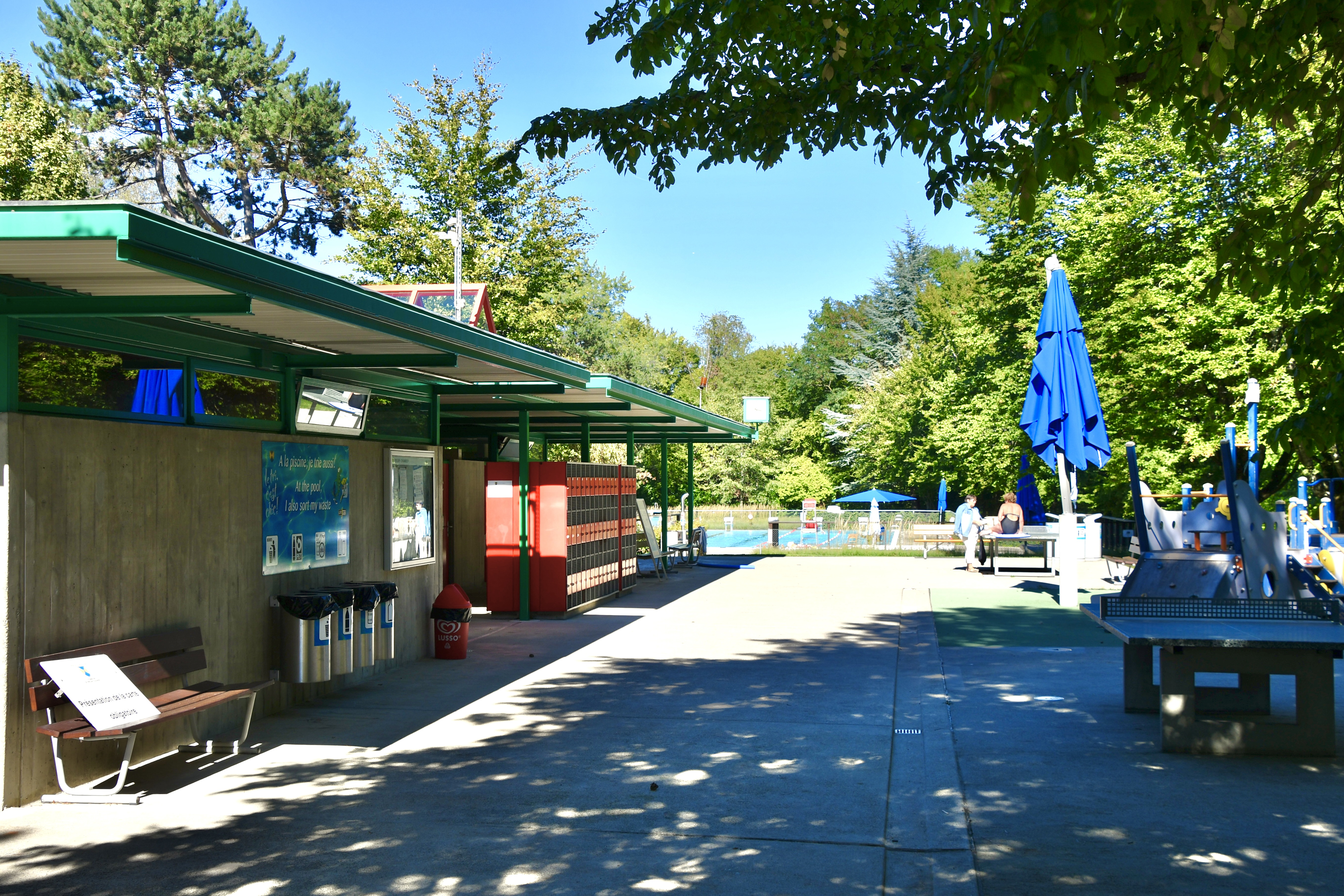
Le centre sportif et de loisirs des châtaigniers (clos par une grille : l'accès est réservé aux habitants de la commune, munis d'un badge payant)[200],[197], (1978) ;
- le terrain de sports et de loisirs de Pregny ;
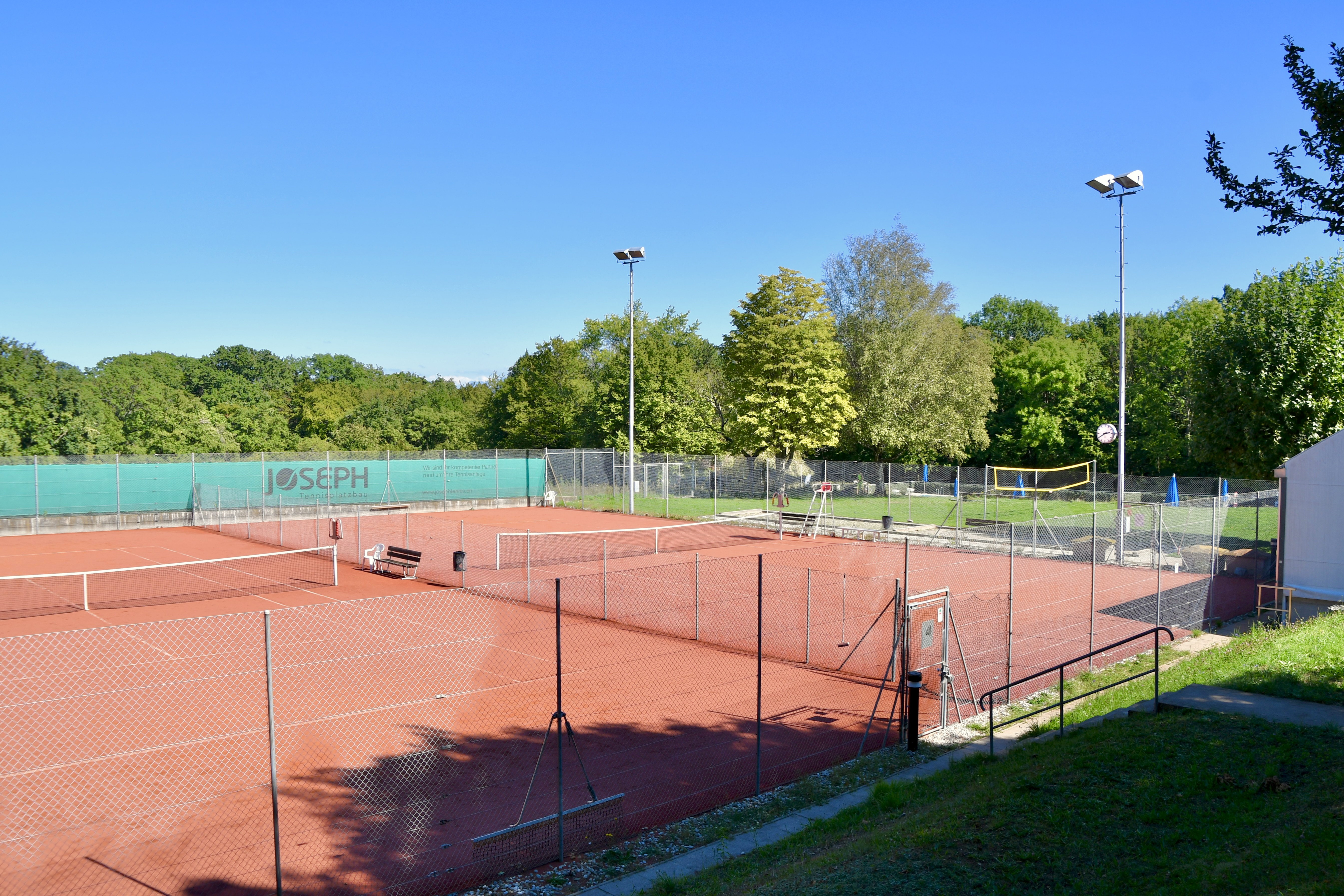
le parcours vita dans le bois des Châtaigniers.   - L'entrée du centre sportif et de loisirs des châtaigniers avec la piscine communale.
  - Les courts extérieurs de tennis du centre sportif et de loisirs des châtaigniers.

### Sièges d'organisations et de missions diplomatiques
Grâce à sa proximité avec la Genève internationale, la commune de Pregny-Chambésy accueille trois organisations affiliées aux Nations unies, ainsi que les représentations de dix-sept pays ou regroupement de pays auprès des organisations internationales.

#### Sièges d'organisations internationales
- Organisation mondiale de la santé (OMS) ;
- Programme commun des Nations unies sur le VIH/sida (ONUSIDA) ;
- Bâtiment H de l'Office des Nations Unies (ONU).

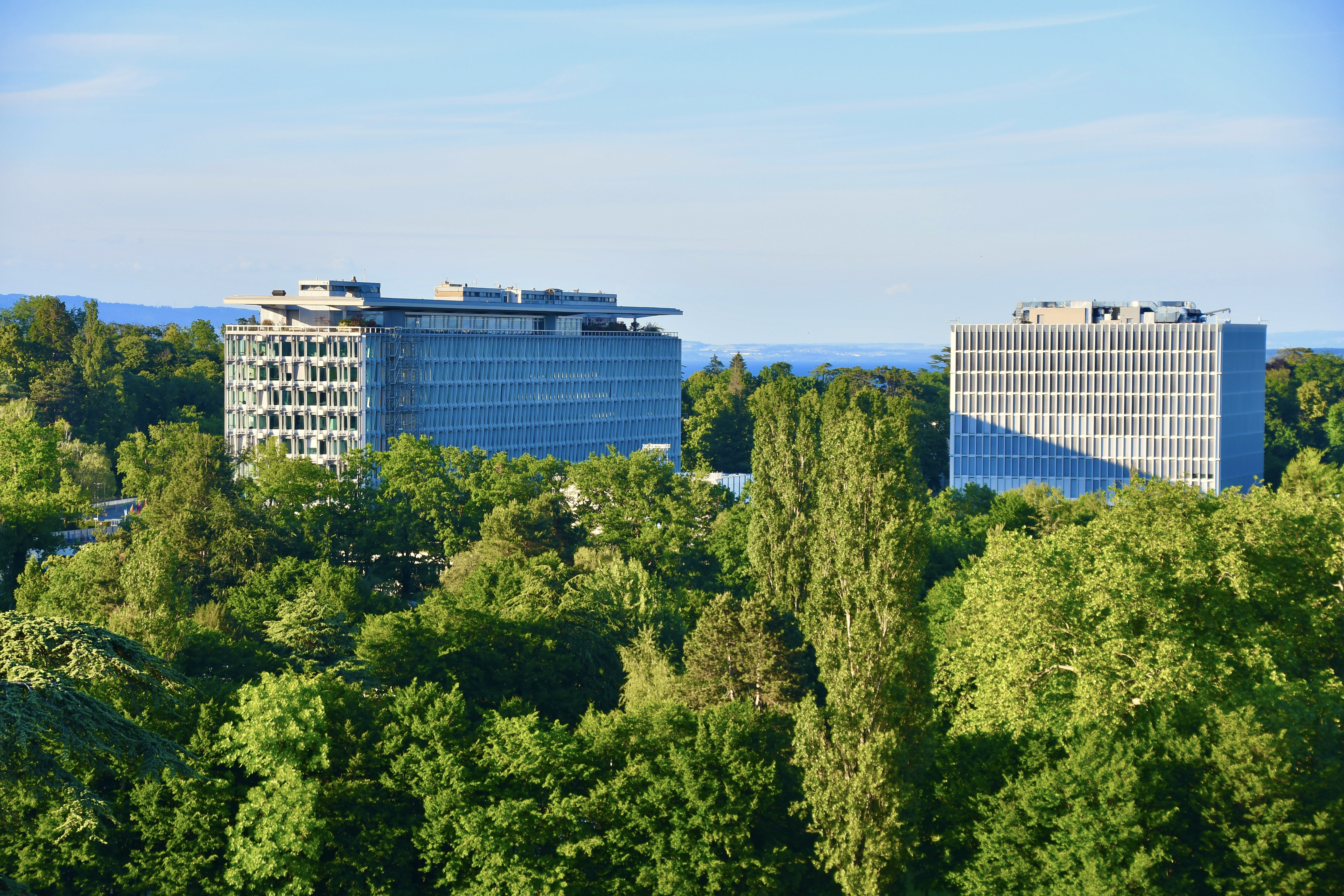
Siège de l'OMS.
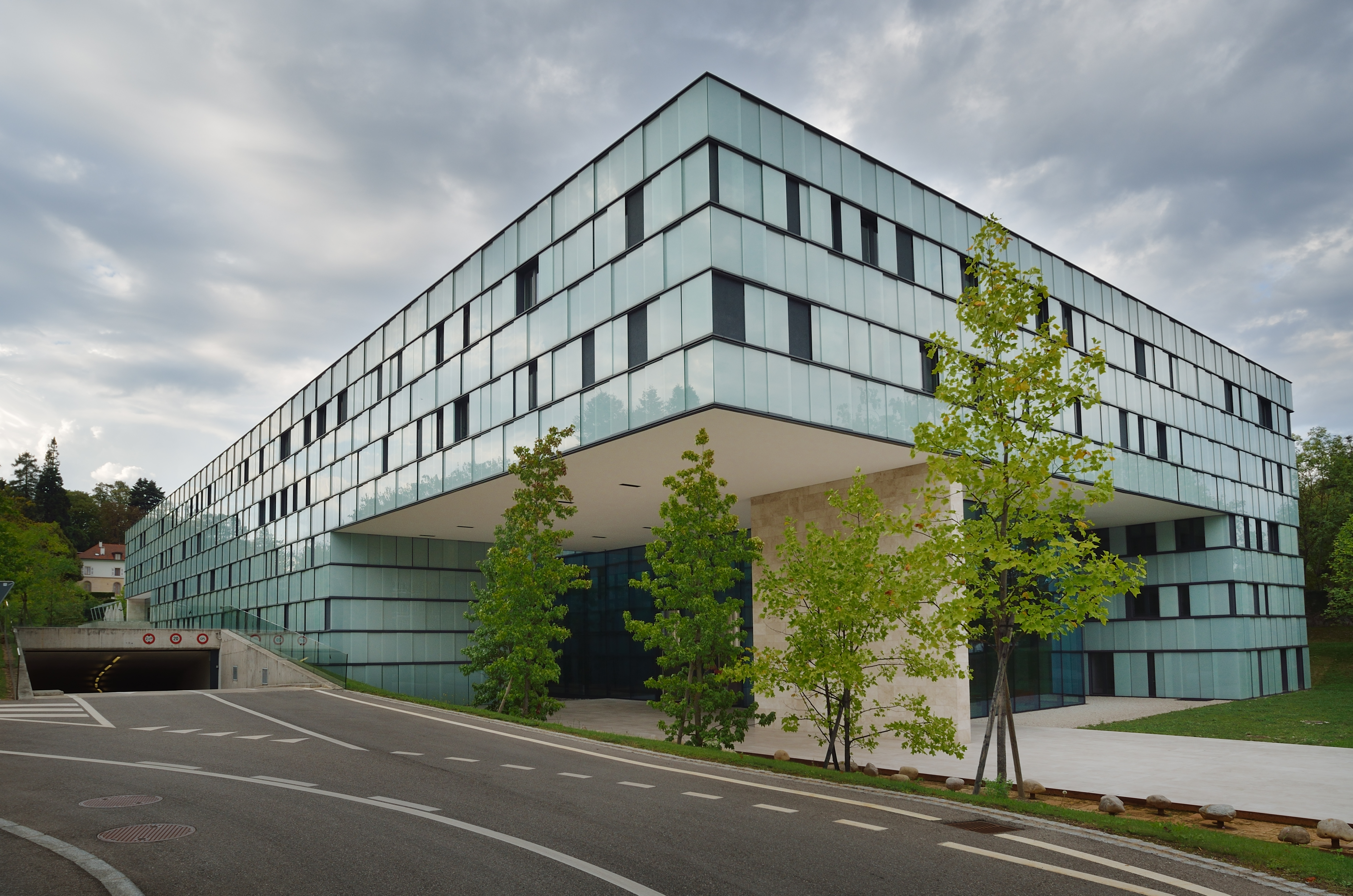
Siège de l'ONUSIDA.

#### Missions diplomatiques et consulats
- Mission permanente du royaume d'Arabie saoudite auprès de l'ONU et des autres OI[201] ;
- Mission permanente de la république de Biélorussie auprès de l'ONU et des autres OI[202] ;
- Mission permanente de la république de Bulgarie auprès de l'ONU et des autres OI[203] ;
- Mission permanente de la république populaire de Chine auprès de l'OMC[204] ;
- Mission permanente de la république de Chine (Taïwan, Pescadores, Jinmen et Matsu) ;
- Délégation permanente du conseil de coopération du Golfe auprès de l'ONU et des autres OI[205] ;
- Mission permanente de la république de Cuba auprès de l'ONU et des autres OI[206] ;
- Mission permanente du république arabe d'Égypte auprès de l'ONU et des autres OI[207] ;
- Mission permanente des États-Unis d'Amérique auprès de l'ONU et des autres OI[208] ;
- Mission permanente de la république française auprès de l'ONU et des autres OI[209] ;
- Mission permanente de la république italienne auprès de l'ONU et des autres OI[210] ;
- Mission permanente de la république de l'Inde auprès de l'ONU et des autres OI[211] ;
- Mission permanente du sultanat d'Oman auprès de l'ONU et des autres OI[212] ;
- Mission permanente l'État de la Cité du Vatican auprès de l'ONU et des autres OI[213] ;
- Mission permanente du royaume d'Eswatini auprès de l'ONU et des autres OI[214] ;
- Mission permanente de la république du Tadjikistan ;
- Mission permanente de la république du Zimbabwe auprès de l'ONU et des autres OI[215].

### Personnalités
Grâce à sa position stratégique, tant géographique que politique, la commune a attiré et accueilli de nombreuses personnalités notables au fil du temps. Parmi celles-ci, on compte des membres de familles royales, mais aussi des figures politiques influentes, des leaders économiques, des artistes de renom, ainsi que des personnalités religieuses et bien d'autres acteurs clés de différents secteurs.

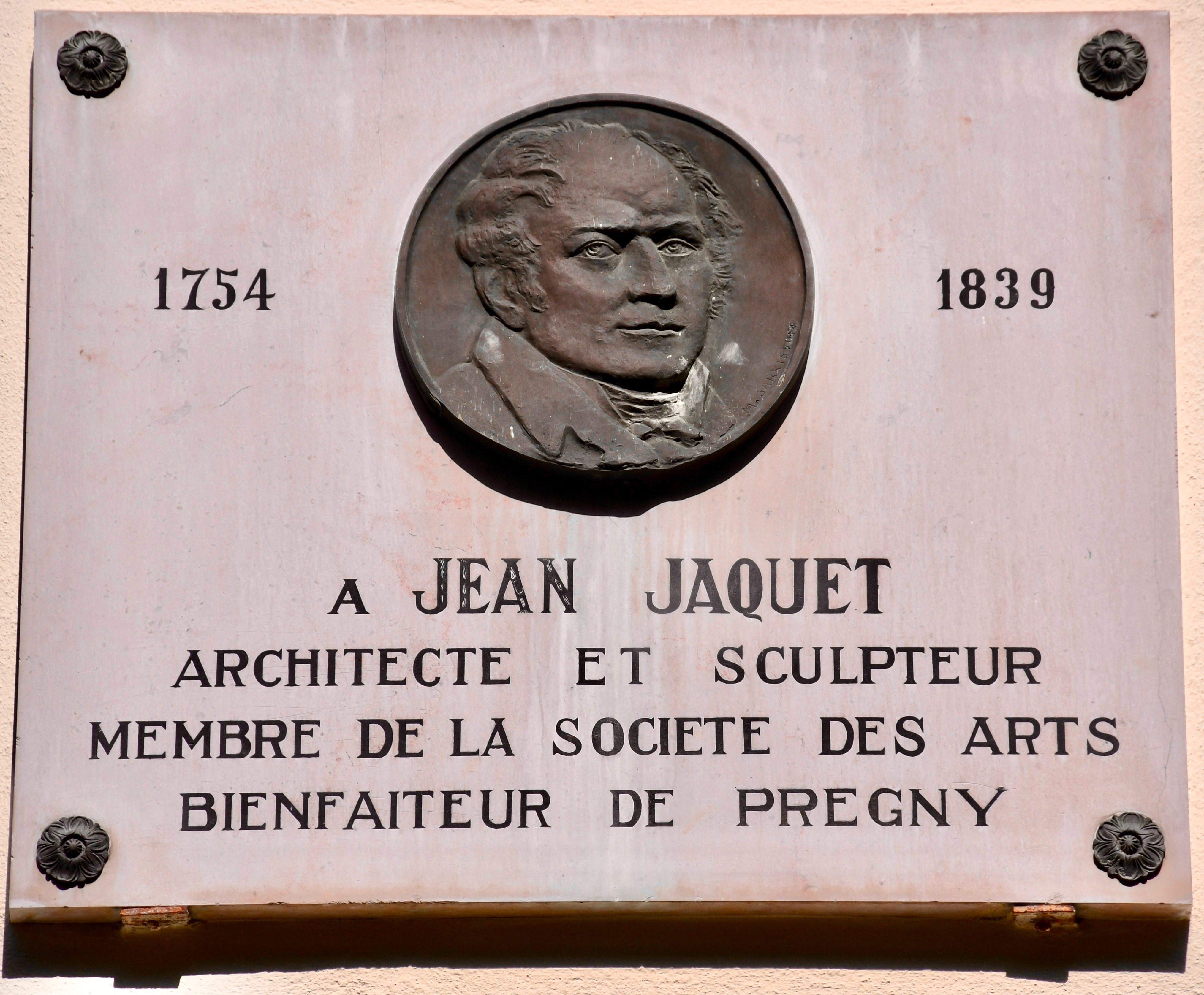
Plaque commémorative de Jean Jaquet.
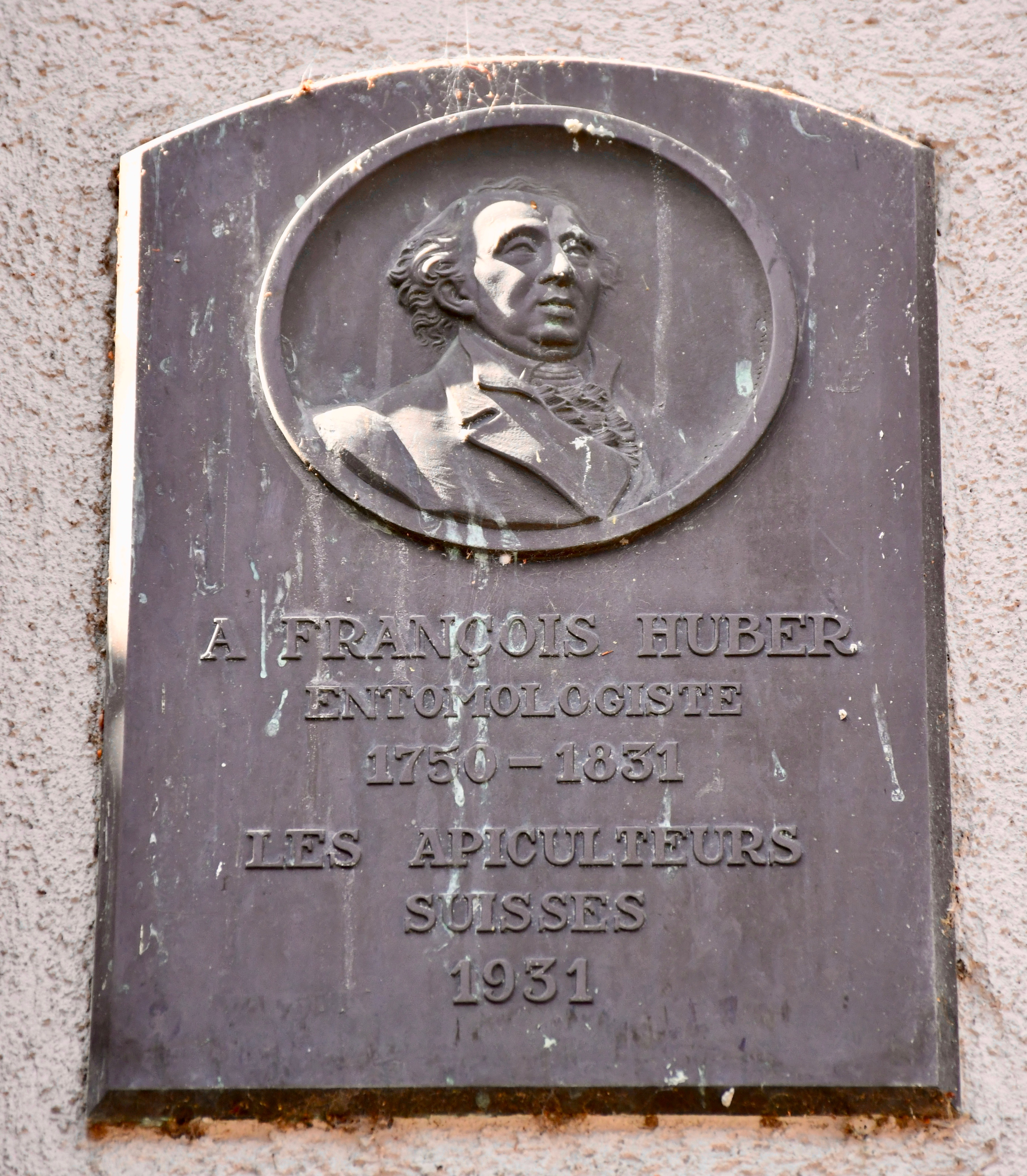
Plaque commémorative de François Huber.
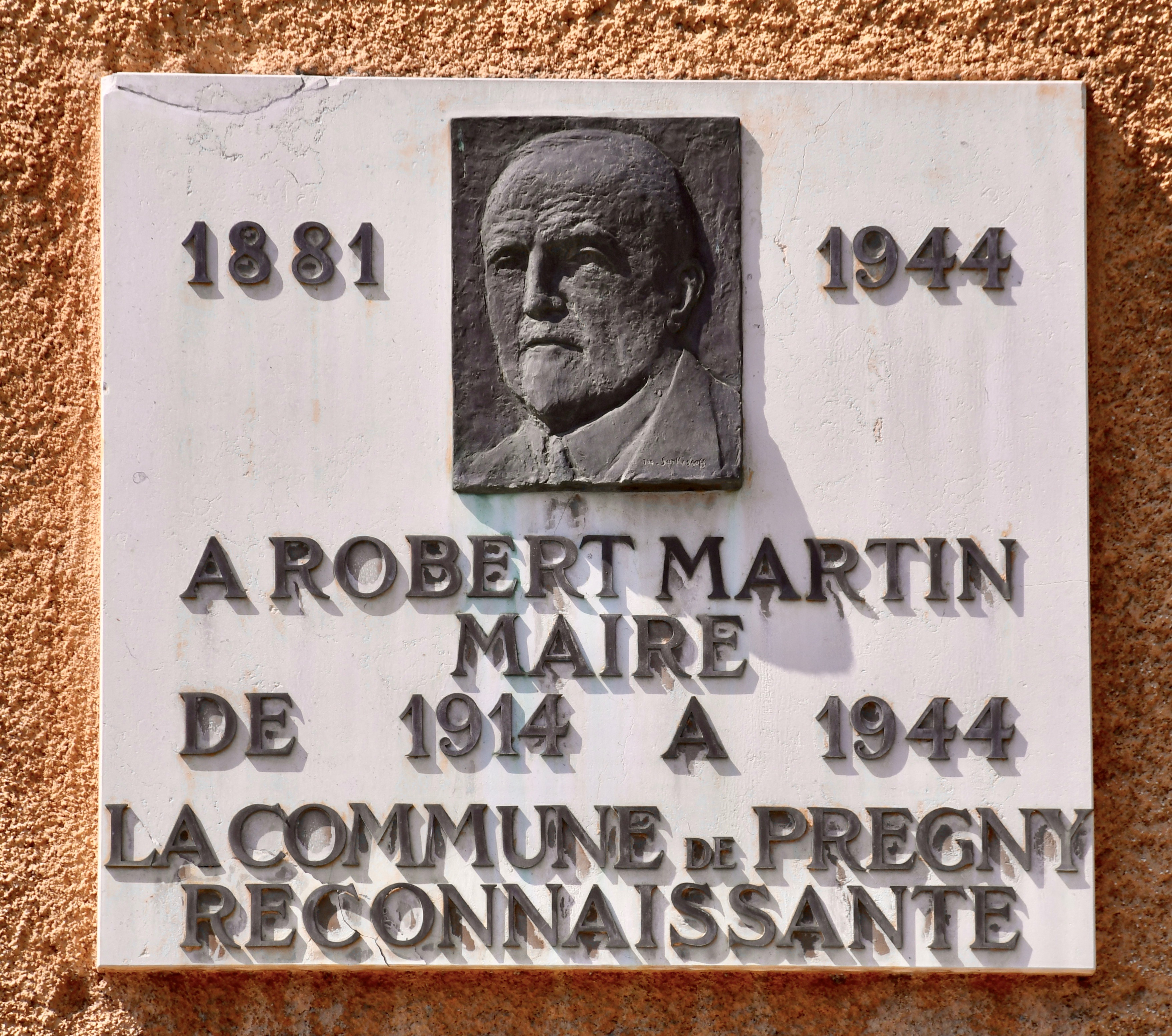
Plaque commémorative de Robert Martin.

### Armoiries
À l'origine, les armoiries devaient être une copie légèrement modifiée de celles de la famille de Brosses, propriétaire du château de Tournay de 1573 à 1793. Cependant, la famille de Brosses n'étant pas éteinte, l'archiviste cantonal proposa d’en modifier légèrement les éléments, notamment en changeant les couleurs. Toutefois, ce projet ne suscita pas l’unanimité et fut rapidement oublié. Il fut donc demandé à l'archiviste de soumettre une nouvelle proposition.
Le 28 novembre 1924, le conseil municipal adopte les armoiries actuelles, qui symbolisent, par la couleur bleue, le ciel et le rivage sinueux du lac, et, par la couleur jaune, les moissons d’or de la colline.
| Date             | Informations | Descriptions                                           | Statut                                                 | Image |
| ---------------- | --- | ------------------------------------------------------ | ------------------------------------------------------ | ----- |
| 1530             | « Les armoiries qui seraient le mieux adaptées seraient celles de la famille de Brosses, ancienne propriétaire de Tournay. » | « D'azur à trois trèfles d'or posés deux sur un. »     | Armoiries de la Famille De Brosses                     |       |
| 26 mai 1924      | Cependant, la famille De Brosses n'étant pas éteinte, l'archiviste cantonal proposa de les modifier légèrement notamment en changeant les couleurs. « Cette proposition ne ralliant pas tous les suffrages, il est demandé à l'archiviste de faire une autre proposition. » | « D'or à trois trèfles de sinople posés deux sur un. » | Projet des futures armoiries de la commune de Pregny   |       |
| 28 novembre 1924 | « Le Conseil municipal adopte pour armoiries de la commune un écu dans lequel les couleurs traditionnelles de Pregny, le bleu et le jaune, seront disposées en un écartelé en sautoir ondé. »                                                                               | « Écartelé en sautoir ondé d'azur et d'or. »           | Armoiries officielles de la commune de Pregny-Chambésy |       |

### Dans les arts
Pregny-Chambésy est plusieurs fois vue, mentionnée ou décrite dans les arts :

#### Littérature
- L'Énigme de la chambre 622 de Joël Dicker, sorti en 2020. Une scène se passe dans la maison de maître « Les Ormeaux ».

#### Peinture
- Le Mont-Blanc et Genève vus de Pregny de Carl-Ludwig Hackert, 1785[218] ;
- Le Léman et Mont-Blancs vus du Vengeron de Wolfgang Adam Toepffer et Firmin Massot, 1820[219] ;
- Hameau de Chambésy-Dessous par M. de Pourtalès, 1830[219] ;
- Le lac Léman vu du domaine de Tournay de Frédéric Fregevize (en), 1836[220] ;
- Le parc et la villa Grecque d'Auguste Saladin de Lubieres à Pregny de Wolfgang Adam Toepffer[221].

#### Cinéma
- Certains l'aiment froide, de Jean Bastia (1960). Des scènes ont été tournées au château de Penthes[222].

#### Télévision
- Émission Jardins divers du 10 mars 1984, produite par la Télévision suisse romande et présentée par Bernard Pichon, en présence de Georges Chelon et Julie Pietri. Émission tournée à la Villa Perrot[223];
- Épisode « Le maître nageur » de la série Les Gros Cons tourné à la piscine du centre sportif et de loisirs des châtaigniers en 1994[224].

#### Musique
- Poète en l'an 2000 de Georges Chelon, sorti en 1983. Clip tourné en hiver 1983/1984 dans le jardin de la Villa Perrot[223] ;
- Génie de Georges Chelon, sorti en 1983. Clip tourné en hiver 1983/1984 dans la Villa Perrot[223] ;
- Ma délivrance de Julie Pietri, sorti en 1984. Clip tourné en hiver 1983/1984 devant les dépendances dites Petite-Malvande de la Villa Perrot[223].

### Bibliographie

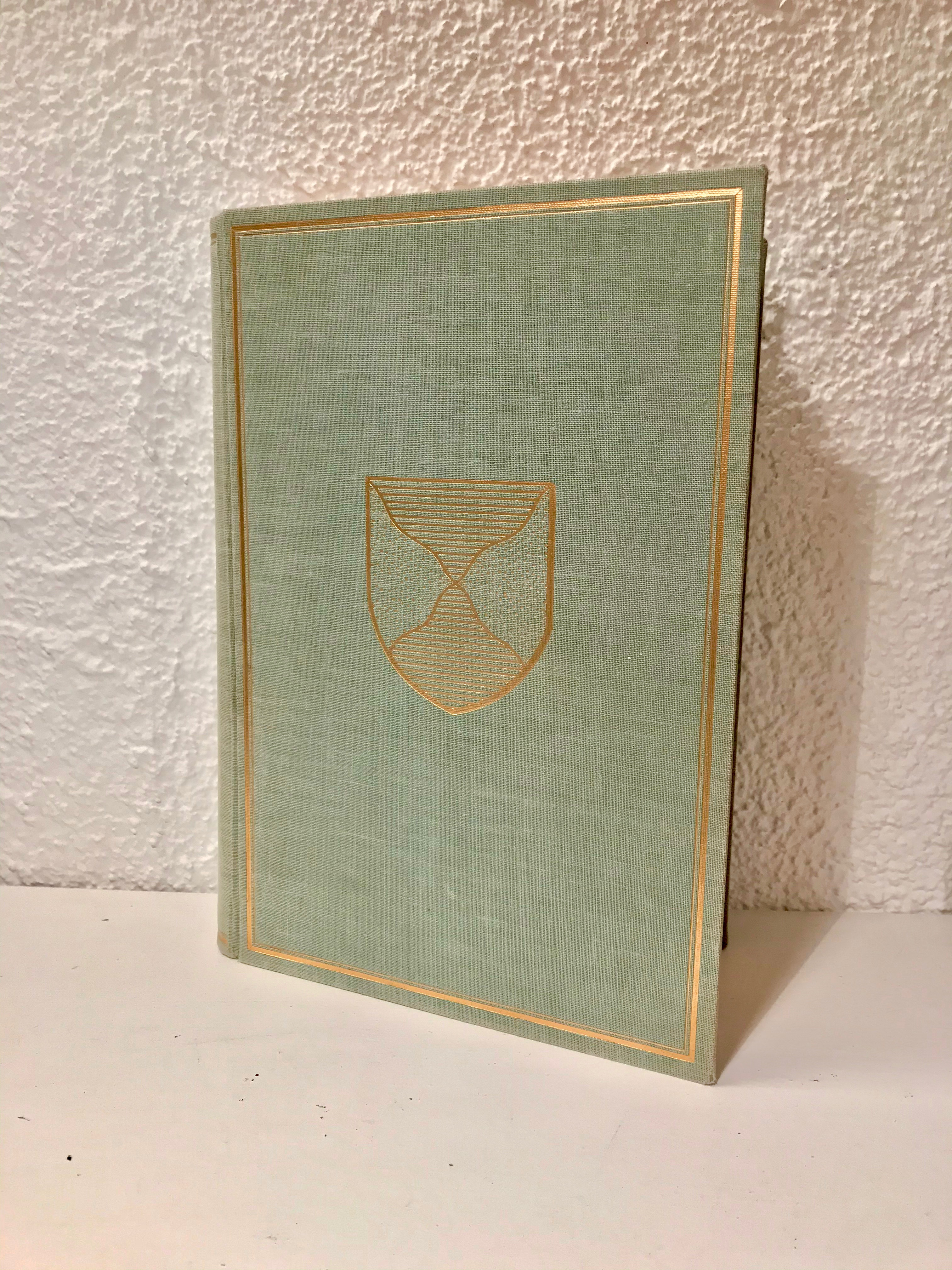
livre de Guillaume Fatio Pregny, commune genevoise et coteau des altesses.